# Elf (mythisch wezen)

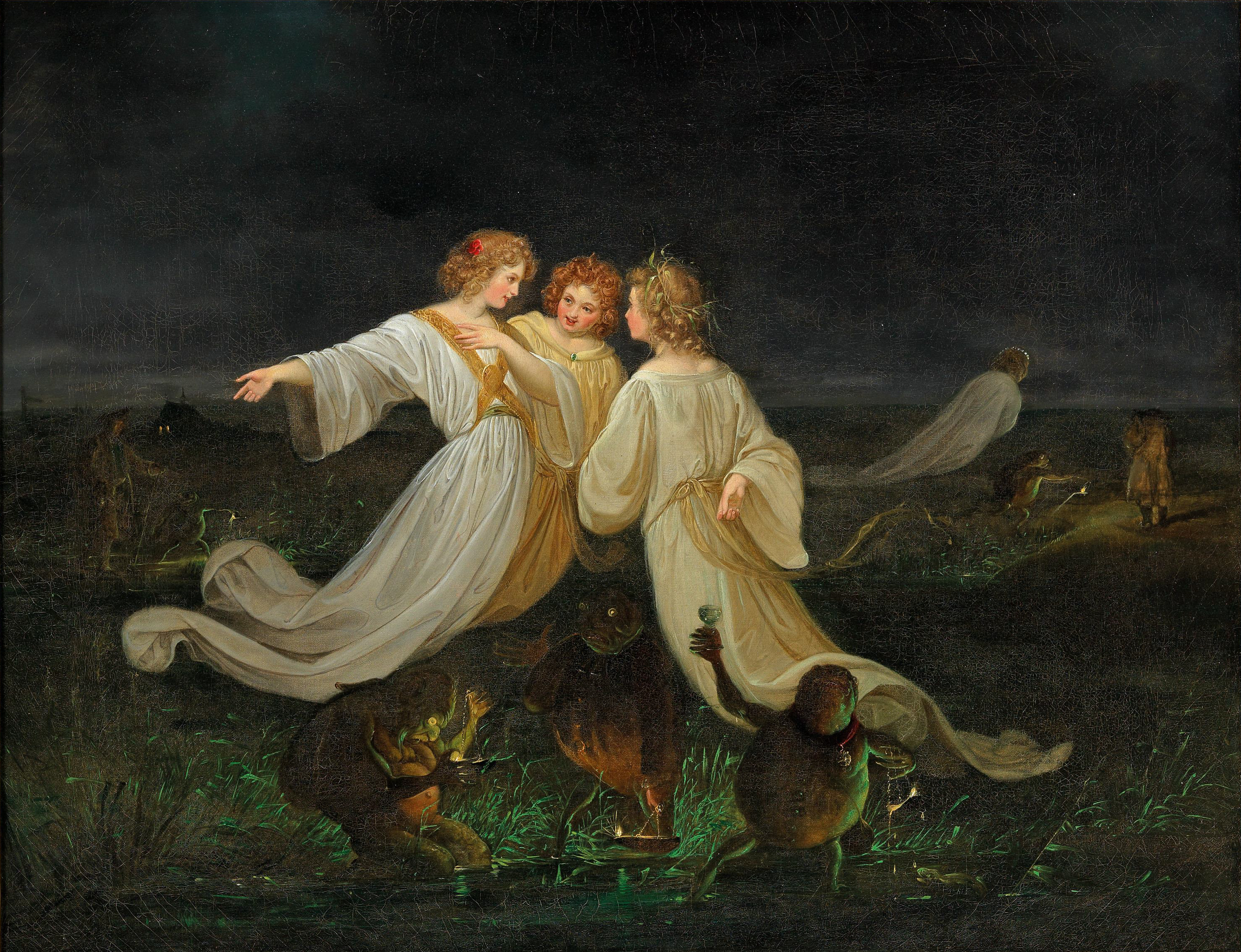
Moorgeister und Elfen (heidegeesten en elfen), 19e eeuw

Een elf (meervoud: elfen) is een mensachtig mythisch wezen uit de Germaanse en Noordse mythologie en folklore. In middeleeuws Germaans sprekende culturen schijnen elfen over het algemeen te zijn beschouwd als wezens met magische krachten en bovennatuurlijke schoonheid, ambivalent tegenover gewone mensen en in staat hen te helpen of te hinderen. De details van deze overtuigingen zijn echter aanzienlijk in tijd en ruimte gevarieerd en floreerden in zowel voorchristelijke als christelijke culturen.
Literatuur uit de Engelse renaissance bracht elfen samen met de feeën van de Romaanse cultuur, waardoor deze termen nu enigszins uitwisselbaar zijn.

## Oorsprong en huidige tijd

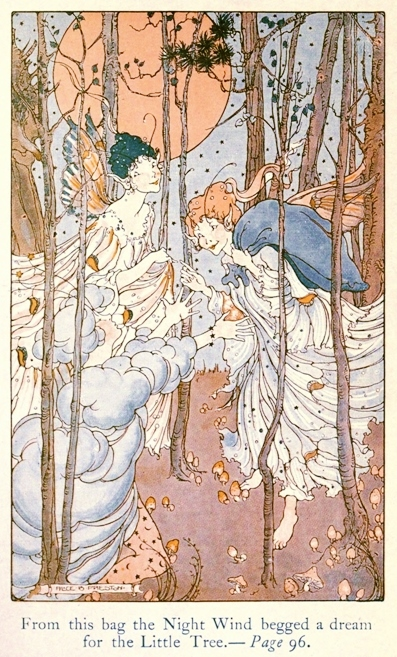
Afbeelding uit The Green Forest Fairy Book, 1920

Het woord elf komt overal in de Germaanse talen voor en lijkt oorspronkelijk 'wit wezen' te hebben betekend. Het reconstrueren van het vroege concept van een elf hangt grotendeels af van teksten, geschreven door christenen, in Oudengels, Middelengels, Oudhoogduits, Middelhoogduits en Oudnoors. Deze brengen elfen op verschillende manieren in verband met de goden uit de Noordse mythologie, met het veroorzaken van ziekte, met magie en met schoonheid en verleiding.
Na de middeleeuwen kwam het woord elf in de Germaanse talen minder vaak voor en verloor het aan alternatieve inheemse termen zoals Zwerg (dwerg) in het Duits en huldra (verborgen wezen) in Scandinavische talen, en aan leenwoorden als een fee (ontleend aan het Frans in de meeste Germaanse talen). Toch bleef het geloof in elfen bestaan in de vroegmoderne tijd, vooral in Schotland en Scandinavië, waar elfen werden beschouwd als magisch machtige mensen die, meestal onzichtbaar, naast alledaagse menselijke gemeenschappen leefden. Ze werden nog steeds in verband gebracht met het veroorzaken van ziekten en met seksuele bedreigingen. Zo is er een aantal vroegmoderne ballades van de Britse Eilanden en Scandinavië, afkomstig uit de middeleeuwen, waar elfen in voorkomen die proberen menselijke karakters te verleiden of te ontvoeren. In heksenprocessen wordt de invloed van elfen benoemd.
Met verstedelijking en industrialisatie in de negentiende en twintigste eeuw, nam het geloof in elfen snel af (hoewel in IJsland het populaire geloof in elfen blijft bestaan). Vanaf de vroegmoderne tijd begonnen elfen echter een prominente plaats in te nemen in de literatuur en kunst van ontwikkelde elites. Deze literaire elfen werden voorgesteld als kleine, ondeugende wezens, met William Shakespeares A Midsummer Night's Dream als een belangrijke ontwikkeling van dit idee. In de achttiende eeuw werden Duitse romantische schrijvers beïnvloed door dit idee van de elf, en ze importeerden het Engelse woord elf opnieuw in de Duitse taal.
Uit deze romantische elitecultuur komen de elfen van de populaire cultuur die in de negentiende en twintigste eeuw ontstonden. De kerstelfen van de hedendaagse populaire cultuur zijn een relatief recente creatie, die aan het einde van de negentiende eeuw in de Verenigde Staten populair werd. Elfen stapten in het twintigste-eeuwse high fantasy-genre in de nasleep van werken die werden gepubliceerd door auteurs als J.R.R. Tolkien; deze maakten het idee van elfen opnieuw populair als menselijke wezens. Elfen blijven tegenwoordig een opvallend kenmerk van fantasieboeken en games.
Tegenwoordig wordt voor elfen en feeën vaak hetzelfde begrip gebruikt. Hierbij worden ze vaak geschetst als kleine wezentjes met vlindervleugels die over bovennatuurlijke krachten beschikken, hoewel ook elfen in meer menselijke gedaante voorkomen. Vaak worden elfen geassocieerd met de beeldwit, witte wieven, Alvermannekes, Spriggans, brownies, hobgoblins, Pucks (zoals Puck van Shakespeare), Robin Goodfellow of kobolden die de mens in het huishouden helpen enerzijds, maar anderzijds ook met plaaggeesten die vee, voedsel of zelfs kinderen stelen of knopen leggen in de manen van paarden. Soms worden elfen geassocieerd met de geesten van de overledenen.
Vrouw Holle wordt soms als koningin van de kabouters of alven genoemd en de Moerasvrouw is de tante van de elfen.

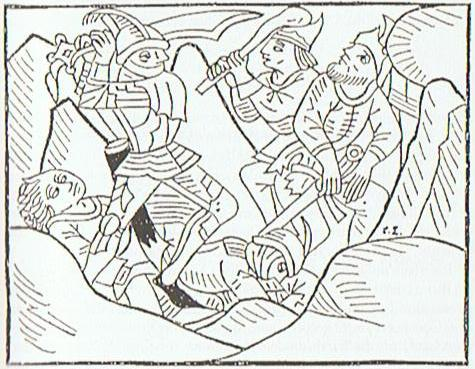
Dietleib kämpft mit Zwergen im Hohlen Berg und tötet viele von ihnen, houtsnede uit het "Straßburger Heldenbuch", ca. 1480
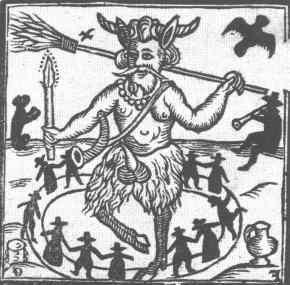
De hobgoblin Puck uit A Midsummer Night's Dream, 1629
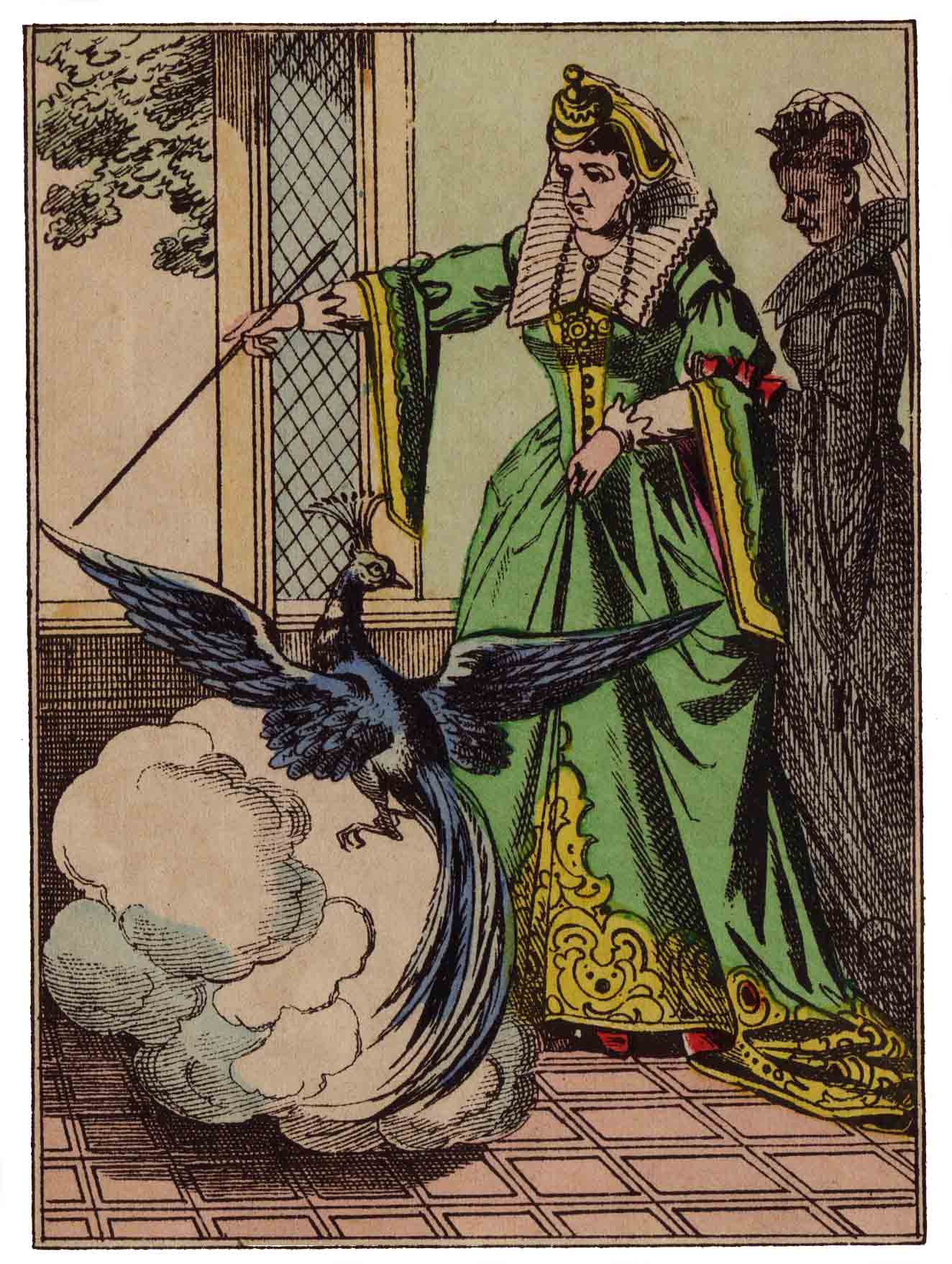
Fee, L’Oiseau bleu, 19e eeuw
- Busy little brownies, Nathaniel Moore, 1867
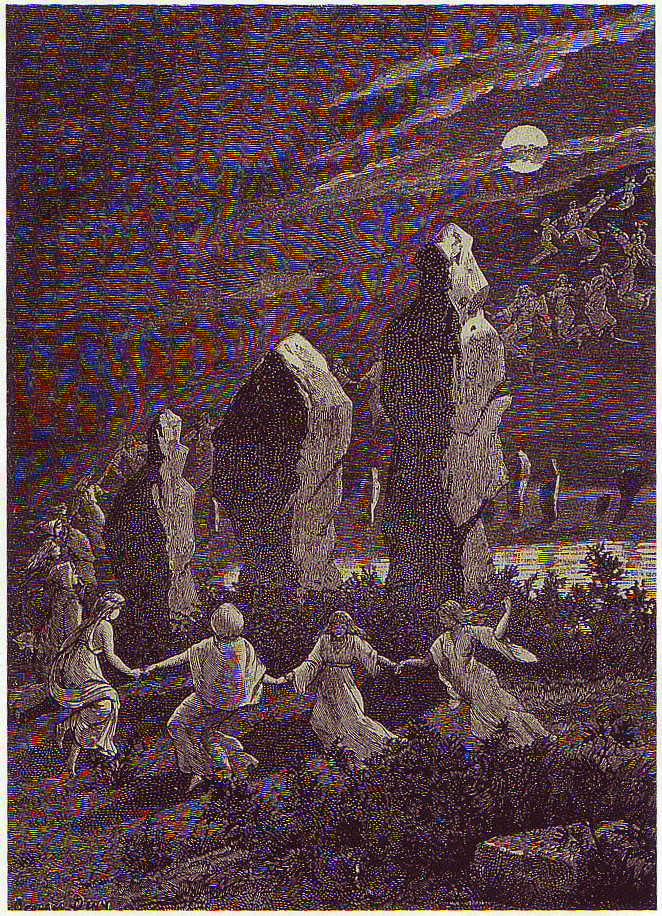
De dans van de korrigan, feeën en andere wezens in Bretagne, 1887
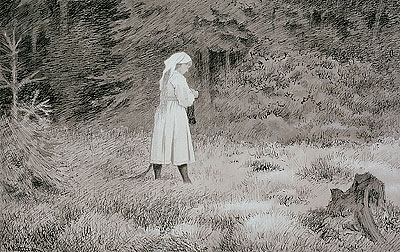
Huldra, Theodor Kittelsen, Nasjonalmuseet, 1892
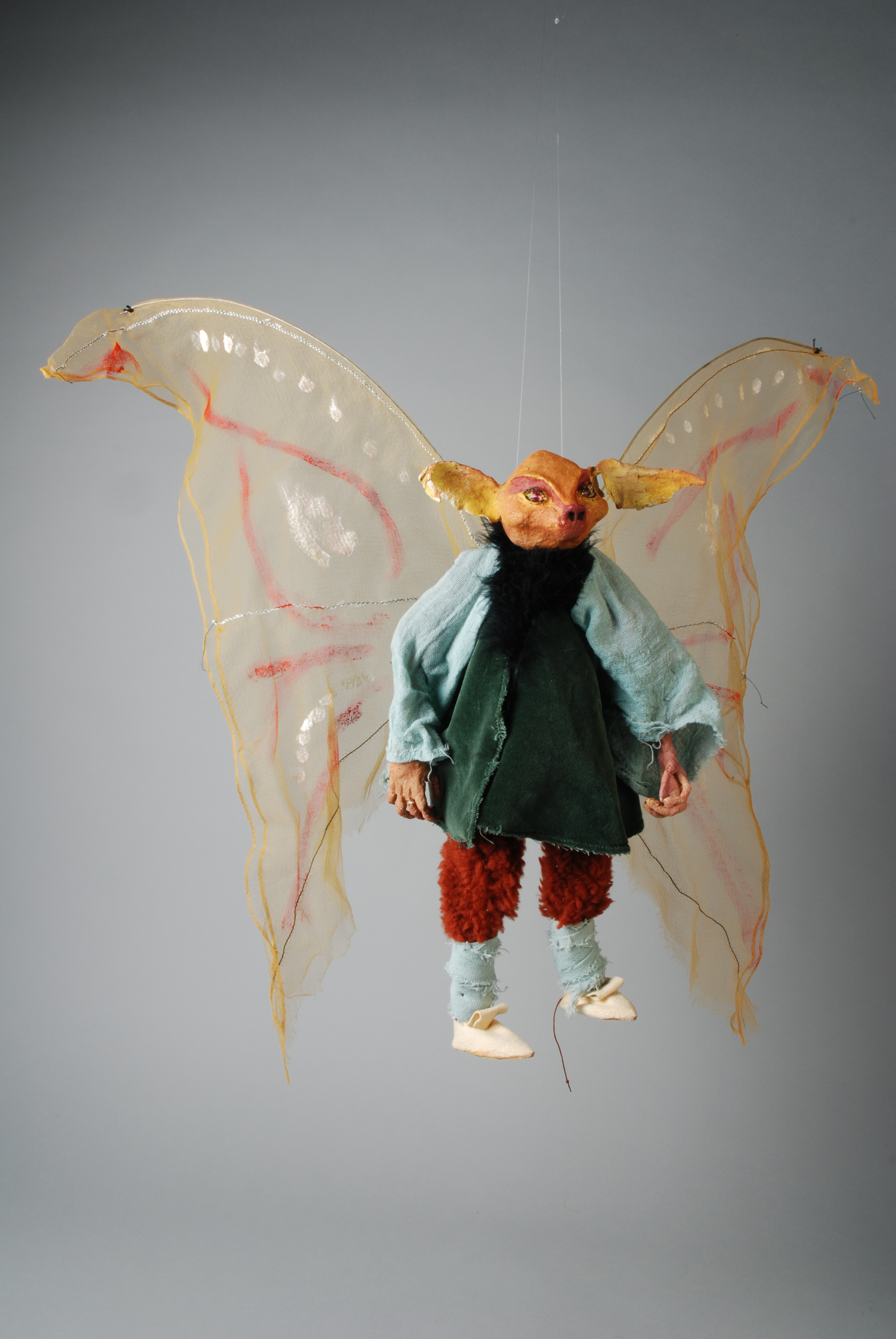
Elf als stangpop, museum Rotterdam, 1970 - 1983
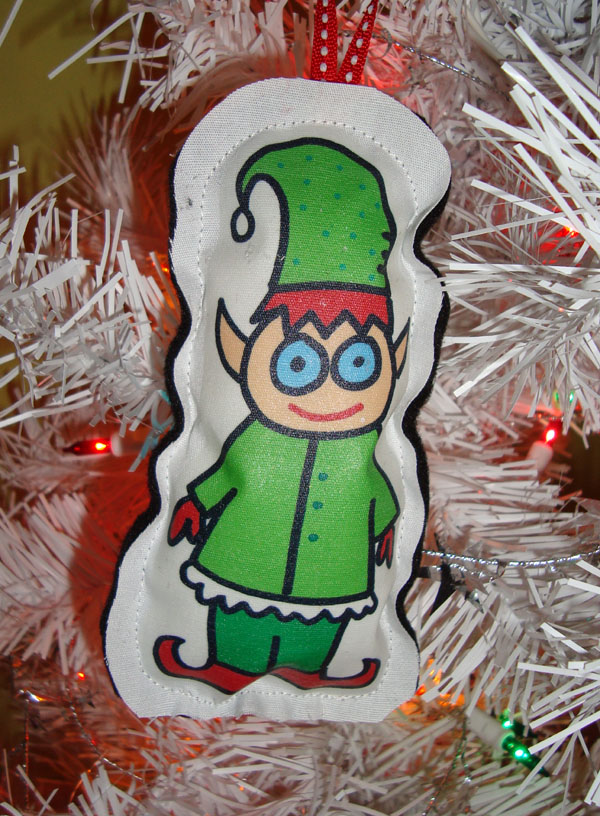
Een afbeelding van een moderne kerstelf als kerstboom-decoratie, 2009

## Realiteit en perceptie

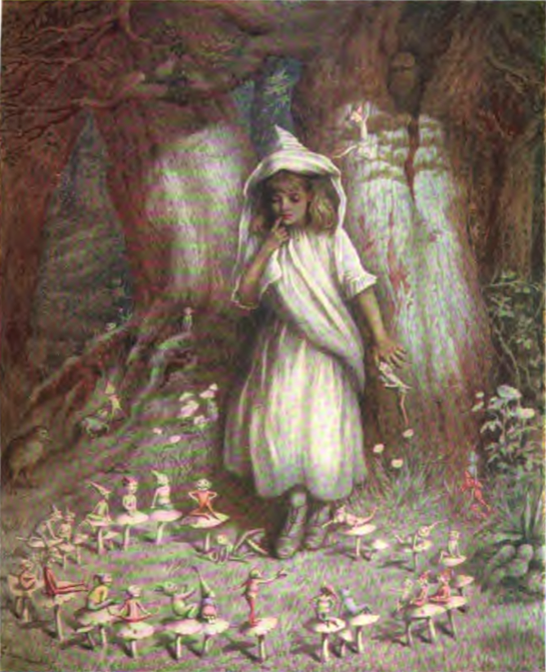
The Elf Ring (de heksenkring), Kate Greenaway (1846-1901)

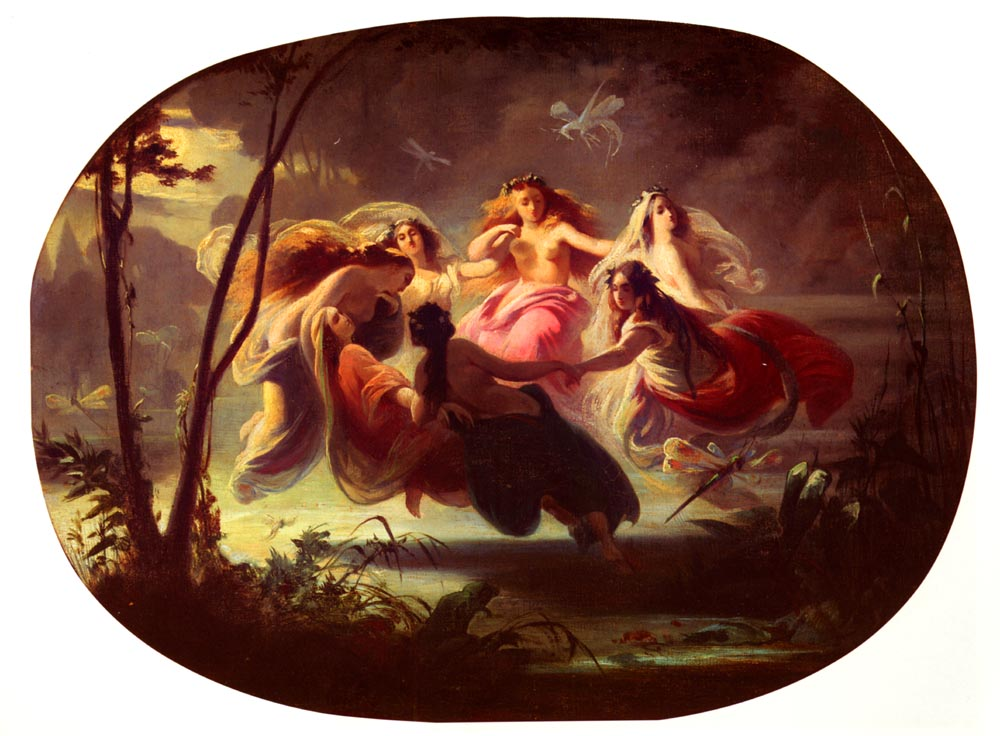
The Fairy Dance (dans van de elfen), Robert Alexander Hillingford (1825-1904)

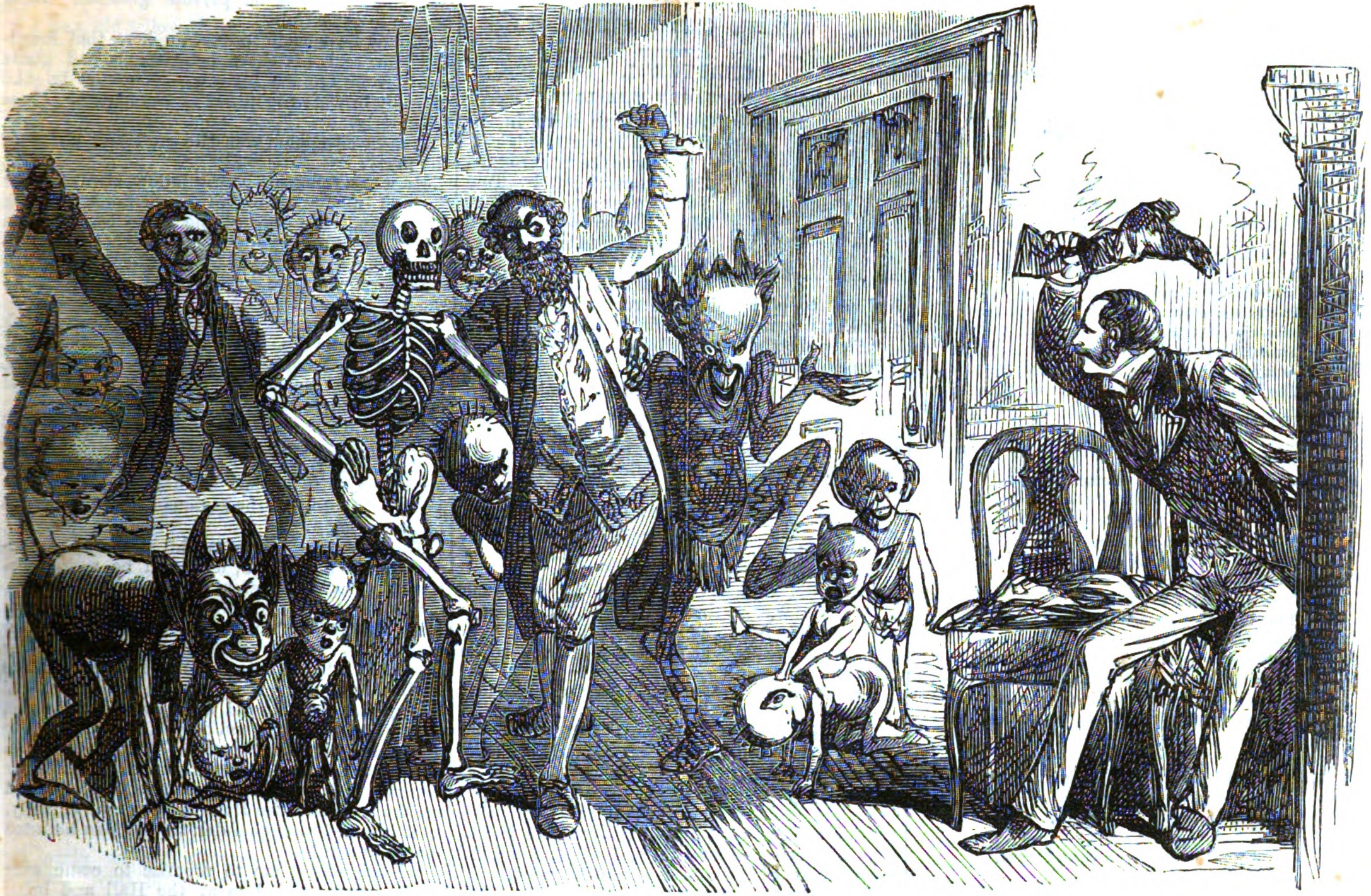
Demons and Elves of Every Size and Kind Danced Across the Room (demonen en elfen van elk formaat en soort dansen door de kamer), 13 december 1869

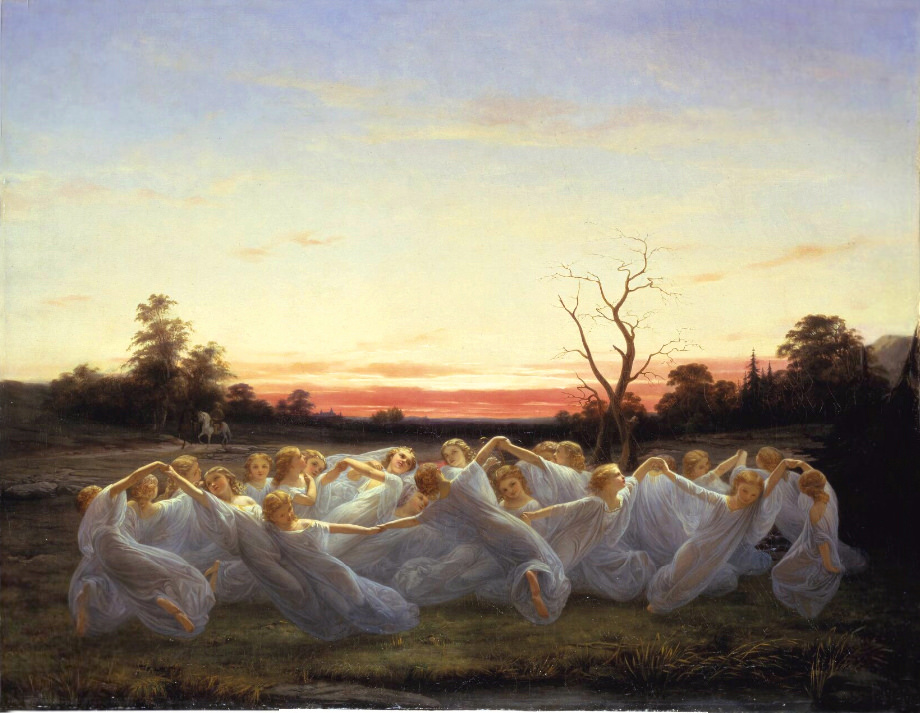
Ängsälvor (weide elfen) door Nils Blommér, 1850

Vanuit wetenschappelijk oogpunt worden elfen niet gezien als echt bestaande wezens. Er werd echter op veel plaatsen geloofd dat elfen echte wezens waren. Waar genoeg mensen in het bestaan van elfen hebben geloofd, heeft deze overtuiging echt effect gehad in de wereld. Elfen zijn onderdeel van het wereldbeeld van mensen, ze zijn een sociale realiteit. 
Ze zijn net zoiets als de ruilwaarde van een eurobiljet of het gevoel van trots dat wordt opgewekt door een nationale vlag, het is echt vanwege de overtuigingen van mensen en niet als een objectieve realiteit. Dienovereenkomstig zijn opvattingen over elfen en hun sociale functies in tijd en ruimte gevarieerd.
Zelfs in de eenentwintigste eeuw worden fantasieverhalen over elfen verteld; zowel om het begrip over de echte wereld te vormen als voor de toehoorders een manier te zijn om te reflecteren.
In de loop van de tijd hebben mensen op verschillende manieren geprobeerd de overtuigingen in elfen te ontmythologiseren of te rationaliseren.

### Integratie in christelijke kosmologieën
Overtuigingen over elfen vinden hun oorsprong vóór de bekering tot het christendom en de bijbehorende kerstening van Noordwest-Europa. Om deze reden wordt het geloof in elfen, vanaf de middeleeuwen tot en met de recente wetenschap, vaak bestempeld als "heidens" en een "bijgeloof". Bijna alle overgebleven tekstbronnen over elfen werden echter geproduceerd door christenen (of het nu gaat om Angelsaksische monniken, middeleeuwse IJslandse dichters, vroegmoderne balladezangers, negentiende-eeuwse folkloreverzamelaars of zelfs twintigste-eeuwse fantasieschrijvers). Aangetoonde overtuigingen over elfen moeten daarom worden begrepen als onderdeel van de christelijke cultuur van Germaans-sprekenden en niet alleen als een overblijfsel van hun voorchristelijke religie. Dienovereenkomstig was het onderzoeken van de relatie tussen het geloof in elfen en de christelijke kosmologie een preoccupatie van de wetenschap over elfen, zowel in vroege tijden als in modern onderzoek.
Historisch gezien hebben mensen drie hoofdbenaderingen gevolgd om elfen in de christelijke kosmologie te integreren, die allemaal op grote schaal in tijd en ruimte worden aangetroffen:
- Elfen identificeren met de demonen van de joods-christelijk-mediterrane traditie. Bijvoorbeeld:
  - In Engelstalig materiaal: in het Royal Prayer Book van ca. 900; elf verschijnt als een glans voor "Satan". In de late veertiende-eeuwse The Wife of Bath's Tale stelt Geoffrey Chaucer mannelijke elfen gelijk aan incubi (demonen die slapende vrouwen verkrachten). In de vroegmoderne Schotse hekserijprocessen werden de beschrijvingen van getuigen van ontmoetingen met elfen door aanklagers vaak geïnterpreteerd als ontmoetingen met de duivel.
  - In middeleeuws Scandinavië schreef Snorri Sturluson in zijn Proza Edda van ljósálfar en døkkálfar (lichtelfen en donkerelfen), de ljósálfar die in de hemel leefden en de døkkálfar leefden onder de aarde. De consensus van de moderne wetenschap is dat Snorri's elfen gebaseerd zijn op engelen en demonen uit de christelijke kosmologie.
  - Elfen verschijnen op grote schaal als demonische krachten in middeleeuwse en vroegmoderne Engelse, Duitse en Scandinavische gebeden.
- Elfen min of meer beschouwen als mensen, en min of meer buiten de christelijke kosmologie. De IJslanders die de poëtische Edda kopieerden, probeerden niet expliciet elfen in het christelijk denken te integreren. Evenzo schijnen de vroegmoderne Schotse mensen die bekende elfen hebben ontmoet, niet te hebben gedacht dat ze met de duivel te maken hadden. De negentiende-eeuwse IJslandse folklore over elfen presenteert hen meestal als een menselijke landbouwgemeenschap parallel aan de zichtbare menselijke gemeenschap, die al dan niet christelijk is. Het is mogelijk dat verhalen soms vanuit dit perspectief werden verteld als een politieke daad, om de dominantie van de Kerk te ondermijnen.
- Elfen integreren in de christelijke kosmologie zonder ze als demonen te identificeren. De meest opvallende voorbeelden zijn serieuze theologische verhandelingen: de IJslandse Tíðfordrif (1644) van Jón Guðmundsson lærði of, in Schotland, Robert Kirks Secret Commonwealth of Elves, Fauns and Fairies (1691). Deze benadering komt ook voor in het Oud-Engelse gedicht Beowulf, dat elfen opsomt onder de rassen die voortkomen uit Kaïns moord op Abel. De late dertiende-eeuwse South English Legendary en sommige IJslandse volksverhalen verklaren elfen als engelen die niet de kant van Lucifer kozen, noch die van God, en werden door God naar de aarde verbannen in plaats van naar de hel. Een beroemd IJslands volksverhaal legt uit dat elfen de verloren kinderen van Eva zijn.

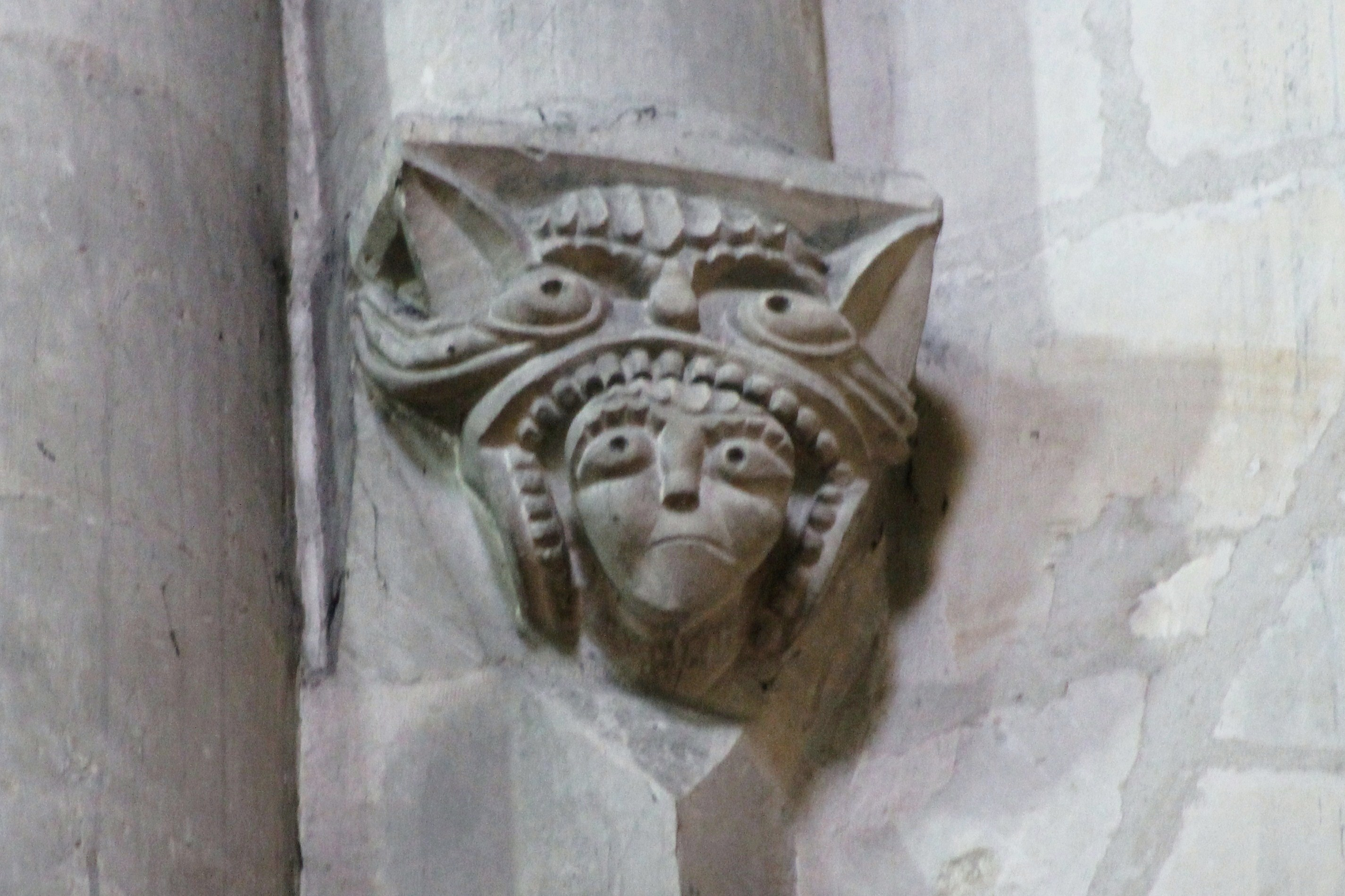
Uitgesneden ogive-console in het schip van de Saint-Étienne-kerk in Caen (Calvados), geïnspireerd door de Noorse Vikingen-mythologie: een elf slokt een man op
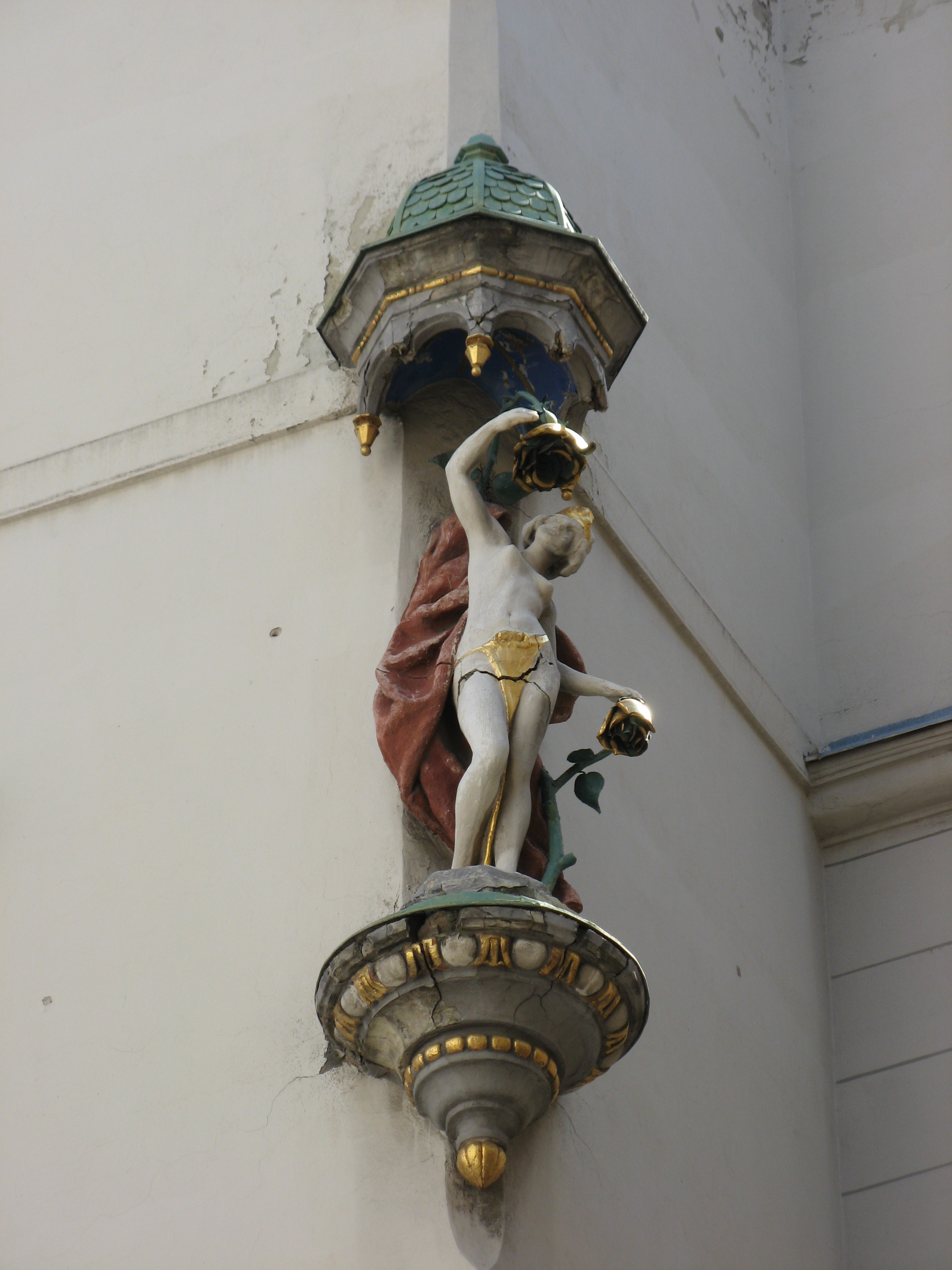
Elf met bloemen, Wenen
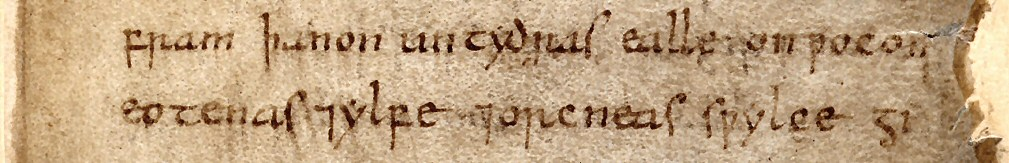
Beowulf benoemd ogers, elfen en duivels, circa 700 - 1000

### Ontmythologiseren van elfen als inheemse bevolkingsgroepen
Sommige negentiende- en twintigste-eeuwse geleerden probeerden het geloof in elfen te rationaliseren als volksherinneringen aan verloren inheemse volkeren. Omdat het geloof in bovennatuurlijke wezens echter zo alomtegenwoordig is in menselijke culturen, geloven wetenschappers niet langer dat dergelijke verklaringen geldig zijn. Onderzoek heeft echter aangetoond dat verhalen over elfen vaak worden gebruikt als een manier voor mensen om metaforisch na te denken over echte etnische anderen.

### Ontmythologiseren van elfen als mensen met een ziekte of handicap
Geleerden hebben soms ook geprobeerd uit te leggen dat het geloof in elfen is geïnspireerd door mensen die aan bepaalde soorten ziekten lijden (zoals het syndroom van Williams). Elfen werden zeker vaak gezien als een oorzaak van ziekte, en inderdaad lijkt het Engelse woord oaf te zijn ontstaan als een vorm van elf: het woord elf ging de betekenis hebben van 'wisselaar achtergelaten door een elf' en daarna, omdat wisselaars werden opgemerkt voor hun falen om te gedijen, naar zijn moderne betekenis 'een dwaas, een dom persoon; een grote, onhandige man of jongen '. Het lijkt echter opnieuw onwaarschijnlijk dat de oorsprong van het geloof in elfen zelf verklaard kan worden door de ontmoetingen van mensen met objectief echte mensen die door ziekte zijn getroffen.

## Etymologie

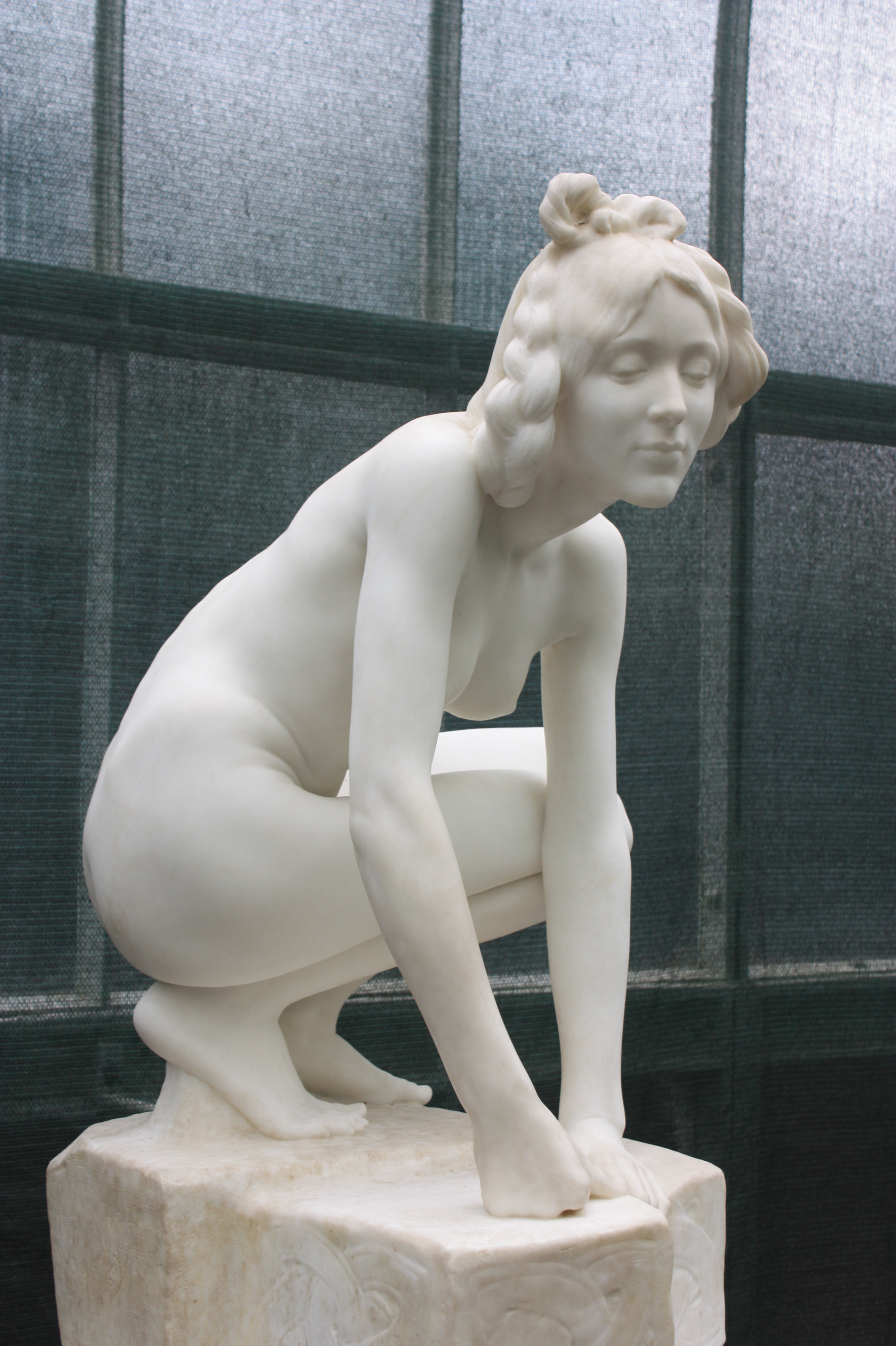
Elf in de Glasgow Botanic Gardens, William Goscombe John

Elf heeft een gemeenschappelijke oorsprong met middeleeuwse Germaanse termen als Oudnoorse Alfr ('nachtmerrie, elf'; meervoud alfar), Oudhoogduits alp ('boze geest'; pl. alpî, elpî; vrouwelijk elbe), Bourgondisch alfs ('elf') en Middelnederduits alf ('boze geest'). Deze woorden moeten afkomstig zijn uit het gemeenschappelijk Germaans, de vooroudertaal van de aangetoonde Germaanse talen; de gemeenschappelijke Germaanse vormen worden gereconstrueerd als ɑlβi-z en *ɑlβɑ-z.
Van de Germaanse wortel ɑlβi-z ~ ɑlβɑ-z wordt algemeen aangenomen dat deze verwant is met het Latijnse albus ('(mat) wit'); Oudiers ailbhín ('kudde'); Griekse alphoús ('wit'; ἀλφούς); Albanees elb ('gerst'); en Germaanse woorden voor 'zwaan' zoals IJslands álpt. Deze woorden zijn allemaal te herleiden tot een Indo-Europese wortel h₂elbʰ-, en lijken verband te houden met het idee van witheid.
Het Germaanse woord betekende oorspronkelijk waarschijnlijk "blanke", misschien als een eufemisme. Jakob Grimm dacht dat witheid een positieve morele connotatie inhield, en merkte op dat Snorri Sturlusons' ljósálfar suggereerden dat elfen godheden van licht waren. Dit hoeft echter niet per se het geval te zijn. Omdat de cognaten bijvoorbeeld mat wit suggereren in plaats van glanzend wit, en omdat witheid in middeleeuwse Scandinavische teksten wordt geassocieerd met schoonheid, heeft Alaric Hall gesuggereerd dat elfen mogelijk 'de blanken' werden genoemd omdat witheid werd geassocieerd met (in het bijzonder vrouwelijk) schoonheid. Sommige geleerden hebben betoogd dat de namen Albion en Alpen ook verwant kunnen zijn.
Volgens een totaal andere etymologische verklaring zou elf verwant zijn aan Ribhus,een woord voor semi-goddelijke handwerkslieden in de Indiase mythologie. Deze verklaring werd in 1855 voorgesteld door de Duitse taalkundige Kuhn. In dit geval zou ɑlβi-z de betekenis "bekwaam, inventief, slim" hebben, en verwant zijn met het Latijnse labor (arbeid in de zin van" creatief werk "). Hoewel vaak genoemd, wordt deze etymologie niet algemeen aanvaard.

### In eigennamen
In de middeleeuwse Germaanse talen was elf een van de zelfstandige naamwoorden die in persoonsnamen werden gebruikt, bijna altijd als eerste element. Deze namen zijn mogelijk beïnvloed door Keltische namen die beginnen met Albio, zoals Albiorix.

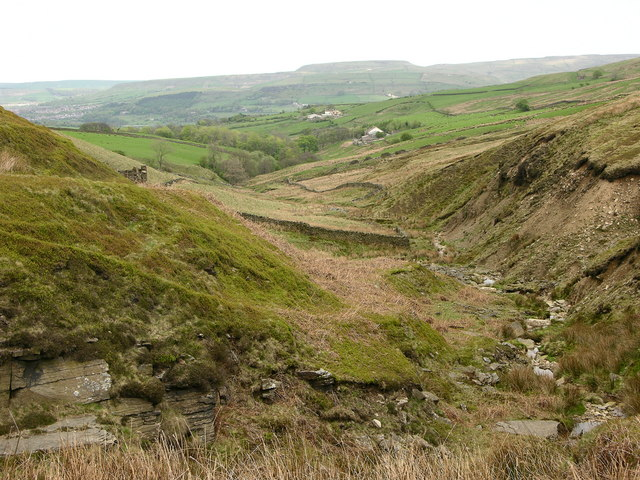
Alden Valley, Lancashire, mogelijk een plaats die ooit met elfen werd geassocieerd

Persoonsnamen vormen het enige bewijs voor elf in het Gotisch, dat het woord albs (meervoud albeis) moet hebben gehad. De bekendste naam van deze soort is Alboin. Oud-Engelse namen omvatten de verwanten van Alboin: Ælfwine (letterlijk "elf-vriend", m.), Ælfric ("elf-krachtig", m.), Ælfweard ("elf-voogd", m.), En Ælfwaru ("elf-zorg", f.). Een wijdverspreide overlevende hiervan in het moderne Engels is Alfred (Old English Ælfrēd, "elf-advies"). Ook overlevend zijn de Engelse achternaam Elgar (Ælfgar, "elf-speer") en de naam van St. Alphege (Ælfhēah, "elf-lang"). Duitse voorbeelden zijn Alberich, Alphart en Alphere (vader van Walter van Aquitaine) en een IJslandse voorbeeld is Álfhildur. Deze namen suggereren dat elfen positief werden beschouwd in de vroege Germaanse cultuur. Van de vele woorden voor bovennatuurlijke wezens in Germaanse talen, zijn de enige die regelmatig in persoonsnamen worden gebruikt elf en woorden die heidense goden aanduiden, wat suggereert dat elfen als vergelijkbaar met goden werden beschouwd.
In het latere Oudijslands werden alfr ("elf") en de persoonlijke naam die in het gemeenschappelijk Germaans Aþa(l)wulfaz was geweest, beide toevallig álfr~Álfr.
Olivier is een verbastering van een Germaanse naam, die zou bestaan uit de woorden alf (elf) en heer (leger).
Elfen komen voor in sommige plaatsnamen, hoewel het moeilijk is om er zeker van te zijn hoeveel andere woorden, inclusief persoonlijke namen, op elf kunnen lijken. Het duidelijkste Engelse voorbeeld is Elveden ("elfenheuvel", Suffolk); andere voorbeelden kunnen zijn Eldon Hill ("Elevenheuvel", Derbyshire); en Alden Valley ("elfen vallei", Lancashire). Deze lijken elfen redelijk consistent te associëren met heuvels en valleien.
De Cnoc Freiceadain Long Cairns worden ook wel Na Tri Shean genoemd, omdat er drie verhogingen te zien zijn. Deze benaming verwijst ook naar elfen, de vertaling luidt de drie feeën/elfenheuvels.

## In middeleeuwse teksten en post-middeleeuwse volksgeloof

### Middeleeuws Engelstalige bronnen

#### Als oorzaken van ziekten

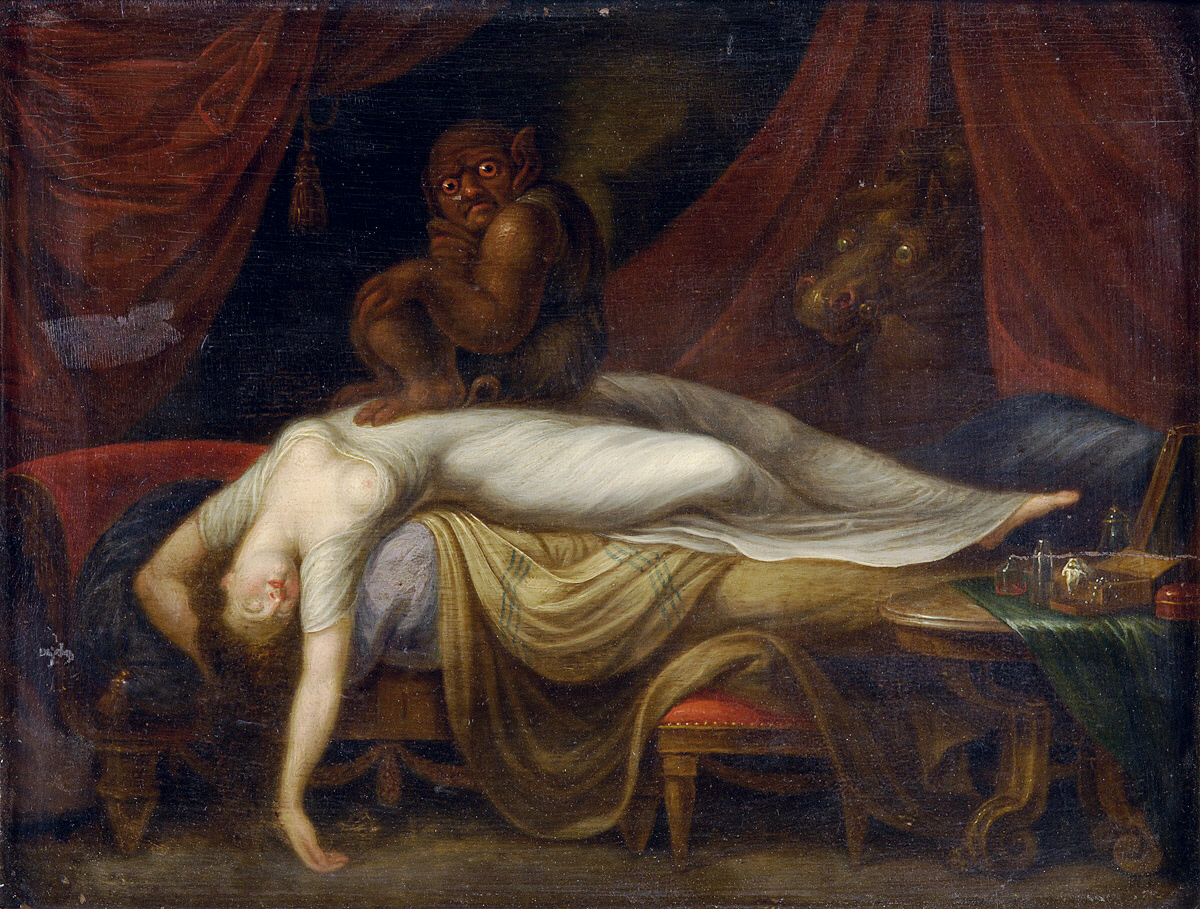
Der Albtraum, eind 18e/begin 19e eeuw

De oudste bewaard gebleven manuscripten waarin elfen in een Germaanse taal worden genoemd, zijn afkomstig uit het Angelsaksische Engeland. Middeleeuws Engels bewijsmateriaal heeft daarom vrij uitgebreid onderzoek en debat ondergaan. In het Oudengels worden elfen het vaakst genoemd in medische teksten die getuigen van het geloof dat elfen mensen en vee met ziekten zouden kunnen treffen: blijkbaar meestal scherpe, inwendige pijnen en psychische stoornissen. De bekendste van de medische teksten is de metrische charme Wið færstice ("tegen een stekende pijn"), uit de tiende-eeuwse compilatie Lacnunga, maar de meeste getuigenissen staan in het tiende-eeuwse Bald's Leechbook. Deze traditie zet zich ook in latere Engelstalige tradities voort: elfen blijven verschijnen in Middelengelse medische teksten.
Het geloof in elfen die ziekten veroorzaakten, bleef prominent aanwezig in het vroegmoderne Schotland, waar elfen werden gezien als bovennatuurlijke machtige mensen die onzichtbaar naast gewone plattelandsbewoners leefden. Zo werden elfen vaak genoemd in de vroegmoderne Schotse hekserijprocessen: veel getuigen in de processen geloofden dat ze genezende krachten hadden gekregen of dat ze wisten van mensen of dieren die door elfen ziek waren gemaakt. In al deze bronnen worden elfen soms geassocieerd met het succubusachtige bovennatuurlijke wezen dat de merrie wordt genoemd.
Hoewel men dacht dat ze ziektes veroorzaakten met magische wapens, worden elfen duidelijker geassocieerd in het Oudengels met een soort magie die wordt aangeduid door de Oudengels sīden en sīdsa, een verwant aan de Oudnoors seiðr, en ook parallel in de Oud-Ierse Serglige Con Culainn (het ziekbed van Cú Chulainn). Tegen de veertiende eeuw werden ze ook geassocieerd met de mysterieuze praktijk van alchemie

#### "Elf-shot"

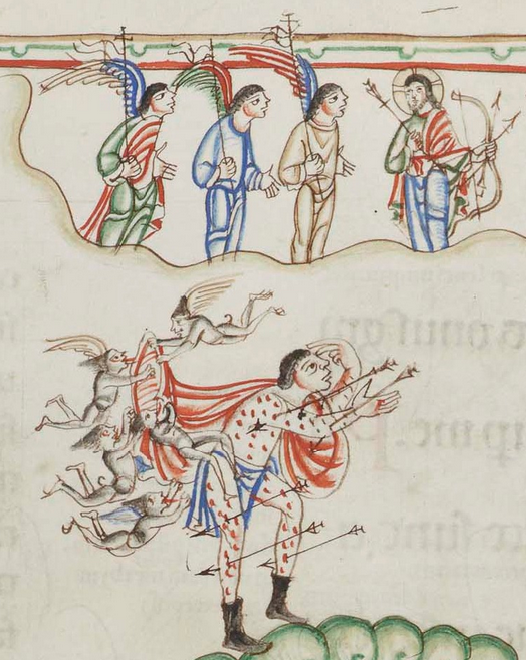
The Eadwine Psalter, detail: Christus and demonen vallen de psalmist aan

In een of twee oud-Engelse medische teksten kan worden gedacht dat elfen ziekten veroorzaken met projectielen. In de twintigste eeuw bestempelden geleerden de ziektes die elfen veroorzaakten vaak als 'elfschot', maar werk vanaf de jaren negentig toonde aan dat het middeleeuwse bewijs voor het feit dat elfen op deze manier ziektes veroorzaken, gering is; discussie over de betekenis ervan is aan de gang.
Het zelfstandig naamwoord elf-shot komt eigenlijk voor het eerst voor in een Schots gedicht, "Rowlis Cursing", van rond 1500, waar "elf-shot" wordt vermeld tussen een reeks vervloekingen die op sommige kippendieven kunnen worden gepleegd. De term heeft mogelijk niet altijd een echt projectiel aangeduid: shot (schot) kan zowel "een scherpe pijn" als "projectiel" betekenen. Maar in het vroegmoderne Schotland worden elf-shot en andere termen zoals elf-pijlpunt soms gebruikt voor neolithische pijlpunten, blijkbaar gedacht te zijn gemaakt door elfen. In een paar hekserijprocessen getuigen mensen dat deze pijlpunten werden gebruikt bij genezingsrituelen, en beweerden ze af en toe dat heksen (en misschien elfen) ze gebruikten om mensen en vee te verwonden. Vergelijk met het volgende fragment uit een ode uit 1749–1750, uit de Popular Superstitions van de Engelse dichter William Collins:
There every herd, by sad experience, knows /
How, winged with fate, their elf-shot arrows fly, /
When the sick ewe her summer food forgoes, /
Or, stretched on earth, the heart-smit heifers lie

#### Grootte, uiterlijk en seksualiteit
Vanwege de associatie van elfen met ziekte, dachten de meeste geleerden in de twintigste eeuw dat elfen in de Angelsaksische traditie kleine, onzichtbare, demonische wezens waren, die ziekten veroorzaakten met pijlen. Deze opvatting werd versterkt door het idee dat in het Eadwine Psalter "elf-shot" wordt uitgebeeld in een afbeelding die in dit verband bekend werd. Dit wordt nu echter als een misverstand beschouwd: het beeld blijkt een conventionele illustratie te zijn van Gods pijlen en van christelijke demonen. Recenter onderzoek wijst er juist op dat Angelsaksische elfen, zoals elfen in Scandinavië of de Ierse Aos Sí, als mensen werden beschouwd.
Net als woorden voor goden en mensen, wordt het woord elf gebruikt in persoonsnamen waar woorden voor monsters en demonen niet gebruikt worden. Net zoals álfar wordt geassocieerd met Æsir in het Oudnoors, zo associeert de Oud-Engelse Wið færstice elfen met ēse; wat dit woord ook betekende met de tiende eeuw, etymologisch duidde het op heidense goden. In het Oudengels is het meervoud ylfe (zoals in Beowulf) grammaticaal een etnoniem (een woord voor een etnische groep), wat suggereert dat elfen als mensen werden gezien. Naast het verschijnen in medische teksten, het Oud-Engelse woord ælf en zijn vrouwelijke afgeleide ælbinne werden in glossen gebruikt om Latijnse woorden voor nimfen te vertalen. Dit past goed bij het woord ælfscȳne, dat "elf-mooi" betekende, en wordt getuigd van een beschrijving van de verleidelijk mooie Bijbelse heldinnen Sarah en Judith.
Evenzo verschijnen elfen duidelijk als menselijke wezens in Middelengels en vroegmodern Schots bewijs, hoewel ze daar nog steeds de oorzaken van schade en gevaar blijken te zijn. Ze werden geassocieerd met middeleeuwse ridderromantradities van feeën en in het bijzonder met het idee van een feeënkoningin. De neiging van elfen om mensen te verleiden of te verkrachten wordt steeds prominenter in het bronnenmateriaal. Rond de vijftiende eeuw begint er bewijs op te duiken voor de overtuiging dat elfen menselijke baby's zouden kunnen stelen en ze door wisselaars zouden kunnen vervangen.

#### Afname van het gebruik van het woord elf
Tegen het einde van de middeleeuwen werd elf steeds meer verdrongen door het Franse leenwoord fee. Een voorbeeld is het satirische verhaal van Geoffrey Chaucer, Sir Thopas, waarin het titelpersonage op zoek gaat naar de "elfenkoningin", die in "countree of the Faerie" (het "graafschap van de fee") woont.

### Oudnoors teksten

#### Mythologische teksten
Bewijs voor het geloof van elfen in middeleeuws Scandinavië buiten IJsland is erg schaars, maar het IJslandse bewijs is uniek rijk. Lange tijd werden opvattingen over elfen in de Oudnoorse mythologie bepaald door Snorri Sturlusons Proza Edda, die spreekt over svartálfar, dökkálfar en ljósálfar ("zwarte elfen", "donkere elfen" en "lichtelfen"). Deze woorden worden echter alleen in de Proza Edda en daarop gebaseerde teksten gestaafd, en men is het er nu over eens dat ze de tradities van dwergen, demonen en engelen weerspiegelen, wat gedeeltelijk de 'heidendom' van Snorri van een christelijke kosmologie aantoont, geleerd uit de Elucidarius.

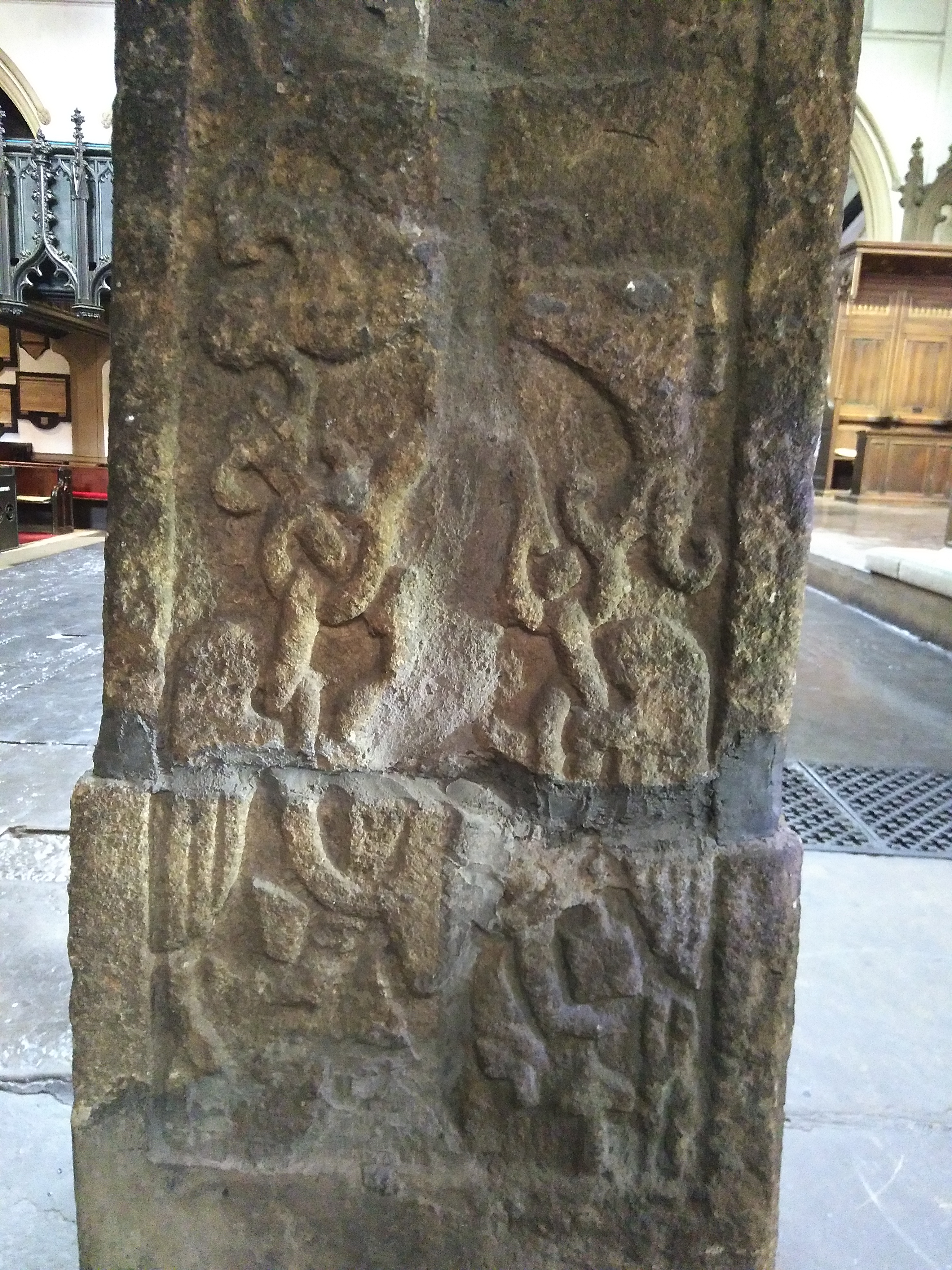
Völundr met Bǫðvildr

Geleerden van de Oudnoorse mythologie richten zich nu op verwijzingen naar elfen in Oudnoorse poëzie, met name de Oudere Edda. Het enige personage dat expliciet wordt geïdentificeerd als een elf in de klassieke Eddaïsche poëzie, is Völundr, de hoofdpersoon van Völundarkviða. Elfen worden echter vaak genoemd in de allitererende uitdrukking Æsir ok Álfar ('Æsir en elfen') en zijn varianten. Dit was duidelijk een gevestigde poëtische formule, die duidt op een sterke traditie van het associëren van elfen met de groep goden die bekend staat als de Æsir, of zelfs suggereert dat de elfen en Æsir één en dezelfde waren. De koppeling loopt parallel in het Oud-Engelse gedicht Wið færstice en in het Germaanse persoonsnaamsysteem; bovendien wordt in het Skaldische vers het woord elf op dezelfde manier gebruikt als woorden voor goden. Sigvatr Þórðarsons skaldische reisverslag Austrfaravísur, gecomponeerd rond 1020, maakt melding van een álfablót ('elfjesoffer') in Edskogen in wat nu het zuiden van Zweden is. Er lijkt geen duidelijk onderscheid te zijn geweest tussen mensen en goden; net als de Asen werden de elfen dus vermoedelijk als mensachtig beschouwd en bestonden ze in tegenstelling tot de reuzen. Veel commentatoren hebben ook (of in plaats daarvan) gepleit voor conceptuele overlap tussen elfen en dwergen in de Oudnoorse mythologie, die mogelijk past bij trends in het middeleeuwse Duitse bewijsmateriaal.
Er zijn aanwijzingen dat de god Freyr in verband werd gebracht met elfen. In het bijzonder wordt Álfheimr (letterlijk "elfwereld") genoemd als gegeven aan Freyr in Grímnismál. Snorri Sturluson identificeerde Freyr als een van de Vanir. De term Vanir is echter zeldzaam in Eddaïsche verzen, zeer zeldzaam in Skaldische verzen, en er wordt over het algemeen niet aangenomen dat deze in andere Germaanse talen voorkomt. Gezien de band tussen Freyr en de elfen, werd er daarom lang vermoed dat álfar en Vanir min of meer verschillende woorden zijn voor dezelfde groep wezens. Dit wordt echter niet overal aanvaard.
Een kenning (poëtische metafoor) voor de zon, álfröðull (letterlijk "elfenschijf"), heeft een onzekere betekenis, maar suggereert voor sommigen een nauwe band tussen elfen en de zon.
Hoewel de relevante woorden een enigszins onzekere betekenis hebben, lijkt het vrij duidelijk dat Völundr wordt beschreven als een van de elfen in Völundarkviða. Omdat zijn meest prominente daad in het gedicht het verkrachten van Böðvildr is, associeert het gedicht elfen met een seksuele bedreiging voor meisjes. Hetzelfde idee is aanwezig in twee postklassieke Eddaïsche gedichten, die ook worden beïnvloed door ridderromans of Bretonse lais, Kötludraumur en Gullkársljóð. Het idee komt ook voor in latere tradities in Scandinavië en daarbuiten, dus het kan een vroege bevestiging zijn van een prominente traditie. Elfen komen ook voor in een paar spreuken, waaronder de Bergen-rune-charme uit de Bryggen-inscripties.

#### Andere bronnen

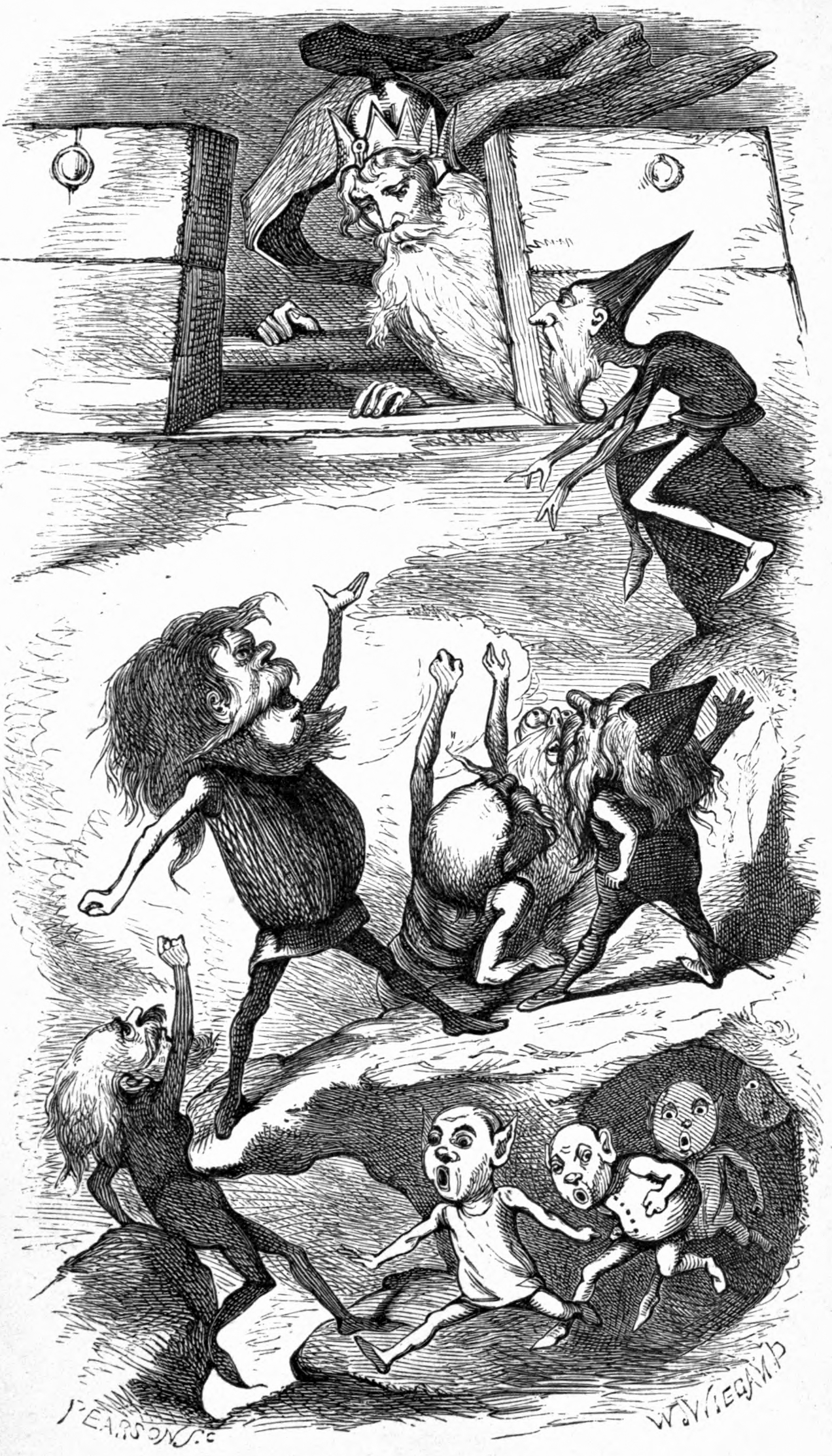
Koning Olaf en de elfen, George Paerson, 1871

Het uiterlijk van elfen in sagen wordt nauw bepaald door het genre. De sagen van IJslander, bisschopsaga's en hedendaagse sagen, waarvan de weergave van het bovennatuurlijke over het algemeen ingetogen is, noemen álfar zelden en dan alleen terloops. Maar hoewel beperkt, leveren deze teksten enkele van de beste bewijzen voor de aanwezigheid van elfen in het alledaagse geloof in middeleeuws Scandinavië. Ze bevatten een vluchtige vermelding van elfen die in 1168 aan het rijden waren (in de Sturlunga-saga); vermelding van een álfablót ("elfenoffer") in Kormáks saga; en het bestaan van het eufemisme ganga álfrek ('ga de elfen wegjagen') voor "naar het toilet gaan" in de Eyrbyggja saga.
De sagen van de koningen bevatten een nogal elliptisch maar uitgebreid bestudeerd verslag van een vroege Zweedse koning die na zijn dood werd aanbeden en Olaf Gudrodsson('Ólafr de elf van Geirstaðir', 'Olaf de Geirstad-elf') werd genoemd, en een demonische elf aan het begin van Norna-Gests þáttr.
De legendarische sagen hebben de neiging zich te concentreren op elfen als legendarische voorouders of op de seksuele relaties van helden met elfvrouwen. De vermelding van het land Álfheimr wordt gevonden in Heimskringla, terwijl Þorsteins saga Víkingssonar een lijn van lokale koningen vertelt die over Álfheim regeerden, van wie werd gezegd dat ze, omdat ze elfenbloed hadden, mooier waren dan de meeste mannen. Volgens Hrólfs saga Kraka, Rolf Krakes halfzus Skuld was halfelf kind van koning Helgi en een elf-vrouw (álfkona). Skuld was bedreven in hekserij (seiðr). Verslagen van Skuld in eerdere bronnen bevatten dit materiaal echter niet. De Þiðreks-saga-versie van de Nibelungen (Niflungar) beschrijft Högni als de zoon van een menselijke koningin en een elf, maar een dergelijke afstamming wordt niet vermeld in de Eddas, Völsunga-saga of de Nibelungenlied. De relatief weinige vermeldingen van elfen in de ridderlijke sagen hebben de neiging zelfs grillig te zijn.
Zowel in continentaal Scandinavië als in IJsland wordt in medische teksten een verstrooiing van elfen genoemd, soms in het Latijn en soms in de vorm van amuletten, waarbij elfen worden gezien als een mogelijke oorzaak van ziekte. De meesten van hen hebben Nederduitse connecties.

### Middeleeuwse en vroegmoderne Duitse teksten

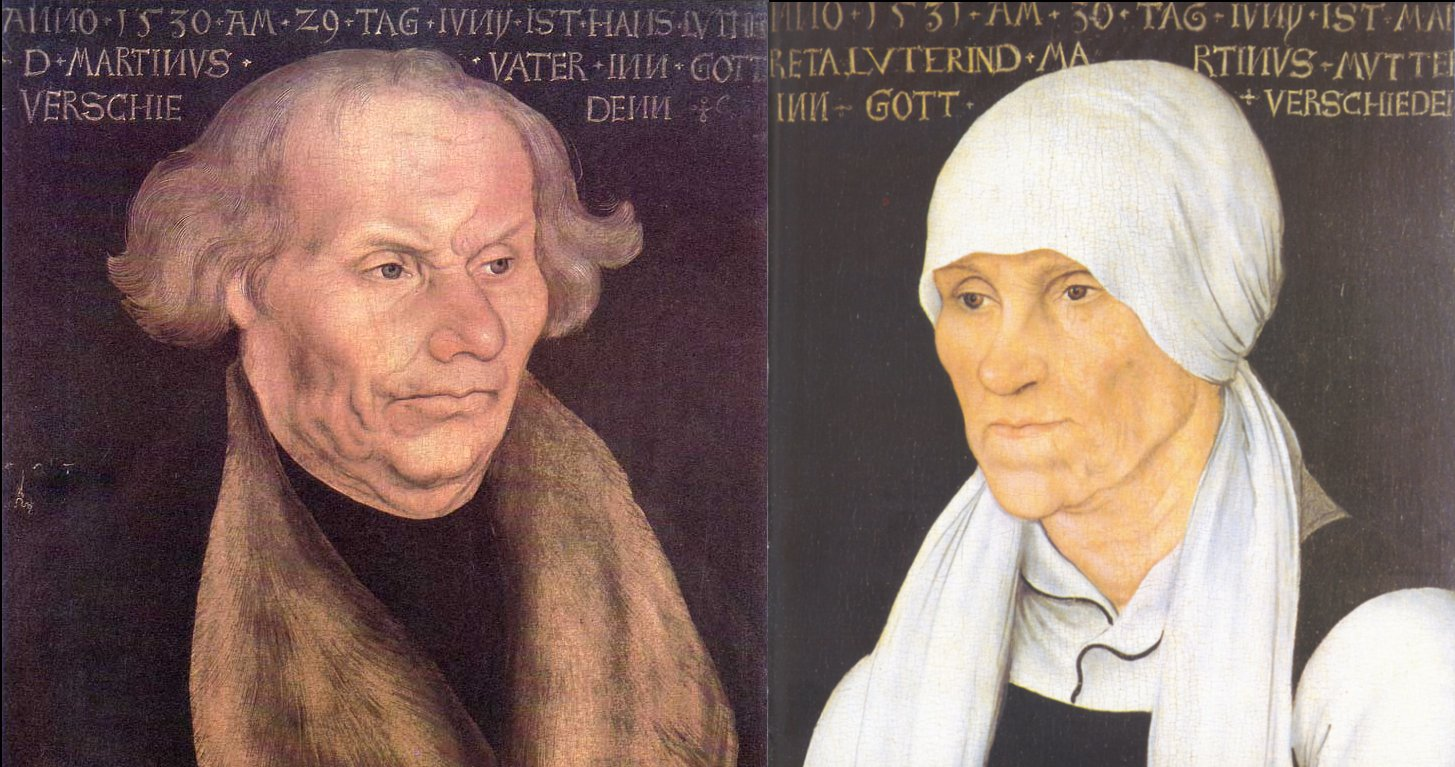
Portret van Margarethe Luther (rechts), haar zoon Martin geloofde dat ze beïnvloed werd door de elbe ("elfen")

Het Oudhoogduitse woord alp komt slechts in een klein aantal glossen voor. Het wordt door de Althochdeutsches Wörterbuch gedefinieerd als een "natuurgod of natuurdemon, gelijkgesteld aan de faun van de klassieke mythologie en beschouwd als griezelige, woeste wezens. Als de merrie rommelt hij met vrouwen". Dienovereenkomstig betekent het Duitse woord Alpdruck (letterlijk " elfonderdrukking ") "nachtmerrie". Er is ook bewijs dat elfen in verband worden gebracht met ziekte, met name epilepsie.
In dezelfde geest worden elfen in het Middelhoogduits meestal geassocieerd met het bedriegen of verbijsteren van mensen in een zin die zo vaak voorkomt dat het spreekwoordelijk lijkt: die elben / der alp trieget mich ("de elfen / elf zijn / bedriegen me"). Hetzelfde patroon geldt in het vroegmoderne Duits. Dit bedrog laat soms de verleidelijke kant zien die duidelijk is in Engels en Scandinavisch materiaal: het beroemdst is dat de vroege dertiende-eeuwse Heinrich von Morungen 's vijfde minnesang begint met "Von den elben wirt entsehen vil manic man / Sô bin ich von grôzer liebe entsên" ("Menige man wordt betoverd door elfen / dus ook ik ben betoverd door grote liefde"). Elbe werd in deze periode ook gebruikt om woorden voor nimfen te vertalen.
In latere middeleeuwse gebeden verschijnen elfen als een bedreigende, zelfs demonische kracht. Zo zijn er gebeden die een beroep doen op Gods hulp tegen nachtelijke aanvallen van Alpe. Dienovereenkomstig worden in de vroegmoderne tijd in Noord-Duitsland elfen beschreven die de kwade bevelen van heksen uitvoeren; Maarten Luther geloofde dat zijn moeder op deze manier leed.
Net als in het Oudnoors zijn er echter maar weinig karakters geïdentificeerd als elfen. Het lijkt aannemelijk dat in de Duitssprekende wereld elfen voor een groot deel werden samengevoegd met dwergen (Middelhoogduits: getwerc). Zo wordt van sommige dwergen die in Duitse heroïsche poëzie voorkomen, gedacht dat ze betrekking hebben op elfen. In het bijzonder waren negentiende-eeuwse geleerden geneigd te denken dat de dwerg Alberich, wiens naam etymologisch "elfenmacht" betekent, beïnvloed was door vroege tradities van elfen.

## Post-middeleeuwse folklore

### Groot-Brittannië

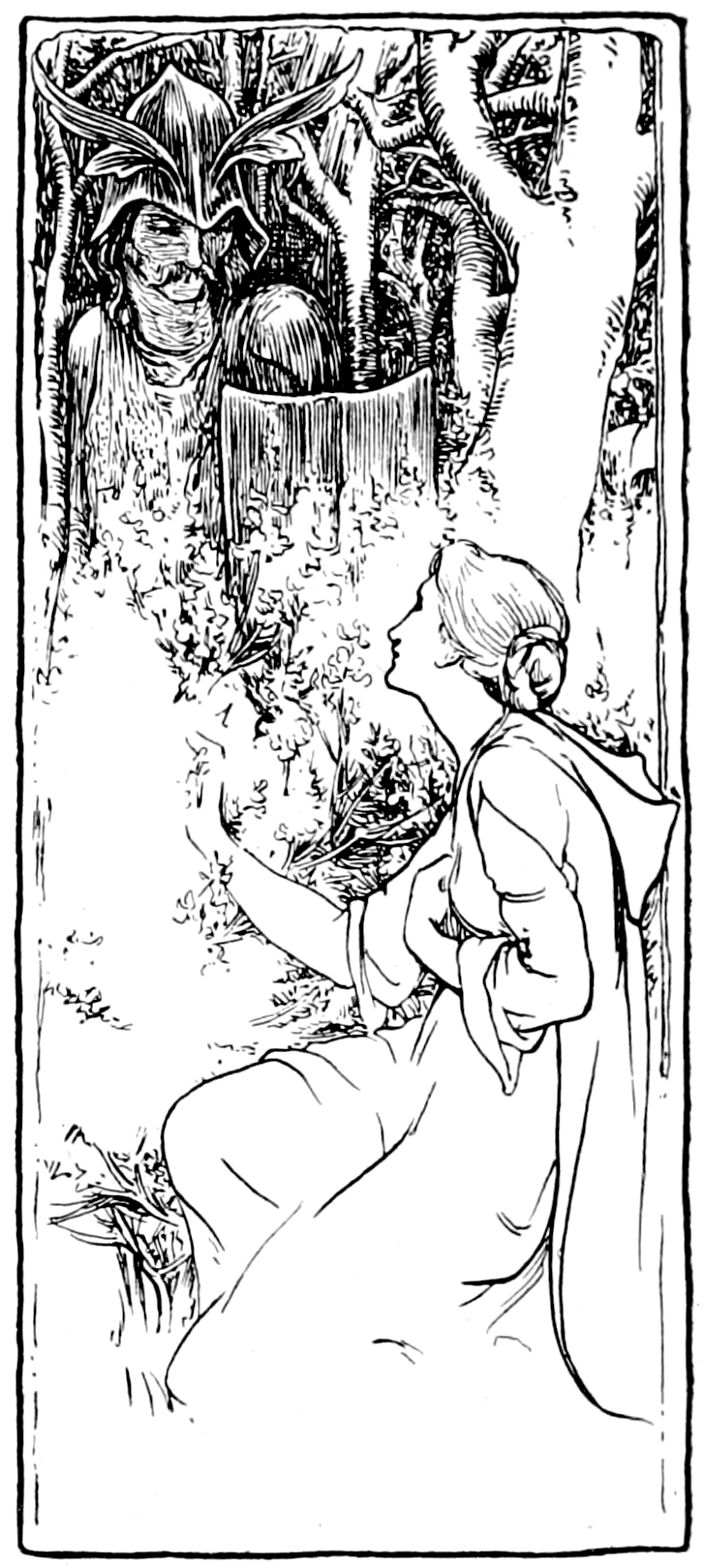
Illustratie uit Tam Lin, 1894

Rond de late middeleeuwen begon het woord elf in het Engels te worden gebruikt als een term die losjes synoniem was met het Franse leenwoord fee; in de elitekunst en -literatuur werd het in ieder geval ook geassocieerd met kleine bovennatuurlijke wezens zoals Puck, hobgoblins, Robin Goodfellow, de Engelse en Schotse brownie en de Northumbriaanse Engelse hob.
In Schotland en delen van Noord-Engeland nabij de Schotse grens bleef het geloof in elfen echter prominent aanwezig tot in de negentiende eeuw. James VI van Schotland en Robert Kirk bespraken de elfen serieus; geloofsovertuigingen van elfen zijn prominent aanwezig in de Schotse hekserijprocessen, in het bijzonder het proces tegen Issobel Gowdie; en verwante verhalen verschijnen ook in volksverhalen. Er is een aanzienlijk corpus van ballades die verhalen vertellen over elfen, zoals Thomas de Rhymer, waar een man een vrouwelijke elf ontmoet; Tam Lin, The Elfin Knight, en Lady Isabel and the Elf-Knight, waarin een elf-ridder een vrouw verkracht, verleidt of ontvoert. In The Queen of Elfland's Nourice wordt een vrouw ontvoerd als een voedster voor de baby van de elfkoningin, maar beloofd werd dat ze naar huis mag terugkeren zodra het kind is gespeend.

### Scandinavia

#### Terminologie
In de Scandinavische folklore wordt een divers scala aan mensachtige bovennatuurlijke wezens aangetroffen die als elfen kunnen worden beschouwd en die gedeeltelijk hun oorsprong kunnen hebben in middeleeuwse Scandinavische overtuigingen. De kenmerken en namen van deze wezens zijn echter sterk gevarieerd in tijd en ruimte, en ze kunnen niet netjes worden gecategoriseerd. Deze wezens zijn soms bekend door woorden die rechtstreeks afstammen van het Oudnoors álfr. In de moderne talen werden traditionele termen die verband houden met álfr echter meestal vervangen door andere termen. De zaken worden verder gecompliceerd door het feit dat geleerden, wanneer ze verwijzen naar de elfen uit de Oudnoorse mythologie, nieuwe vormen hebben aangenomen die rechtstreeks zijn gebaseerd op het Oudnoorse woord álfr. De volgende tabel geeft een overzicht van de situatie in de belangrijkste moderne standaardtalen van Scandinavië.
| Taal           | Termen gerelateerd aan elf in traditioneel gebruik | Algemene termen van dezelfde betekenis in traditioneel gebruik | Wetenschappelijke term voor Noorse mythologische elfen |
| -------------- | -------------------------------------------------- | -------------------------------------------------------------- | ------------------------------------------------------ |
| Deens          | elver, elverfolk, ellefolk                         | nøkke, nisse, fee                                              | alf                                                    |
| Zweeds         | älva                                               | skogsrå, skogsfru, tomte                                       | alv, alf                                               |
| Noors (bokmål) | alv, alvefolk                                      | vette, huldra                                                  | alv                                                    |
| IJslands       | álfur                                              | huldufólk                                                      | álfur                                                  |

#### Uiterlijk en gedrag

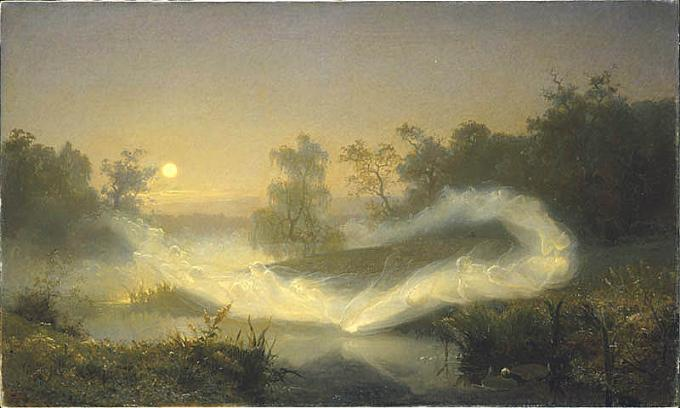
Älvalek, "elf spel" van August Malmström (1866)

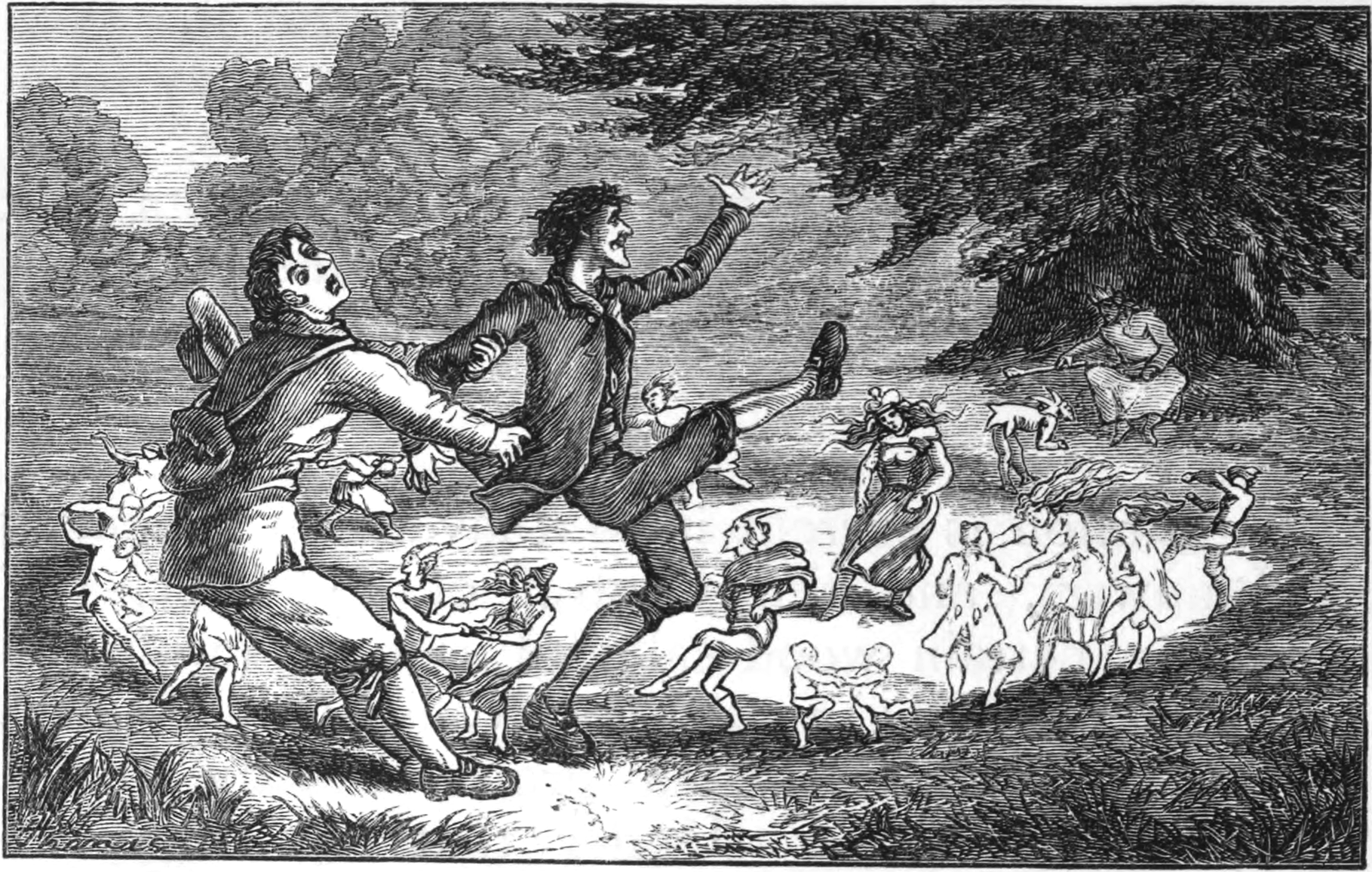
Plucked from the Fairy Circle, T.H. Thomas, 1880

De elfen uit de Noorse mythologie hebben in de folklore voornamelijk als vrouwtjes overleefd, die in aarden heuvels en stenen heuvels leefden. De Zweedse älvor waren verbluffend mooie meisjes die in het bos woonden met een elfenkoning.
De elfen waren te zien als ze dansten over weilanden, vooral 's nachts en op mistige ochtenden. Ze verlieten een cirkel waar ze hadden gedanst, die älvdanser (elfdansen) of älvringar (elfcirkels) werden genoemd, en men dacht dat het plassen in een cirkel venerische ziekten veroorzaakte. Typisch waren het cirkels die uit een ring van kleine paddenstoelen bestonden, maar er was ook een ander soort elfcirkel. In de woorden van de plaatselijke historicus Anne Marie Hellström:
... aan de oevers van het meer, waar het bos het meer ontmoette, kon je elfcirkels vinden. Het waren ronde plaatsen waar het gras als een vloer was platgedrukt. Elfen hadden daar gedanst. Bij het meer van Tisnaren heb ik er een gezien. Het zou gevaarlijk kunnen zijn en men zou ziek kunnen worden als men over zo'n plek had getreden of als men daar iets vernielde.

Als een mens naar de dans van de elfen zou kijken, zou hij ontdekken dat, hoewel er maar een paar uur verstreken waren, er in de echte wereld vele jaren waren verstreken. Mensen die worden uitgenodigd of gelokt naar de elfendans is een veel voorkomend motief dat is overgenomen van oudere Scandinavische ballades.
Elfen waren niet exclusief jong en mooi. In het Zweedse volksverhaal Little Rosa en Long Leda arriveert uiteindelijk een elfachtige vrouw (älvakvinna) die de heldin, Little Rose, redt, op voorwaarde dat het vee van de koning niet langer op haar heuvel graast. Ze wordt omschreven als een mooie oude vrouw en aan haar aspect zagen de mensen dat ze behoorde tot de onderaardse bevolking.

#### In ballades

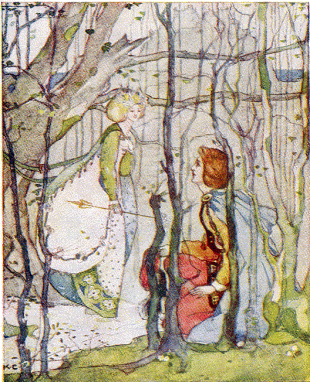
"Under the Eildon tree Thomas met the lady"; Thomas de Rymer ontmoet de feeënvrouw, Katharine Cameron (1874–1965)

Elfen nemen een prominente plaats in in een aantal nauw verwante ballades die hun oorsprong in de middeleeuwen moeten hebben, maar waarvan het eerst in de vroegmoderne tijd wordt aangetoond. Veel van deze ballades worden voor het eerst genoemd in Karen Brahes Folio, een Deens manuscript uit de jaren 1570, maar ze circuleerden op grote schaal in Scandinavië en het noorden van Groot-Brittannië. Omdat ze uit het hoofd geleerd waren, noemen ze soms elfen, ook al was die term in het dagelijks gebruik archaïsch geworden. Ze hebben daarom een belangrijke rol gespeeld bij het overbrengen van traditionele ideeën over elfen in postmiddeleeuwse culturen. Sommige van de vroegmoderne ballades zijn inderdaad nog steeds vrij algemeen bekend, of het nu gaat om syllabi op school of door moderne volksmuziek. Ze geven mensen daarom een ongebruikelijke mate van toegang tot ideeën van elfen uit de oudere traditionele cultuur.
De ballades worden gekenmerkt door seksuele ontmoetingen tussen gewone mensen en menselijke wezens die in ten minste enkele varianten elfen worden genoemd (dezelfde karakters verschijnen ook als meermannen, dwergen en andere soorten bovennatuurlijke wezens). De elfen vormen een bedreiging voor de alledaagse gemeenschap door te proberen mensen naar de elfenwereld te lokken. Het meest populaire voorbeeld is Elveskud en zijn vele varianten (parallel in het Engels als Clerk Colvill), waar een vrouw uit de elfenwereld een jonge ridder probeert te verleiden om met haar mee te dansen, of gewoon om tussen de elfen te leven; in sommige versies weigert hij en in sommige accepteert hij, maar in beide gevallen sterft hij op tragische wijze. Net als bij Elveskud is de gewone persoon soms een man en de elf een vrouw, zoals ook in Elvehøj (vrijwel hetzelfde verhaal als Elveskud, maar met een happy end), Herr Magnus og Bjærgtrolden, Herr Tønne af Alsø, Herr Bøsmer i elvehjem, of de Noord-Britse Thomas de Rhymer. Soms is de gewone persoon een vrouw en is de elf een man, zoals in de Noord-Britse Tam Lin, The Elfin Knight, en Lady Isabel and the Elf-Knight, waarin de elf-ridder Isabel wegdraagt om haar te vermoorden, of de Scandinavische Harpans kraft. In The Queen of Elfland's Nourice wordt een vrouw ontvoerd als voedster aan de baby van de elfkoningin, maar deze beloofde dat ze naar huis mag terugkeren zodra het kind is gespeend.

#### Als oorzaken van ziekte

Het "Elfenkruis" dat beschermde tegen kwaadaardige elfen

In volksverhalen spelen Scandinavische elfen vaak de rol van ziektegeest. Het meest voorkomende, maar ook meest onschadelijke geval was verschillende irriterende huiduitslag, die älvablåst (elfenpuf) werden genoemd en die kon worden genezen door een krachtige tegenslag (een handig paar balgen was het meest bruikbaar voor dit doel).

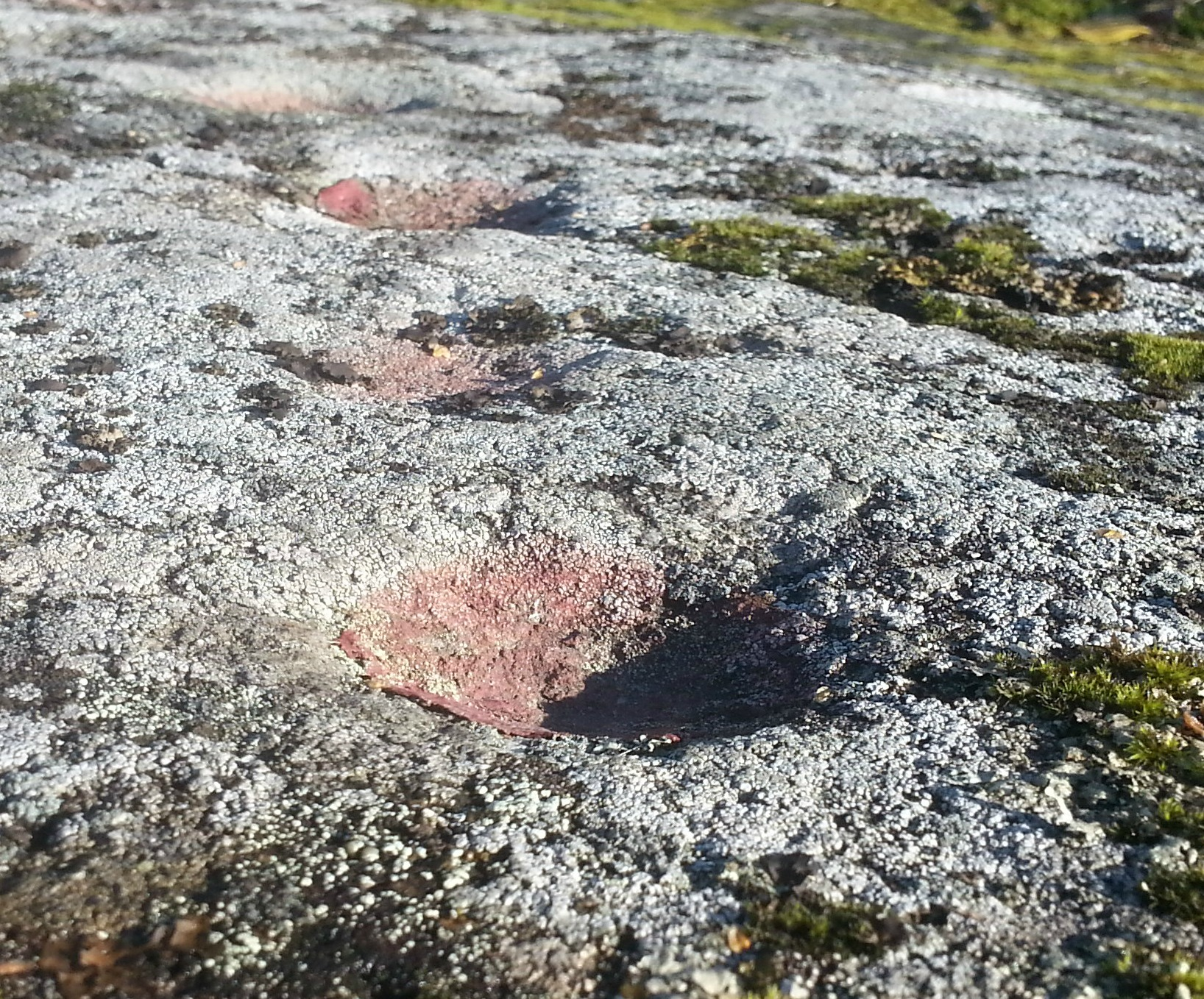
Skålgropar

Skålgropar, een bepaald soort rotstekening (napjessteen) gevonden in Scandinavië, stond vroeger bekend als älvkvarnar (elfenmolens), omdat men geloofde dat elfen ze hadden gebruikt. Je zou de elfen kunnen sussen door ze een traktatie (bij voorkeur boter) aan te bieden die in een elfenmolen wordt geplaatst.
Om zichzelf en hun vee te beschermen tegen kwaadaardige elfen, konden Scandinaviërs een zogenaamd Elfkruis (Alfkors, Älvkors of Ellakors) gebruiken, dat in gebouwen of andere objecten was uitgehouwen. Het bestond in twee vormen, een was een pentagram en het werd in het begin van de 20e eeuw in Zweden nog vaak gebruikt als beschildering of uitgehouwen op deuren, muren en huishoudelijk gerei om het te beschermen tegen elfen. De tweede vorm was een gewoon kruis dat op een ronde of langwerpige zilveren plaat was uitgehouwen. Dit tweede soort elfenkruis werd als hanger aan een ketting gedragen en om voldoende magie te hebben moest het gedurende drie avonden met zilver worden gesmeed, uit negen verschillende bronnen van geërfd zilver. Op sommige plaatsen moest het ook drie opeenvolgende zondagen op het altaar van een kerk staan.

#### Modern voortzettingen

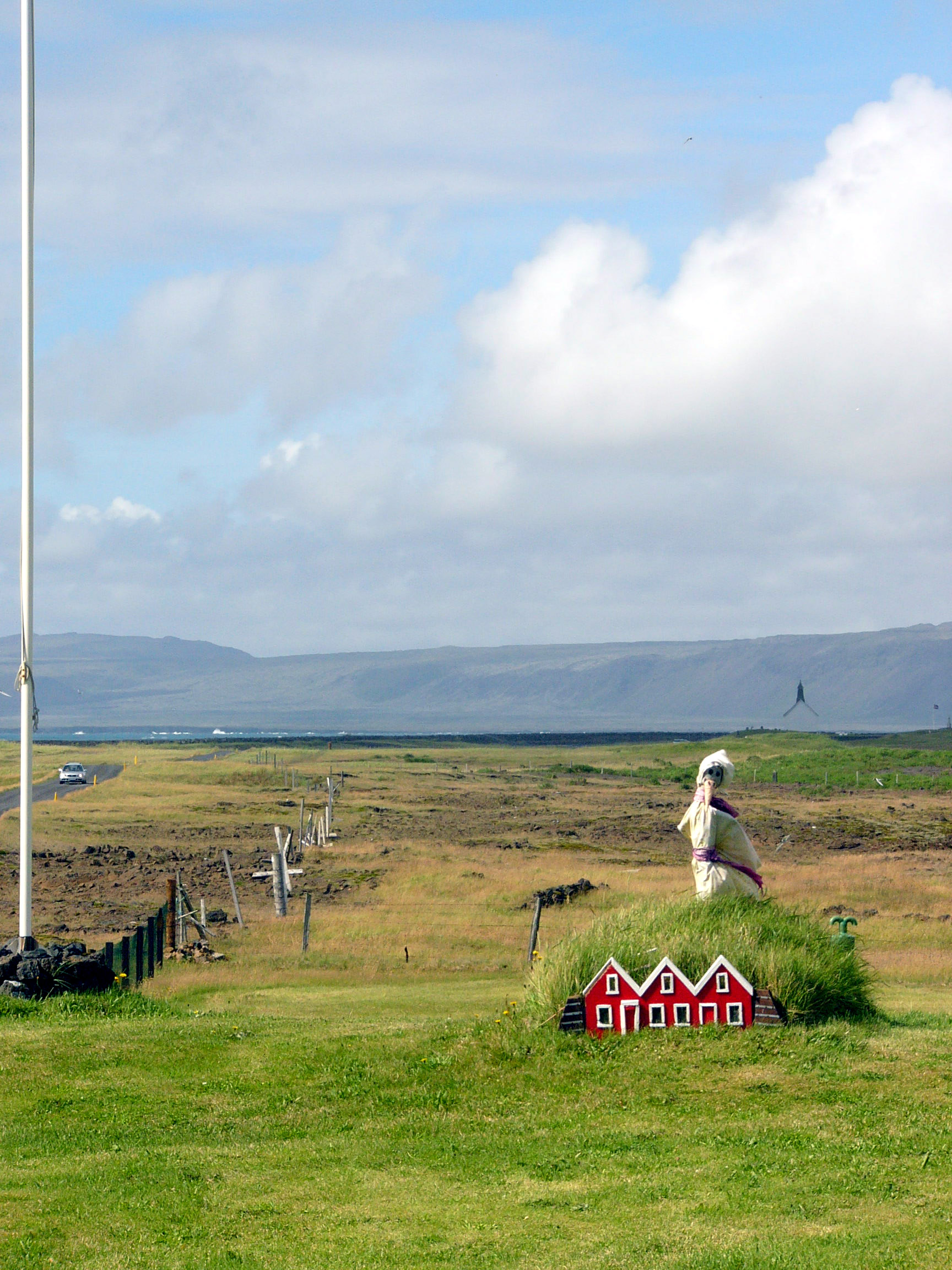
Huizen voor het huldufolk; elfen huizen in het zuiden van IJsland

In IJsland is uiting van geloof in het huldufólk ("verborgen mensen"), elfen die in rotsformaties wonen, nog relatief algemeen. Zelfs als IJslanders hun geloof niet expliciet uiten, zijn ze vaak terughoudend om hun ongeloof te uiten. Een studie uit 2006 en 2007 door de Faculteit der Sociale Wetenschappen van de Universiteit van IJsland onthulde dat velen het bestaan van elfen en geesten niet zouden uitsluiten, een resultaat vergelijkbaar met een onderzoek uit 1974 door Erlendur Haraldsson. De hoofdonderzoeker van de studie uit 2006-2007, Terry Gunnell, verklaarde: "IJslanders lijken veel meer open te staan voor verschijnselen als dromen over de toekomst, voorgevoelens, geesten en elfen dan andere landen". Of een aanzienlijk aantal IJslanders nu wel of niet in elfen gelooft, elfen zijn zeker prominent aanwezig in nationale discoursen. Ze komen het vaakst voor in mondelinge verhalen en nieuwsberichten waarin ze de aanleg van huizen en wegen verstoren. Bij de analyse van Valdimar Tr. Hafstein, "tonen verhalen over de opstanden van elfen bovennatuurlijke sancties tegen ontwikkeling en tegen verstedelijking; dat wil zeggen, de bovennatuurlijke wezens beschermen en handhaven pastorale waarden en traditionele plattelandscultuur. De elfen weerstaan, met min of meer succes, de aanvallen en vorderingen van moderne technologie, voelbaar in de bulldozer." Elfen zijn ook prominent aanwezig, in vergelijkbare rollen, in de hedendaagse IJslandse literatuur.
Volksverhalen die in de negentiende eeuw over elfen werden verteld, worden nog steeds verteld in het moderne Denemarken en Zweden, maar bevatten nu etnische minderheden in plaats van elfen in een in wezen racistisch discours. Op een etnisch redelijk homogeen middeleeuws platteland vormden bovennatuurlijke wezens de ander waardoor gewone mensen hun identiteit creëerden; in kosmopolitische industriële contexten worden etnische minderheden of immigranten gebruikt bij het vertellen van verhalen met een vergelijkbaar effect.

## Post-middeleeuwse elitecultuur

### Vroegmoderne elitecultuur

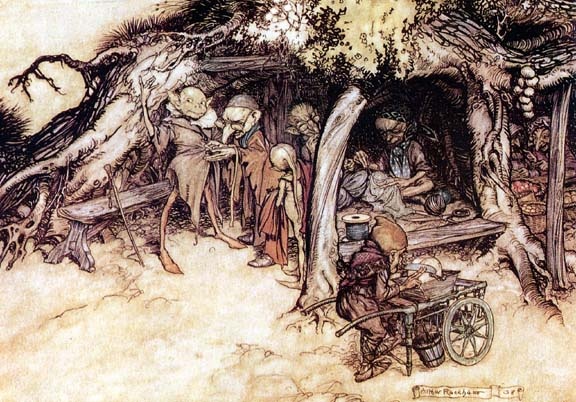
Illustratie van Shakespeares A Midsummer Night's Dream door Arthur Rackham

Het vroegmoderne Europa zag voor het eerst de opkomst van een onderscheidende elitecultuur: terwijl de reformatie nieuw scepticisme en verzet tegen traditionele overtuigingen aanmoedigde, moedigde de daaropvolgende romantiek de fetisjisering van dergelijke overtuigingen door intellectuele elites aan. De effecten hiervan op het schrijven over elfen zijn het duidelijkst in Engeland en Duitsland, waarbij de ontwikkelingen in elk land het andere beïnvloeden. In Scandinavië was de romantische beweging ook prominent aanwezig, en literair schrijven was de belangrijkste context voor het voortdurende gebruik van het woord elf, behalve in gefossiliseerde woorden voor ziekten. Mondelinge tradities over wezens als elfen bleven echter tot in het begin van de twintigste eeuw prominent aanwezig in Scandinavië.
Elfen betraden de vroegmoderne elitecultuur het duidelijkst in de literatuur van het Elizabethaanse Engeland. Hier gebruikte Edmund Spensers The Faerie Queene (1590–) fee en elf als menselijke wezens, maar ze zijn complexe, denkbeeldige en allegorische figuren. Spenser presenteerde ook zijn eigen uitleg van de oorsprong van de Elfe en Elfin kynd, bewerend dat ze waren gemaakt door Prometheus. Evenzo heeft William Shakespeare in een toespraak in Romeo en Julia (1592) aangegeven dat een "elf-lock" (verward haar) veroorzaakt wordt door koningin Mab, die wordt aangeduid als "de vroedvrouw van de feeën". Ondertussen promootte A Midsummer Night's Dream het idee dat elfen klein en etherisch waren. De invloed van Shakespeare en Michael Drayton maakte het gebruik van elf en fee voor zeer kleine wezens tot de norm en had een blijvend effect dat te zien was in sprookjes over elfen, verzameld in de moderne periode.

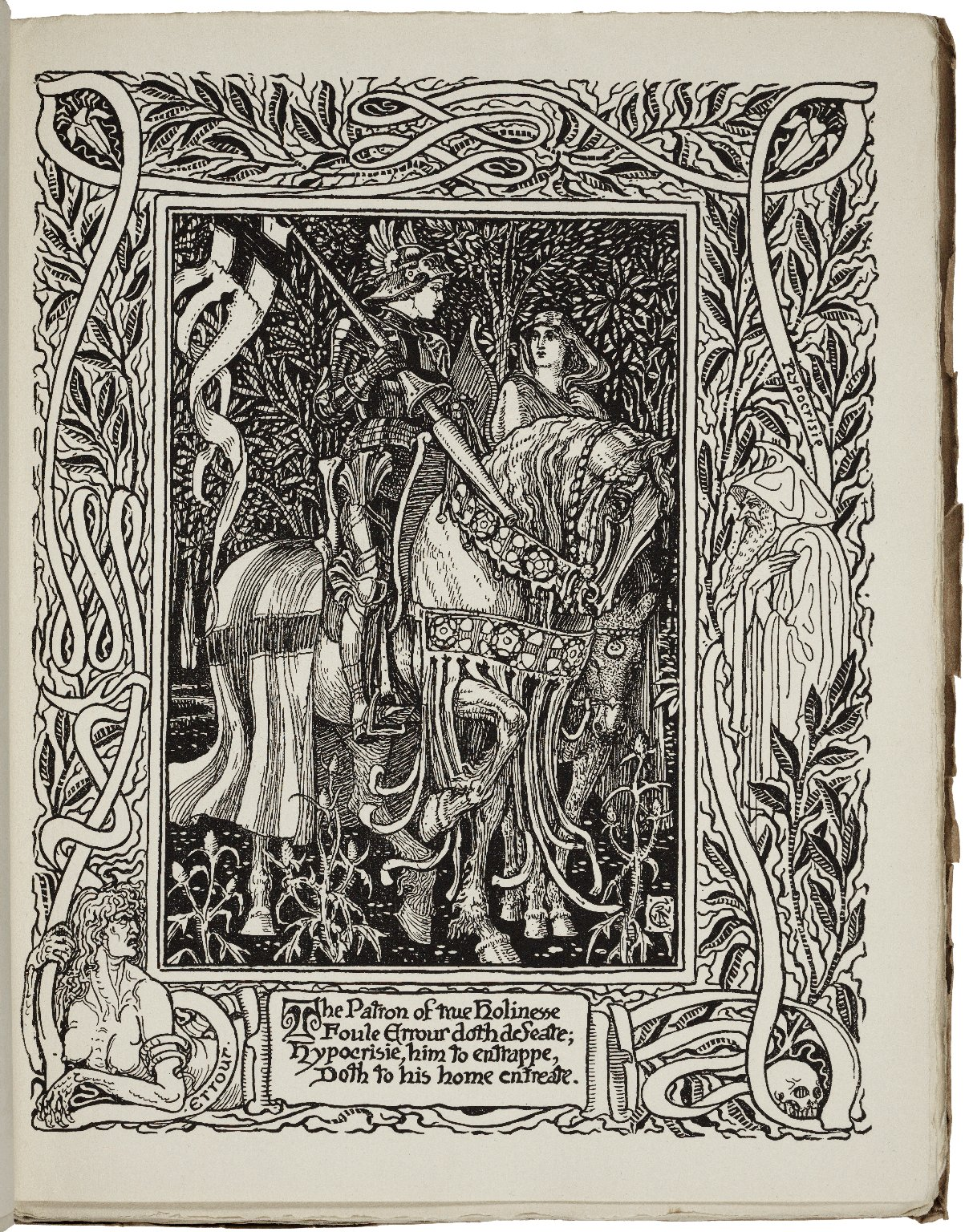
The Faerie Queene; Holiness defeats Error, Walter Crane, 1895–1897
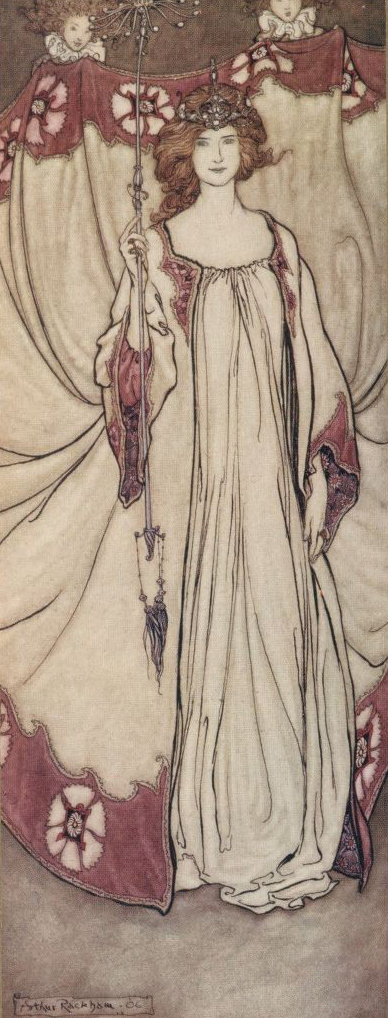
Koningin Mab, Arthur Rackham, 1906

### De Romantische beweging

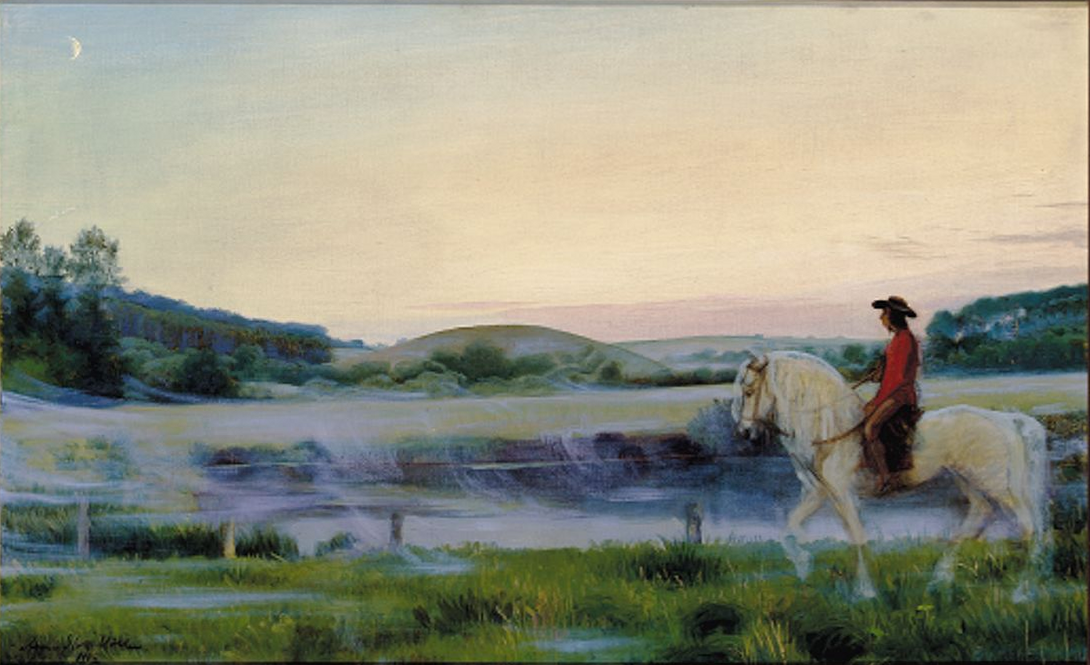
Scene uit Elveskud; ridder Olaf bij de Elverhøj (elfenheuvel), Agnes Slott-Møller, tussen 1880 en 1937

Vroegmoderne Engelse opvattingen over elfen werden invloedrijk in het achttiende-eeuwse Duitsland. De moderne Duitse Elf (m) en Elfe (f) werd geïntroduceerd als een leenwoord uit het Engels in de jaren 1740 en was prominent aanwezig in Christoph Martin Wieland vertaling van A Midsummer Night's Dream uit 1764.
Toen de Duitse romantiek op gang kwam en schrijvers op zoek gingen naar authentieke folklore, verwierp Jacob Grimm Elf als een recent anglicisme en promootte hij het hergebruik van de oude vorm Elb (meervoud Elbe of Elben). In dezelfde geest vertaalde Johann Gottfried Herder de Deense ballade Elveskud in zijn verzameling volksliederen uit 1778, Stimmen der Völker in Liedern, als ‘Erlkönigs Tochter’ (‘De dochter van de Elzenkoning’; Herder introduceerde de term Erlkönig in het Duits door een verkeerde germanisering van het Deense woord voor elf. Dit inspireerde op zijn beurt Goethes gedicht Der Erlkönig. Goethes gedicht ging toen een eigen leven leiden en inspireerde het romantische concept van de Erlkoning, dat vanaf de negentiende eeuw invloed had op literaire afbeeldingen van elfen.

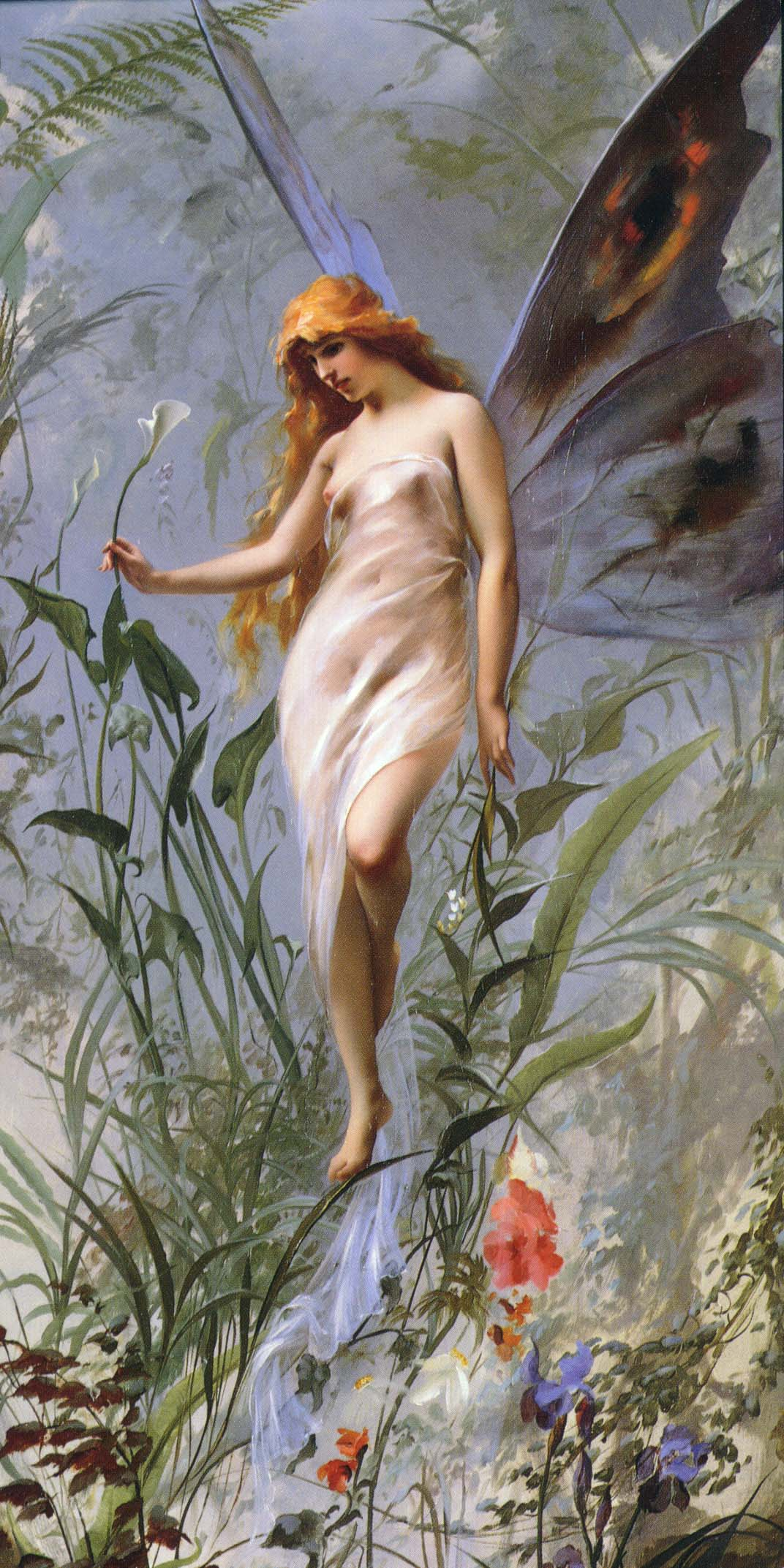
Lily Fairy, 1888 door Luis Ricardo Falero

Ook in Scandinavië werden in de negentiende eeuw tradities van elfen aangepast om kleine feeën met insectenvleugels op te nemen. Deze worden vaak "elfen" genoemd (älvor in het moderne Zweeds, alfer in het Deens, álfar in het IJslands), hoewel de meer formele vertaling in het Deens feer is. De alf die in het sprookje De rozenelf van de Deense auteur Hans Christian Andersen wordt gevonden, is dus zo klein dat hij een rozenbloesem als huis kan hebben, en "vleugels die van zijn schouders tot aan zijn voeten reikten". Toch schreef Andersen ook over elvere in Elfenheuvel. De elfen in dit verhaal lijken meer op die van de traditionele Deense folklore, waar het mooie vrouwen waren, die in heuvels en keien woonden en in staat waren een man dood te dansen. Net als de huldra in Noorwegen en Zweden, zijn ze van achteren gezien hol.

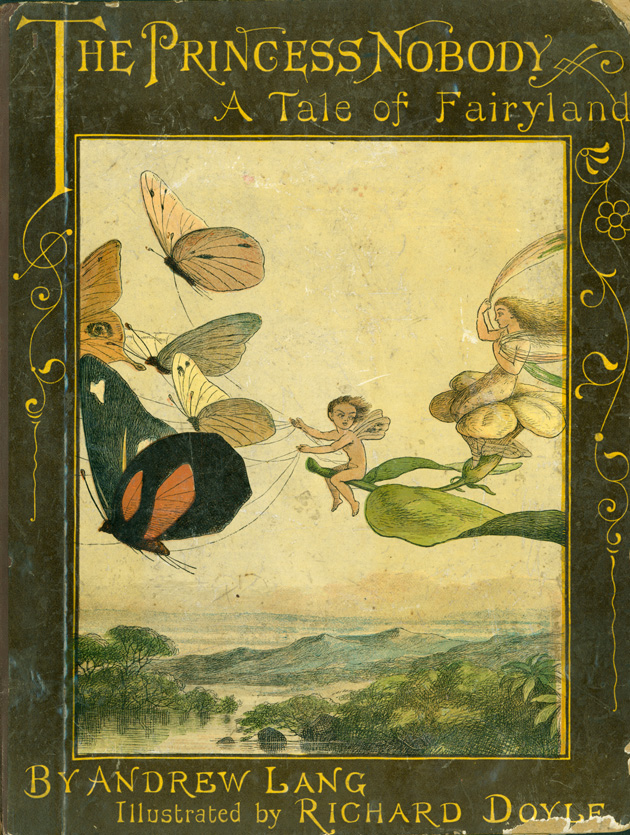
Cover van Princess Nobody, a tale of fairy land, geïllustreerd door Richard Doyle, ca. 1884

Engelse en Duitse literaire tradities hadden beide invloed op het Brits Victoriaanse beeld van elfen, dat in illustraties verscheen als kleine mannen en vrouwen met puntige oren en kousmutsen. Een voorbeeld is het sprookje Princess Nobody (1884) van Andrew Lang, geïllustreerd door Richard Doyle, waar feeën kleine mensen zijn met vlindervleugels, terwijl elfen kleine mensen zijn met rode kousenmutsen.
Deze opvattingen bleven prominent in de kinderliteratuur van de twintigste eeuw, bijvoorbeeld Enid Blytons The Faraway Tree serie, en werden beïnvloed door Duitse romantische literatuur. Dienovereenkomstig in het sprookje van de gebroeders Grimm Die Wichtelmänner (letterlijk, de kleine mannen), de hoofdrolspelers in de titel zijn twee kleine naakte mannen die een schoenmaker helpen bij zijn werk.
Hoewel Wichtelmänner verwant is aan wezens als kobolds, dwergen en brownies, werd het verhaal in 1884 door Margaret Hunt in het Engels vertaald als The Elves and the Shoemaker. Dit toont aan hoe de betekenis van elf was veranderd en was op zich invloedrijk: het gebruik wordt weerspiegeld, bijvoorbeeld in de huis-elf van J.K. Rowlings Harry Potter-verhalen.
Op zijn beurt adviseerde J.R.R. Tolkien het gebruik van de oudere Duitse vorm Elbin te gebruiken in vertalingen van zijn werken, zoals vastgelegd in zijn Guide to the Names in The Lord of the Rings (1967). Elb en Elben werd bijgevolg geïntroduceerd in de Duitse vertaling van 1972 van The Lord of the Rings, waarmee deze benaming in het Duits opnieuw populair werd.

#### Afbeeldingen

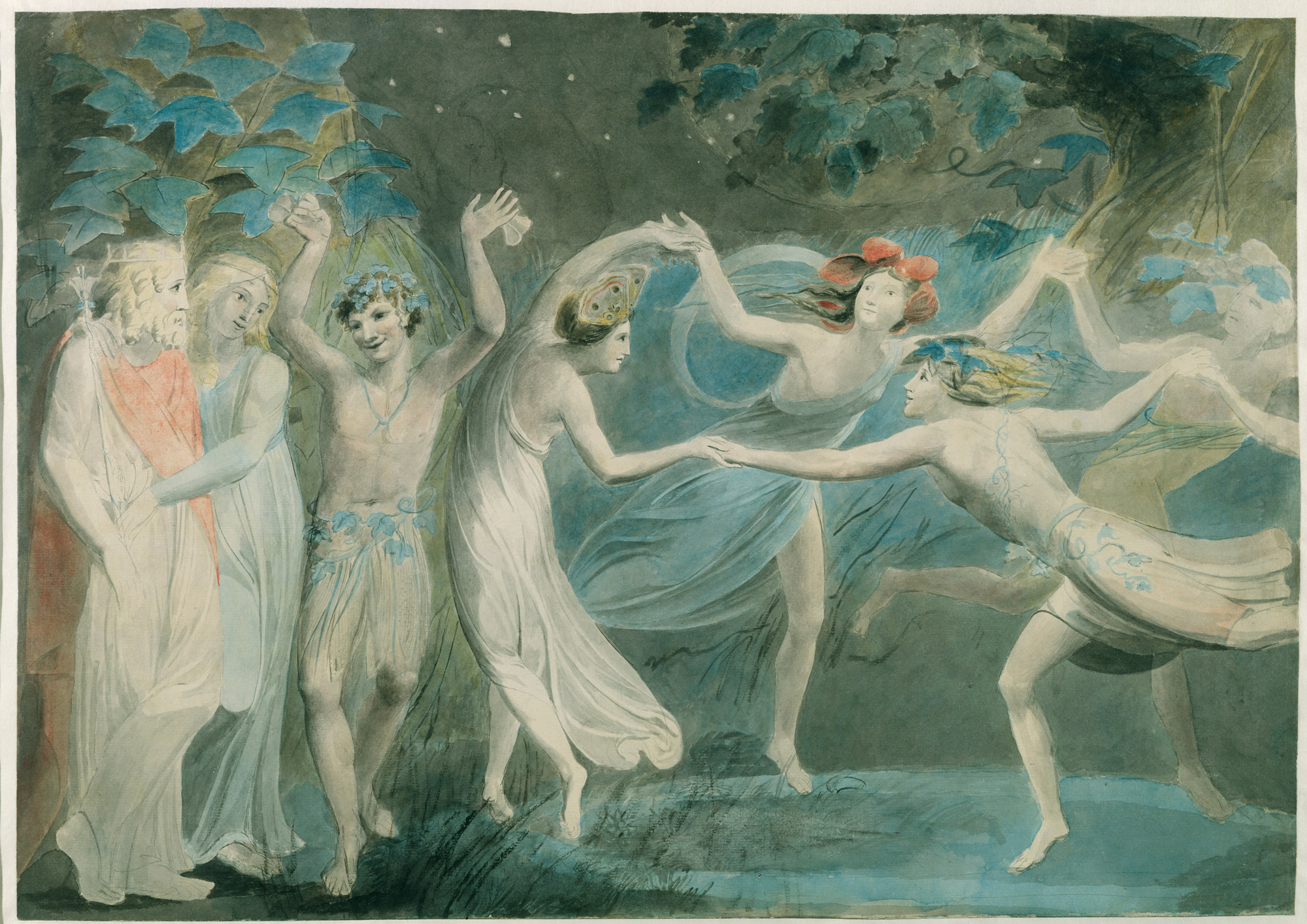
Oberon, Titania and Puck with Fairies Dancing door William Blake (ca. 1786)
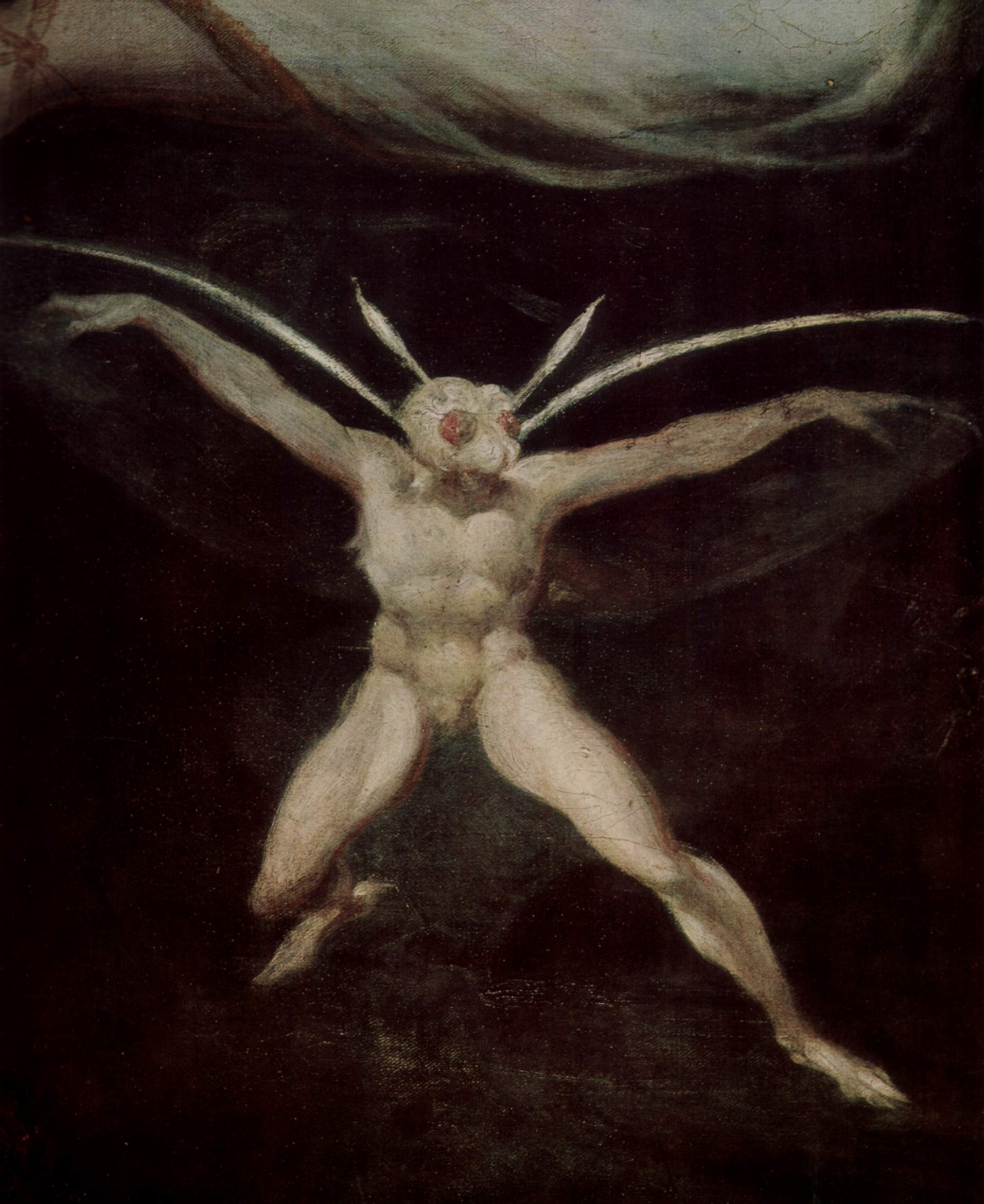
Een elf, detail uit A Midsummer Night's Dream 1793-1794 door Johann Heinrich Füssli
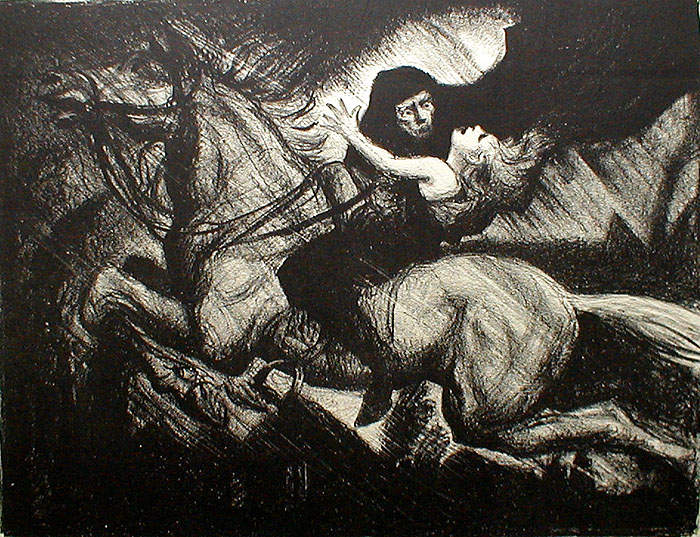
Illustratie van Der Erlkönig (ca. 1910) door Albert Sterner
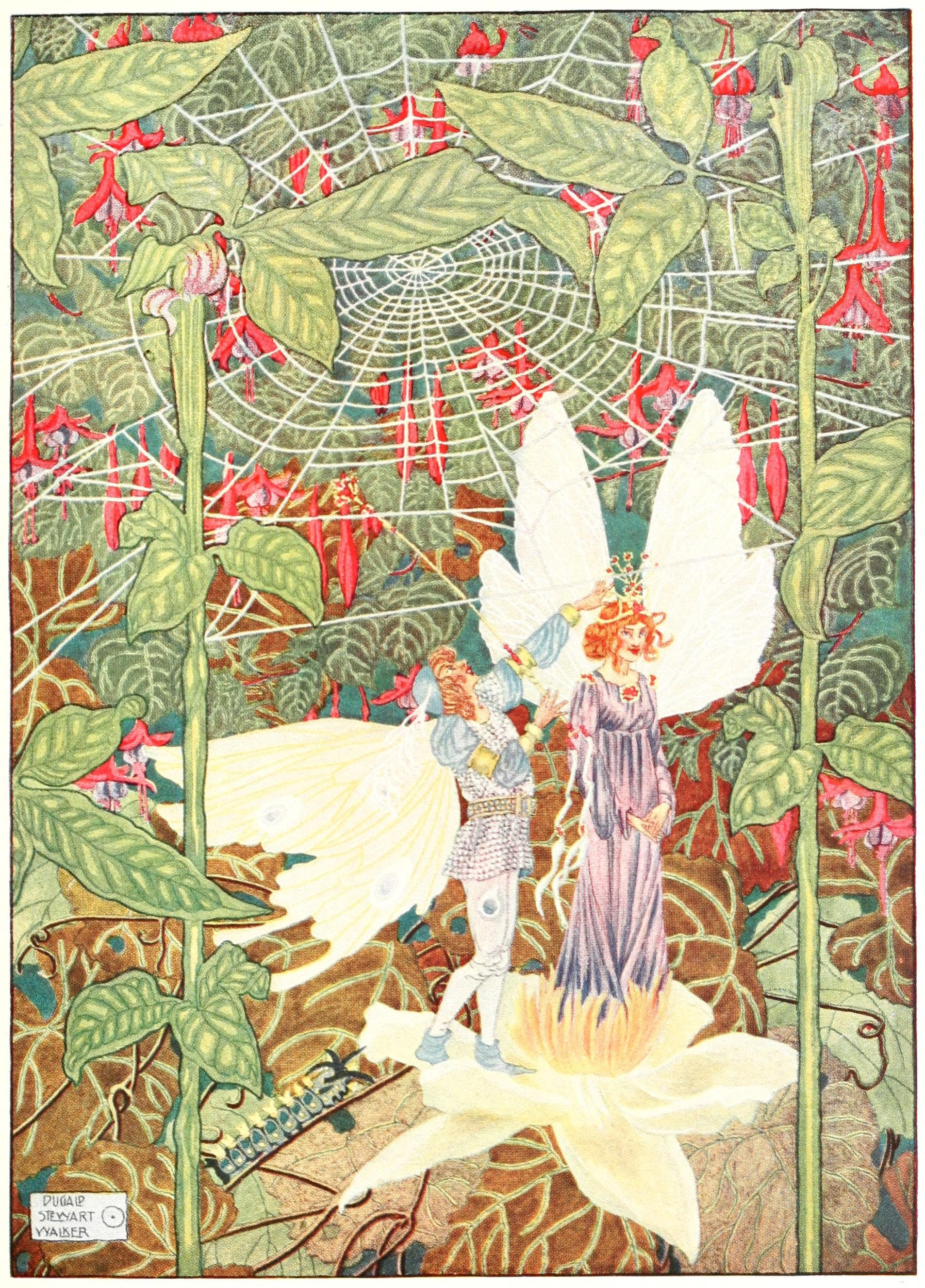
Duimelijntje (Tommelise)
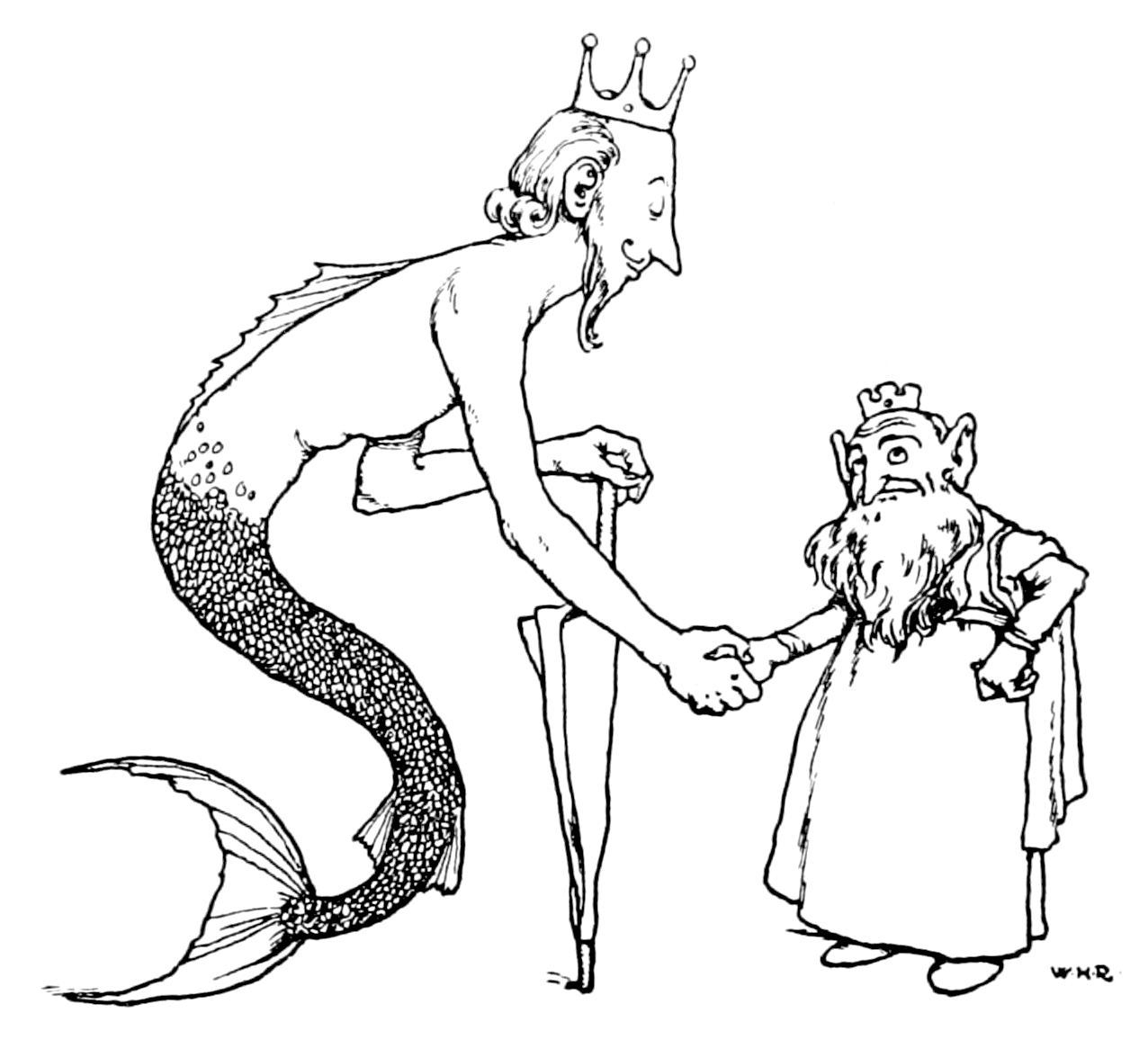
Elfenheuvel
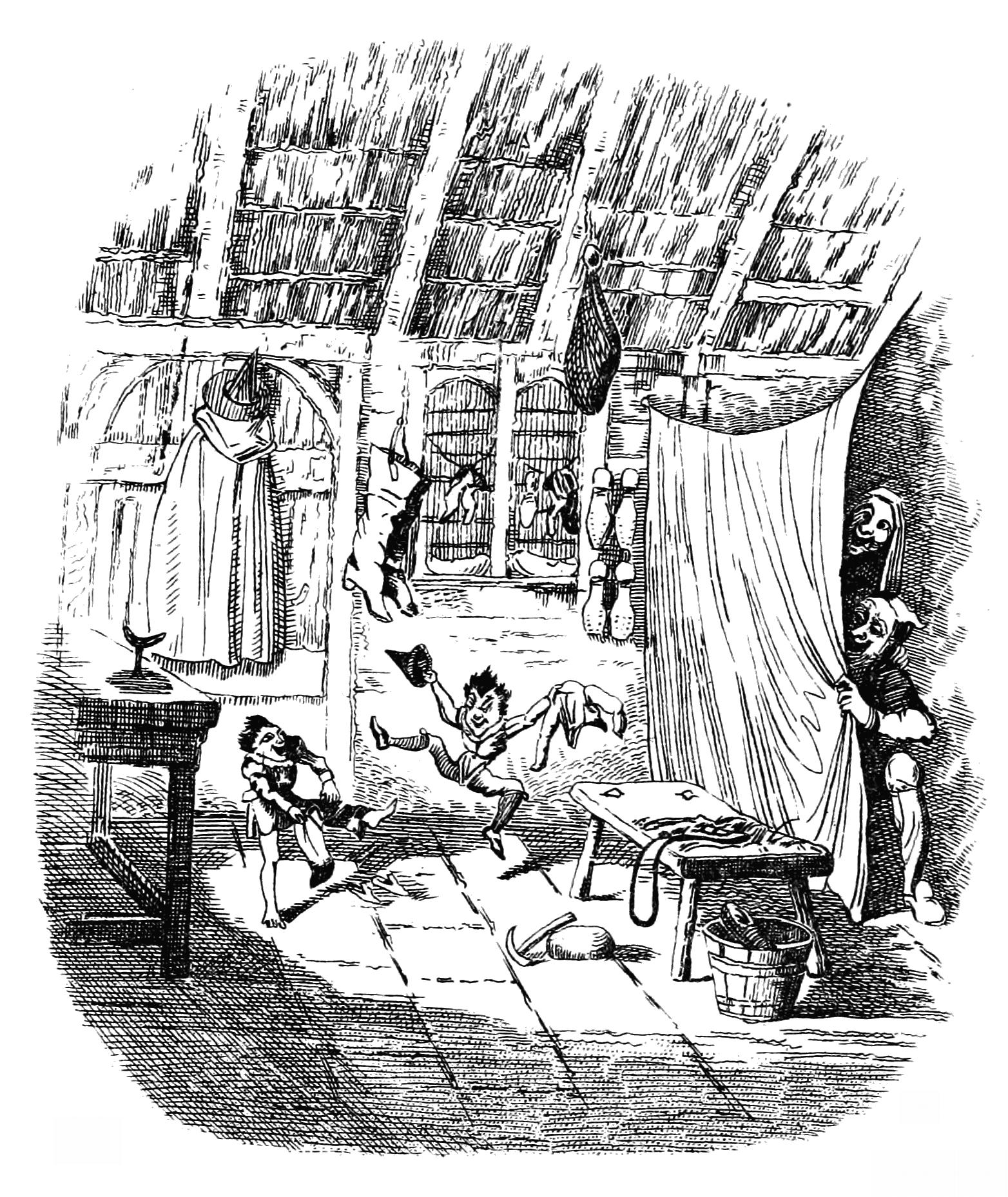
the Elves and the Shoemaker
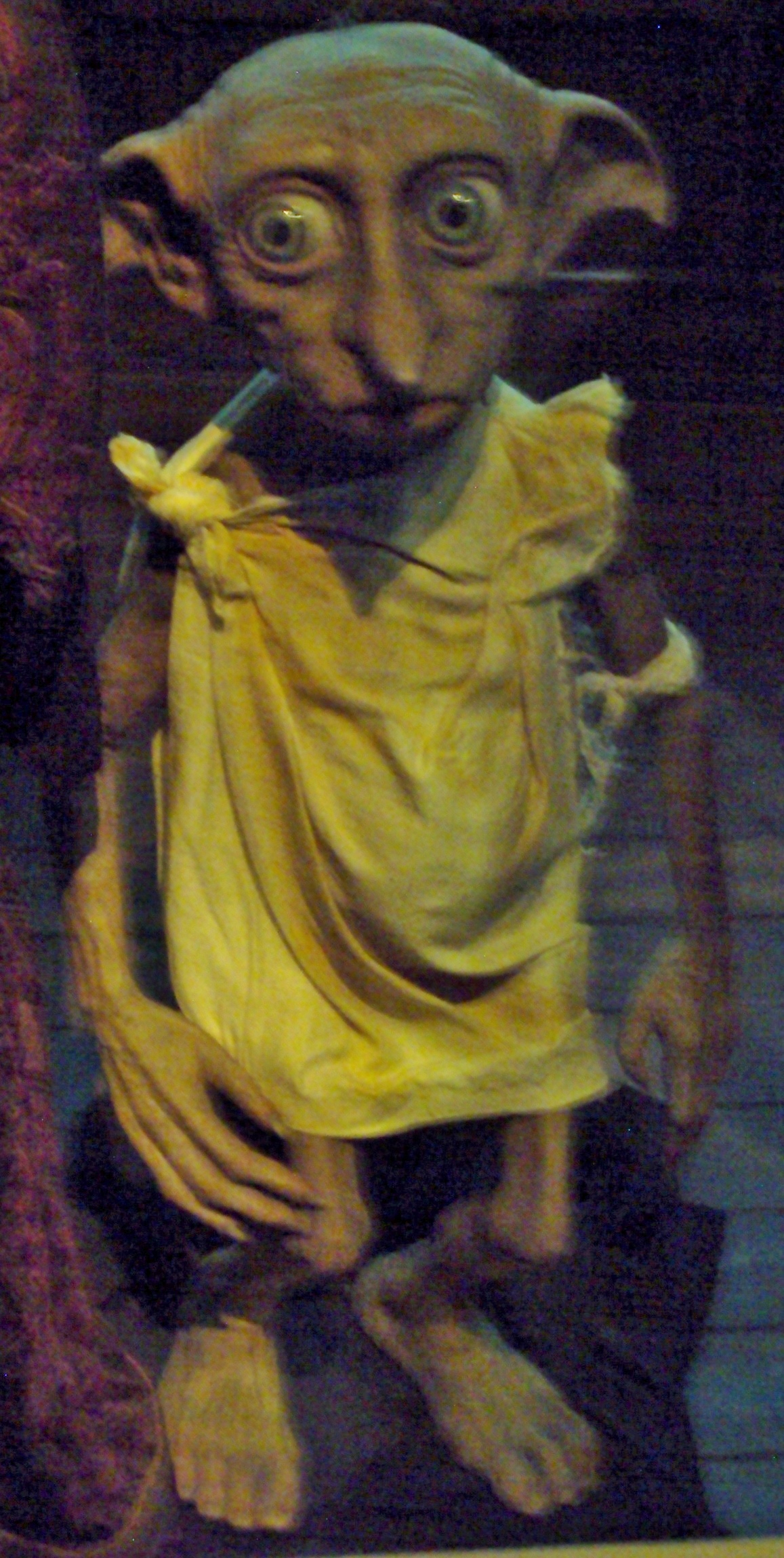
De huis-elf Dobby uit Harry Potter

## In de populaire cultuur

### Kerstelf

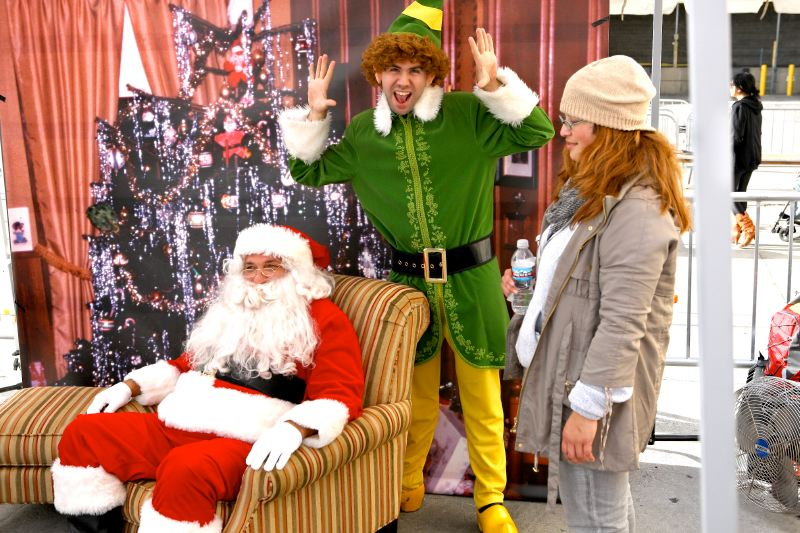
Kerstman en kerstelf

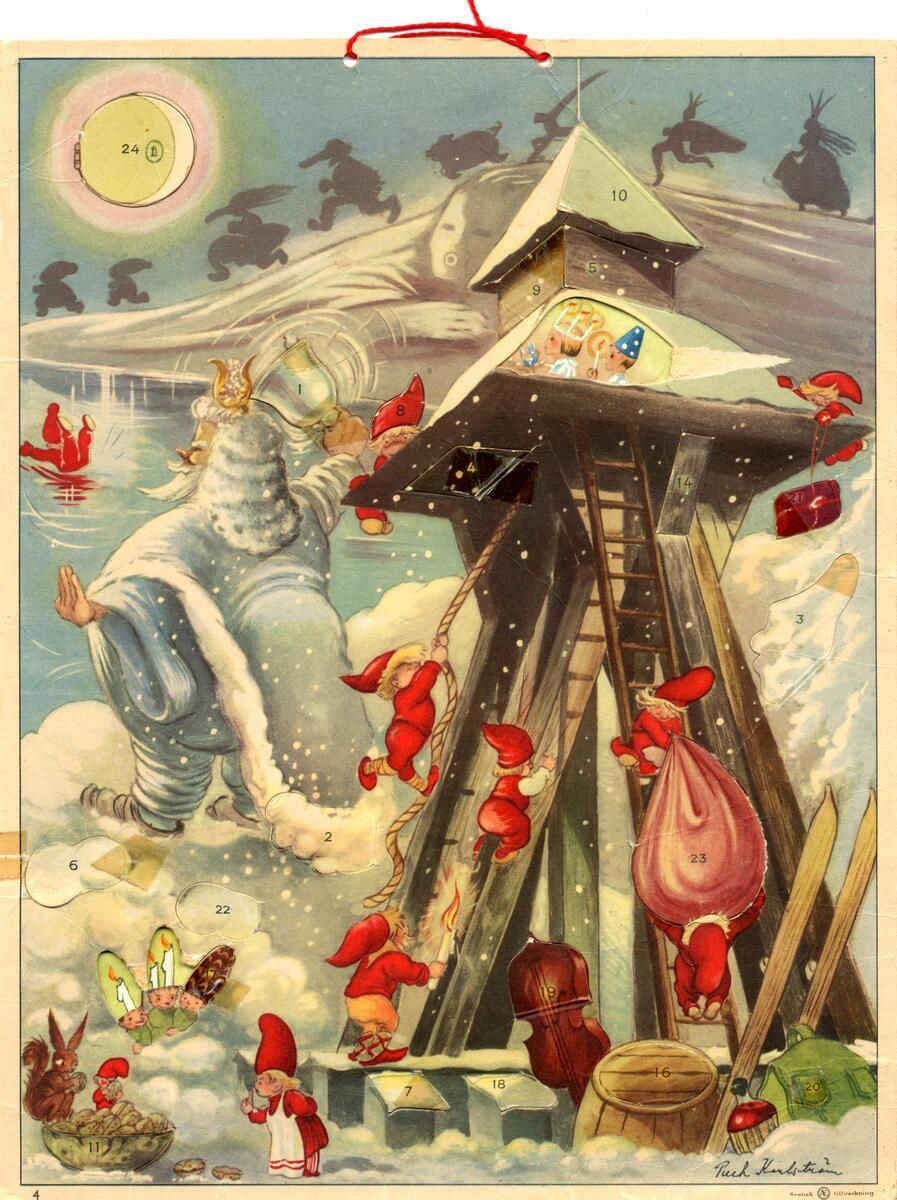
Adventskalender met klokkentoren in een winterlandschap met elfjes

Met industrialisatie en massa-educatie nam de traditionele folklore over elfen af, maar naarmate het fenomeen van de populaire cultuur opkwam, werden elfen opnieuw vormgegeven, grotendeels op basis van romantische literaire voorstellingen en het bijbehorende middeleeuwen.
Terwijl de Amerikaanse kersttradities zich kristalliseerden in de negentiende eeuw, typeerde het gedicht uit 1823 " A Visit from St. Nicholas" (algemeen bekend als "'Twas the Night before Christmas") Sinterklaas zelf als "een echte vrolijke oude elf". Het waren echter zijn kleine helpers, deels geïnspireerd door volksverhalen als The Elves and the Shoemaker, die bekend werden als "Santa's elves"; de processen waardoor dit tot stand kwam, zijn niet goed begrepen, maar een sleutelfiguur was een kerstgerelateerde publicatie van de Duits-Amerikaanse cartoonist Thomas Nast. Dus in de Verenigde Staten, Canada, het Verenigd Koninkrijk en Ierland omvat de moderne kinderfolklore van de kerstman meestal kleine, behendige, in het groen geklede elfjes met puntige oren, lange neuzen en puntige hoeden, als helpers van de kerstman. Ze maken het speelgoed in een werkplaats op de Noordpool. De rol van elfen als helpers van de Kerstman is nog steeds populair, zoals blijkt uit het succes van de populaire kerstfilm Elf.
In Europa kent men de Lutin, Nisse of Tomte als hulpje tijdens het kerst- of joelfeest. In IJsland kent men de Jólasveinar.

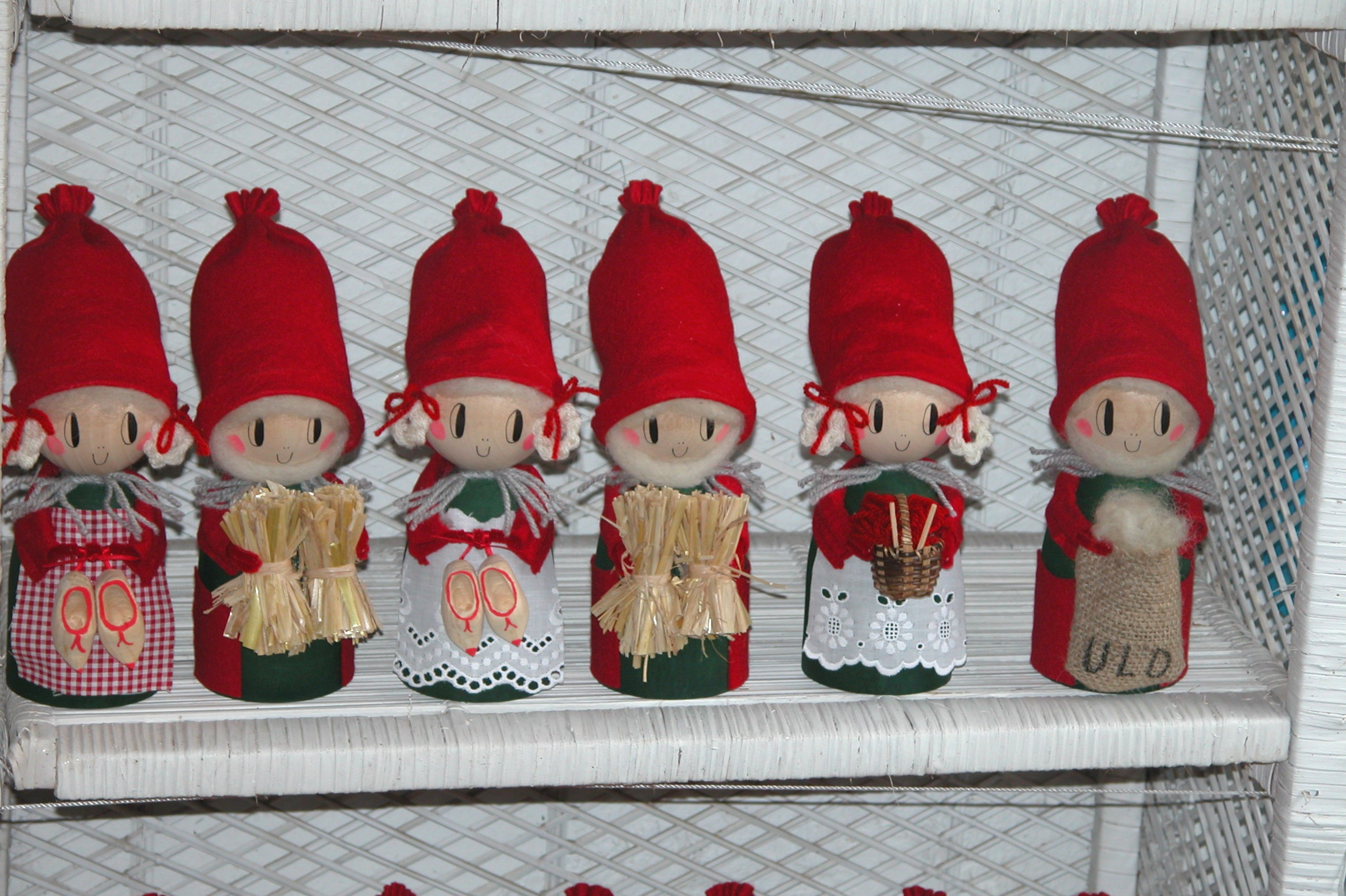
Nisse
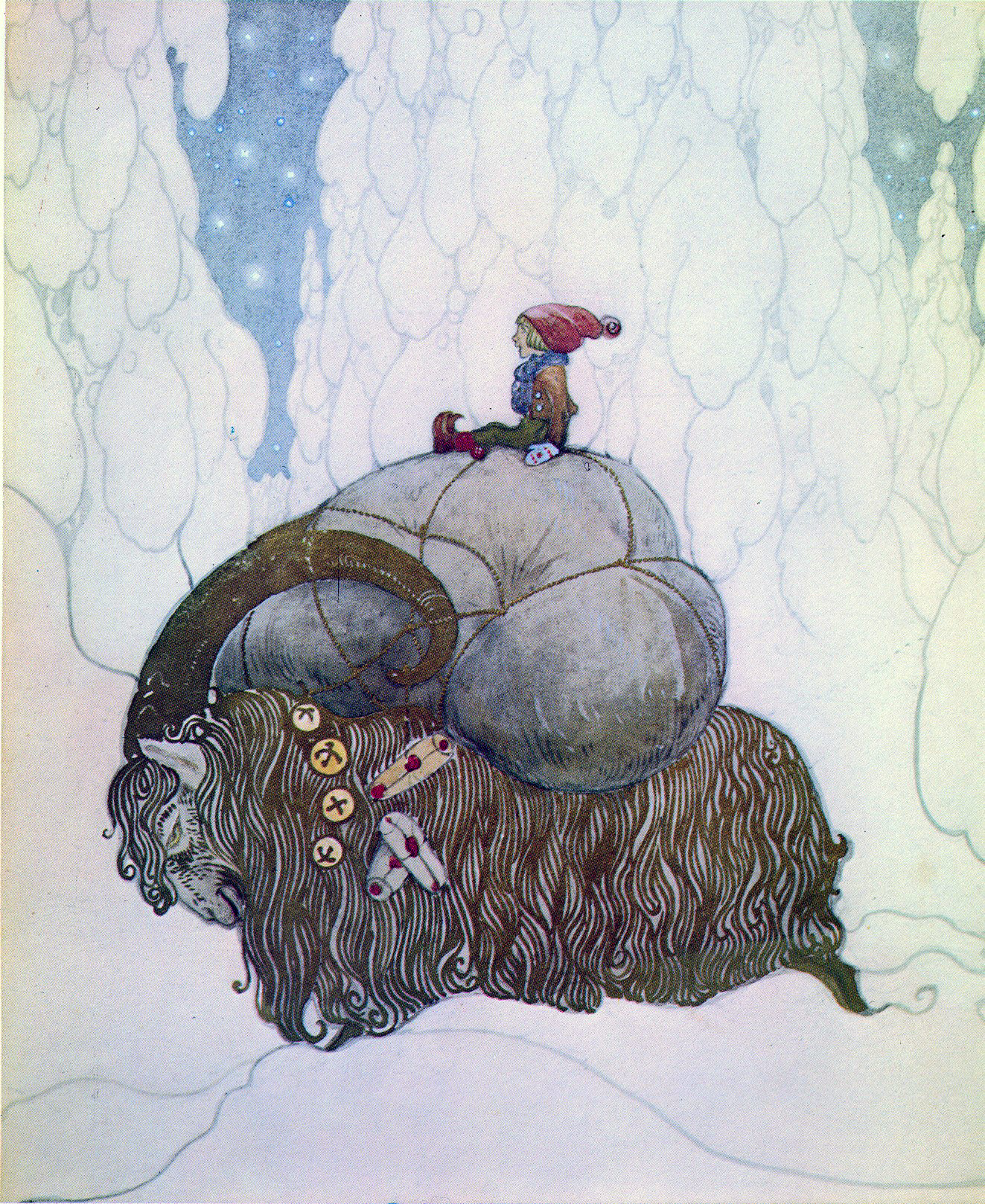
Julbocken
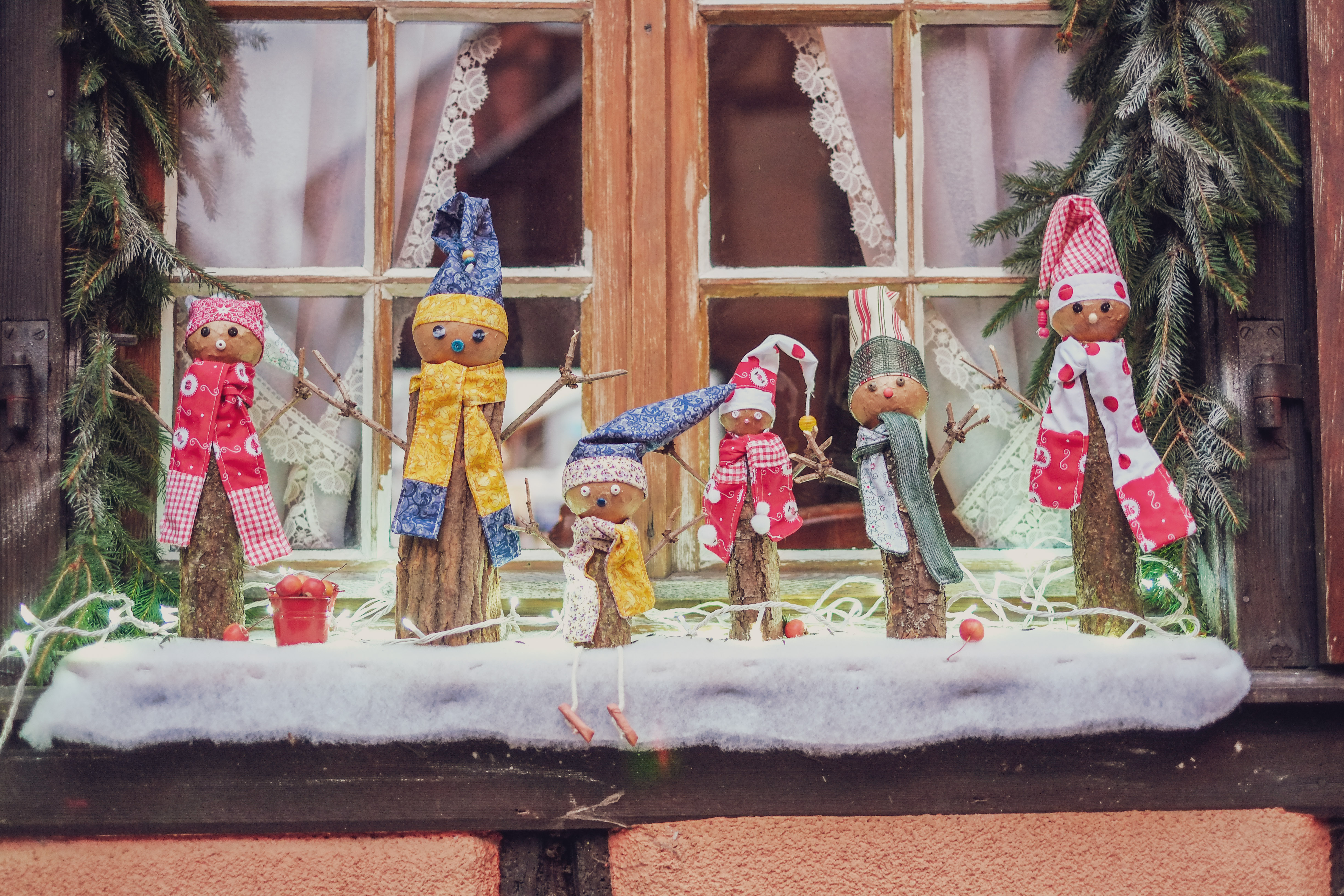
Lutins als kerstversiering bij een raam
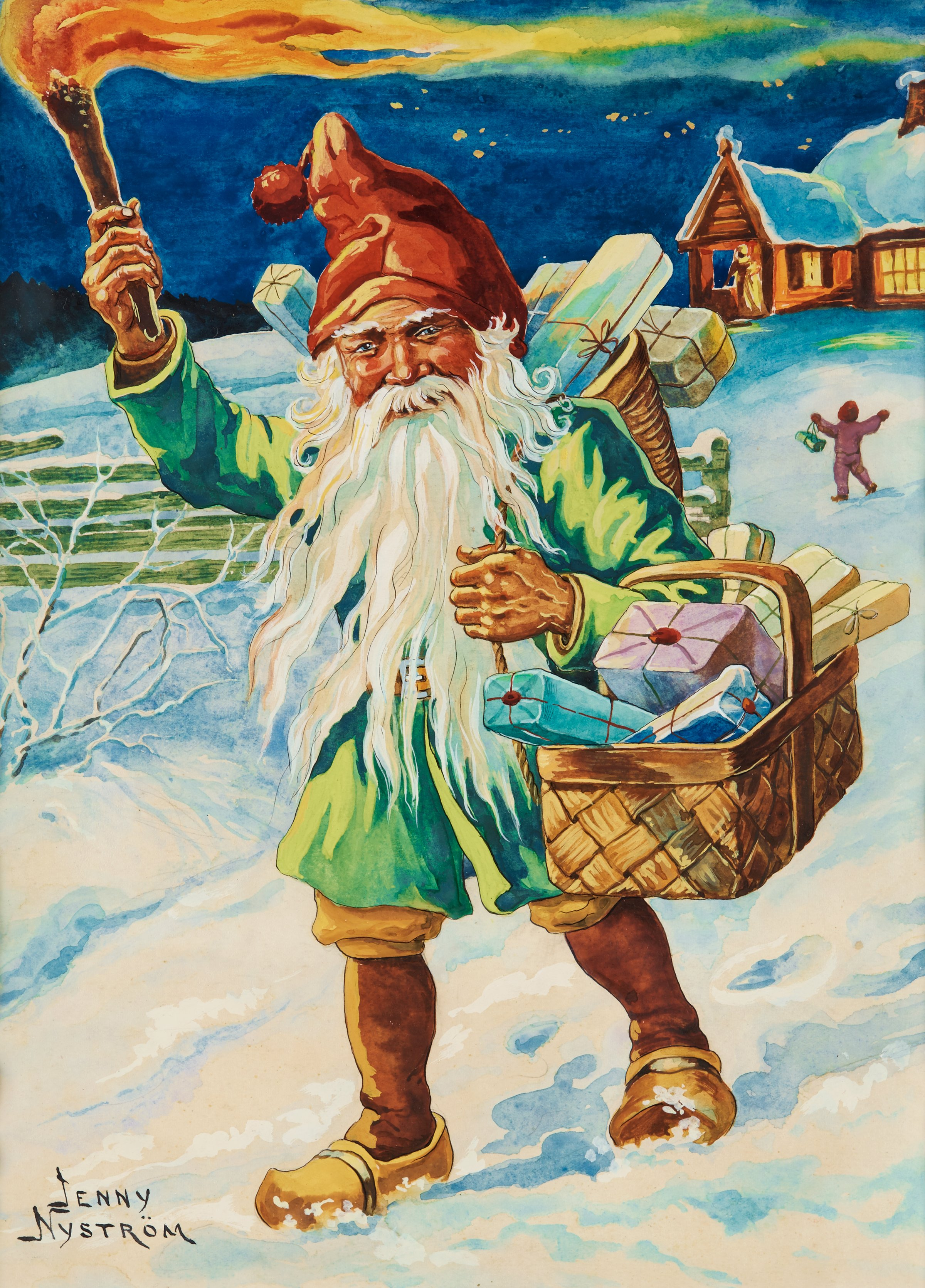
Kerstkaart
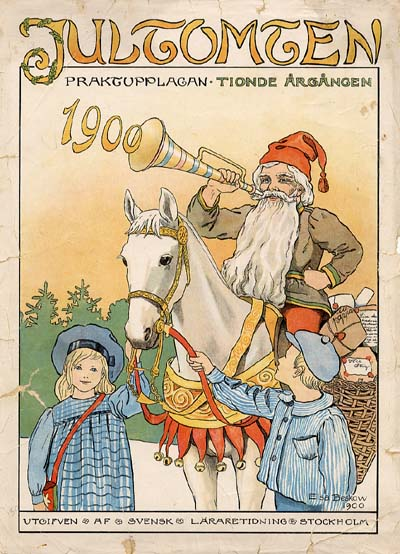
Jultomten, Elsa Beskow, 1900

### Fantasy en fictie

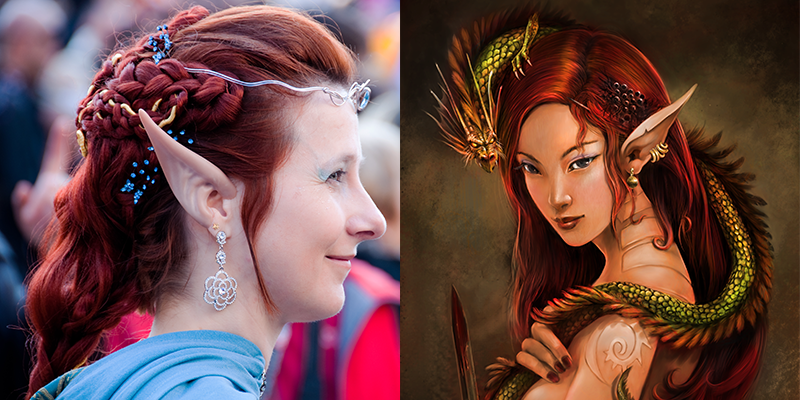
Moderne weergave van elfen in fantasy en fictie

Het fantasygenre in de twintigste eeuw groeide uit de negentiende-eeuwse romantiek, waarin negentiende-eeuwse geleerden als Andrew Lang en de gebroeders Grimm sprookjes uit de folklore verzamelden en in sommige gevallen vrij vertaalden.
Een baanbrekend werk van het fantasygenre was De koningsdochter van Elfenland, een roman uit 1924 van Lord Dunsany. De elfen van Midden-aarde speelden een centrale rol in Tolkiens legendarium, met name The Hobbit en The Lord of the Rings; dit legendarium was enorm invloedrijk op latere fantasieschrijven. Het schrijven van Tolkien had zo'n invloed dat in de jaren zestig en daarna elfen die een elfentaal spraken, vergelijkbaar met die in de romans van Tolkien, niet-menselijke personages werden in high fantasyen in fantasy-rollenspellen. Tolkien lijkt ook de eerste auteur te zijn die het idee heeft geïntroduceerd dat elfen onsterfelijk zijn. Er wordt gezegd dat ze begaafd zijn in magie, mentaal scherp zijn en liefhebbers van natuur, kunst en zang. Het zijn vaak bekwame boogschutters. Een kenmerk van veel fantasie-elfen zijn hun spitse oren.
In werken waarin elfen de hoofdpersonen zijn, zoals The Silmarillion of Wendy en Richard Pini's stripserie Elfquest, vertonen elfen een soortgelijk gedrag als een menselijke cast, die zich grotendeels onderscheidt door hun bovenmenselijke fysieke krachten. Waar de verhalen echter meer op de mens zijn gericht, zoals in The Lord of the Rings, hebben elfen de neiging om hun rol als machtige, soms bedreigende, buitenstaanders te behouden. Ondanks de overduidelijke fictie van fantasieromans en games, hebben wetenschappers ontdekt dat elfen in deze werken een subtiele rol blijven spelen bij het vormgeven van de echte identiteit van hun publiek. Elfen kunnen bijvoorbeeld functioneren om echte raciale anderen in videogames te coderen, of om gendernormen te beïnvloeden door middel van literatuur.

#### Volksverhalen, sprookjes, films, strips en fantasieboeken

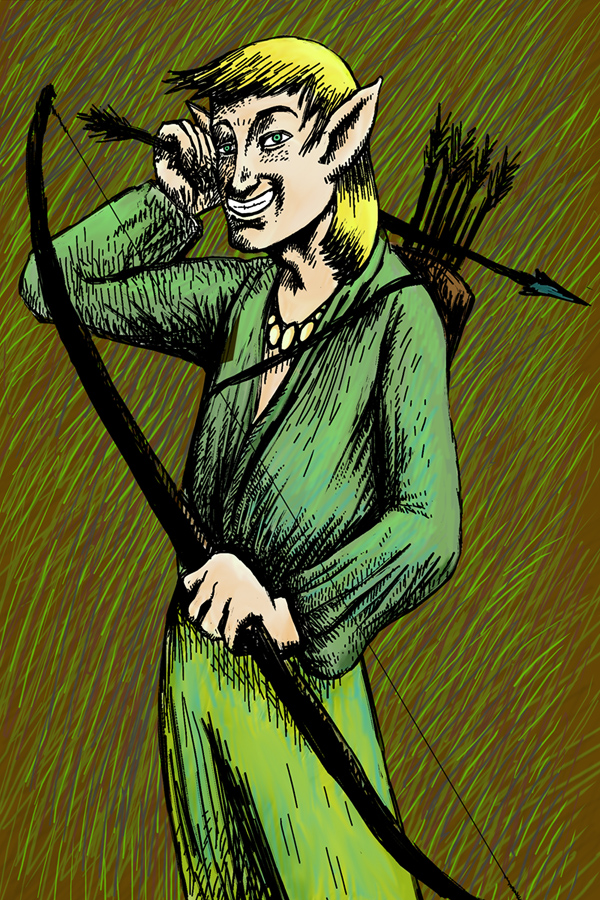
Tekening van een elf

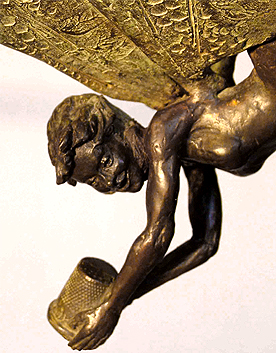
Tinkerbel

Elfen komen vaak voor in volksverhalen, sprookjes, strip-en-fantasieboeken, zoals Harry Potter, Artemis Fowl en De oorlog van de grote scheuring. In de Meredith Gentry reeks van Laurell K. Hamilton wordt de naam Manánnan mac Lic gebruikt voor de god van de zee, die in het dagelijkse leven bekendstaat als de fey (een soort elf) Barinthus. Barinthus is de Welshe tegenhanger van Manánnan Mac Lir.
Zie ook:
- Het dankbare alvermanneke
- De rozenelf
- Tam Lin
- De Indische Waterlelies
- Het verhaal van Schele Guurte
- Het blauwe licht
- Een gouden schat
- Twee broers
- Elfenheuvel
- Het meisje dat op het brood ging staan
- De stukgedanste schoentjes
- Verraad op de Veluwe
- Het kristallen kasteel
- Belfy en Lillibit
- The 10th Kingdom
- Elfquest
- Elfen (strip)
- Peter and Wendy
- El laberinto del fauno
- Gremlins
- Bright (film)
- Het Verbond voor Magische Zaken

#### Tolkien
In de verhalen van J.R.R. Tolkien komen elfen voor als wezens die uiterlijk sterk overeenkomen met de mensen. Duidelijk wordt dat de verschillen tussen elfen en mensen zeer subtiel zijn. Zo hoort Túrin Turambar aan de stem van twee elfenlieden, tot welk ras zij behoren. Verder wordt door Tolkien voor het eerst omschreven dat “the Quendian ears were more pointed and leaf-shaped than Human” of dus dat de oren van de Quenya meer puntig en bladvormig waren dan die van de mensen. Later haalt Tolkien ook aan dat de Hobbitoren “slechts licht puntig en elfachtig” waren, zodat sommigen concluderen dat Tolkiens elfen wel degelijk puntoren moeten gehad hebben, waar anderen niet geloven dat dergelijke conclusies getrokken mogen worden.
De elfen die voorkomen in boeken als The Lord of the Rings, The Hobbit en The Silmarillion, zijn gevormd met aandacht voor elementen uit de Germaanse, Keltische en Noordse mythologie, zodat sommigen stellen dat Tolkien geprobeerd heeft met zijn elfen een duidelijker beeld van de oorspronkelijke essentie van het woord elf te schetsen.
Elfen uit de latere High fantasy zijn voornamelijk op Tolkiens elfen gebaseerd.

#### World of Warcraft
De elfen in World of Warcraft hebben overeenkomsten met de Tolkien-elfen, al zijn ze verdeeld in meerdere groepen met verschillen in uiterlijk: de Night Elves (nachtelfen) en de Blood Elves (bloedelfen). Elfen zijn langer dan mensen, onsterfelijk of ze worden op zijn minst extreem oud, en hun leefgebieden getuigen van gevoel voor bouwkunst. De Night Elves aanbidden de maan, maar de Blood en de High Elves de zon.

#### Midkemia
In de wereld van Midkemia (gecreëerd door Raymond Feist) zijn elfen qua uiterlijk net hetzelfde als hierboven beschreven. Het enige verschil is dat deze elfen eerst slaven waren van de machtige drakenheersers. Na de vernietiging van deze laatsten zijn de elfen vrij. Alleen zijn zij verdeeld onder verschillende groepen.
- De Eledhel (de elfen van het licht)
- De Moredhel (de zwarte elfen)
- De Glamredhel (de waanzinnige elfen)
- De Ocedhel (de elfen van over de zee)
- De Anoredhel (de elfen van de zon - ook wel de beschermelfen genoemd)
- De Taredhel (de clans van de zeven sterren)

## De elfenwereld

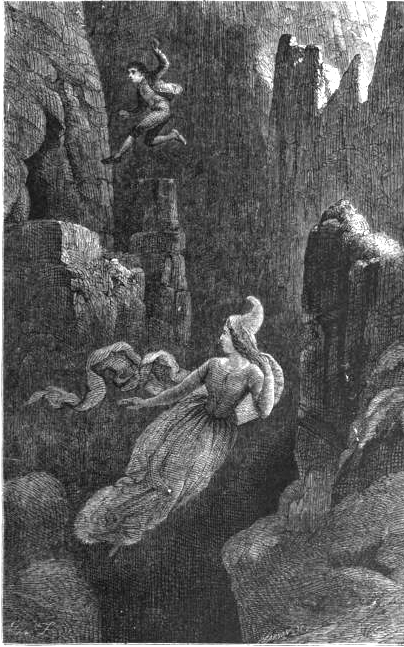
Een man springt de elfenkoningin Hildur na, 1864

Er bestaan veel uiteenlopende verhalen over eilanden of streken waar elfenrijken zouden liggen. Zo spreken de Ieren van het spookeiland "Hy Breasail" en de oude Britten noemen het eiland Man.
Sommige verhalen zeggen dat Koning Arthur op het eiland Avalon werd gekroond en later daarheen teruggebracht werd toen hij dodelijk gewond werd. Daar zou hij door vier elfenkoninginnen verzorgd zijn en tegenwoordig slapen in het hart van een elfenheuvel tot hij het land weer zal regeren.
De woningen van elfen in IJsland bestaan uit gestapelde stenen. Deze worden door de IJslandse bevolking en bezoekers groter gemaakt of bijgeplaatst. Zij moeten niet verward worden met zogenaamde steenmannetjes. Er wordt verteld dat Eva haar kinderen waste in de rivier. God kwam langs en ze verborg haar kinderen die nog niet gewassen waren. De verborgen kinderen werden elfen. Sinds de kerstening zijn elfen of feeën in verhalen soms de zielen van ongedoopte kinderen, maar in andere verhalen zijn elfen gevallen engelen, die tussen Hemel en Hel leven.
Andere plaatsen zijn Annwfyn, Tír na nÓg, Tire Nam Beo, Tirn Aill, Mag Mor, Mag Mell en Tir Tairngire. Voor het eiland Gresholm ligt de Groene Weide der Bekoring onder de zeespiegel.
In Saint Brélade hadden de les p'tits faîtchieaux (de kleine mensen) vlak bij de bouwplaats van een nieuw te bouwen kerk een tempel en werden dus door de bouw gestoord. De kleine mensen verplaatste elke nacht de bouwmaterialen op magische wijze naar de kust. Uiteindelijk gaven de mensen het op en werd de kerk aan de kust gebouwd, precies daar waar de elfen het wilden.
Enkele Noord-Duitse volksverhalen brengen het rijmpje Witte zwanen, zwarte zwanen in verband met elfen, nachtmerries of heksen uit het Engelland, die via het sleutelgat in de huizen zouden komen.
Elfachtige wezens komen voor in de folklore wereldwijd, zoals Piskies en Knockers. De Brythonische mythologie kent de Korrigan. In Scandinavië is dit volk bekend als het Huldervolk, het verborgen volk (zie ook Huldra en witte wieven). Huldermeisjes zijn mooi, maar hebben een lange koeienstaart.
Op de Veluwe wordt een alf (of elf) Blauwe Gerrit genoemd.
Oberon is een mythologische elfenkoning.
Megalieten (zoals hunebedden, menhirs en steencirkels) worden in vrijwel heel Europa in de folklore in verband gebracht met de activiteiten van elfen, kabouters, feeën, witte wieven, gloeiigen, spoken, geesten en heksen.

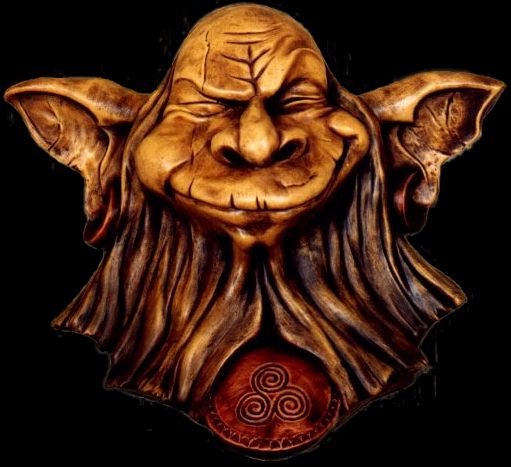
Korrigan met triskelion
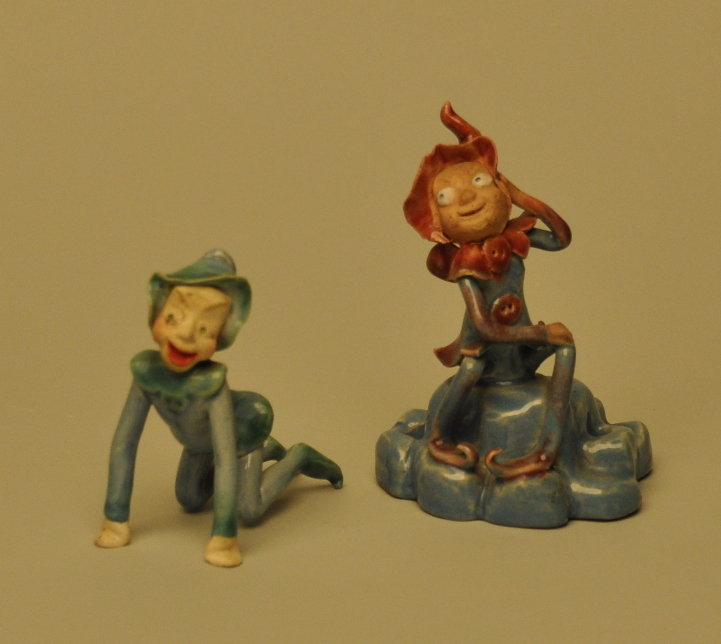
Piskies
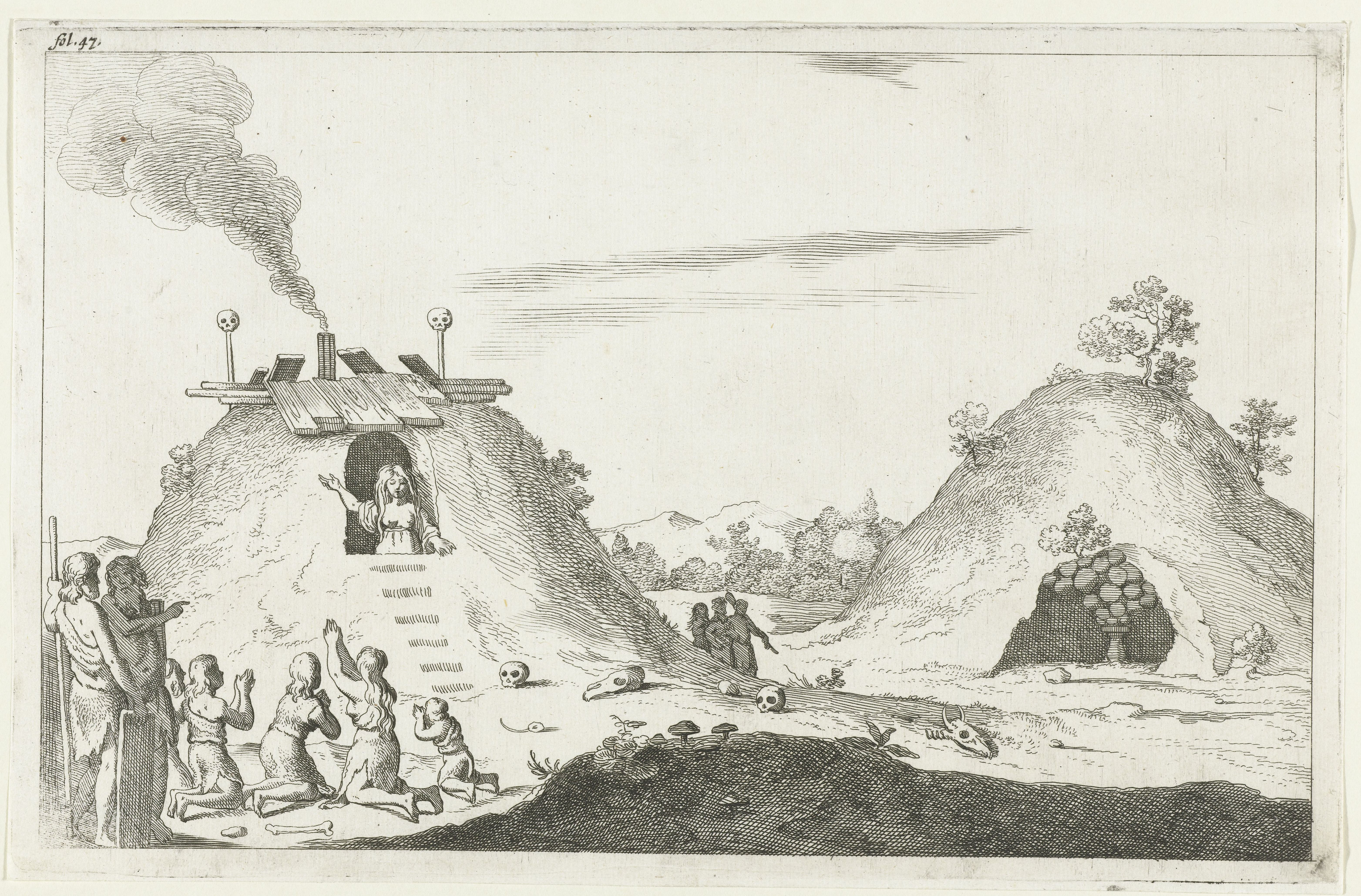
Witte wieven in grafheuvels, Pieter Holsteyn, 1660

## Equivalenten in niet-Germaanse tradities

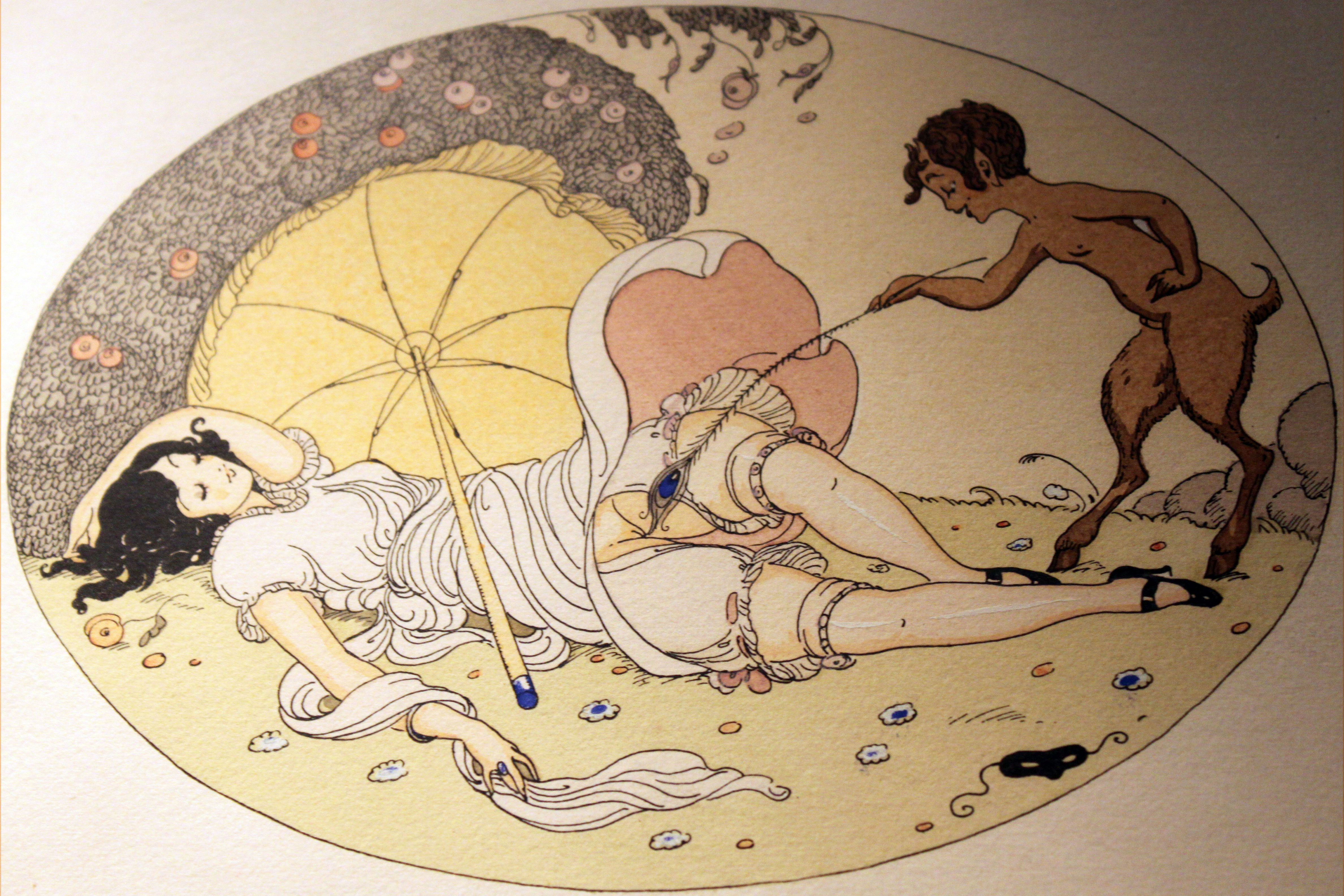
Een neiging om te dansen en kattenkwaad uit te halen in het bos is een van de eigenschappen die saters en elfen gemeen hebben

Overtuigingen in menselijke bovennatuurlijke wezens zijn wijdverbreid in menselijke culturen, en veel van dergelijke wezens kunnen in vertalingen elfen worden genoemd.

### Europa
Elf-achtige wezens lijken een gemeenschappelijk kenmerk te zijn geweest binnen de Indo-Europese mythologieën. In de Keltisch-sprekende streken van Noordwest-Europa worden de wezens die het meest op elfen lijken over het algemeen aangeduid met de Gaelische term Aos Sí. De equivalente term in het moderne Welsh is Tylwyth Teg. '
In de Romaans-sprekende wereld zijn wezens die vergelijkbaar zijn met elfen algemeen bekend door woorden die zijn afgeleid van het Latijnse fata ('lot'), dat in het Engels kwam als fee. Dit woord werd gedeeltelijk synoniem met elf in de vroegmoderne tijd. Er zijn echter ook andere namen in overvloed, zoals de Siciliaanse donas de fuera ('dames van buiten'), of Franse bonnes dames ('goede dames').
In de Oostzeefinse talen is de term die het meest gelijk is aan elf haltija (in het Fins) of haldaja (Ests). Een equivalent in de Slavisch-sprekende wereld is de vila (meervoud vile) uit de Servo-kroatische (en gedeeltelijk Sloveense) folklore.
Elfen vertonen enkele overeenkomsten met satyr uit de Griekse mythologie, die ook werden beschouwd als onruststokers in het bos.

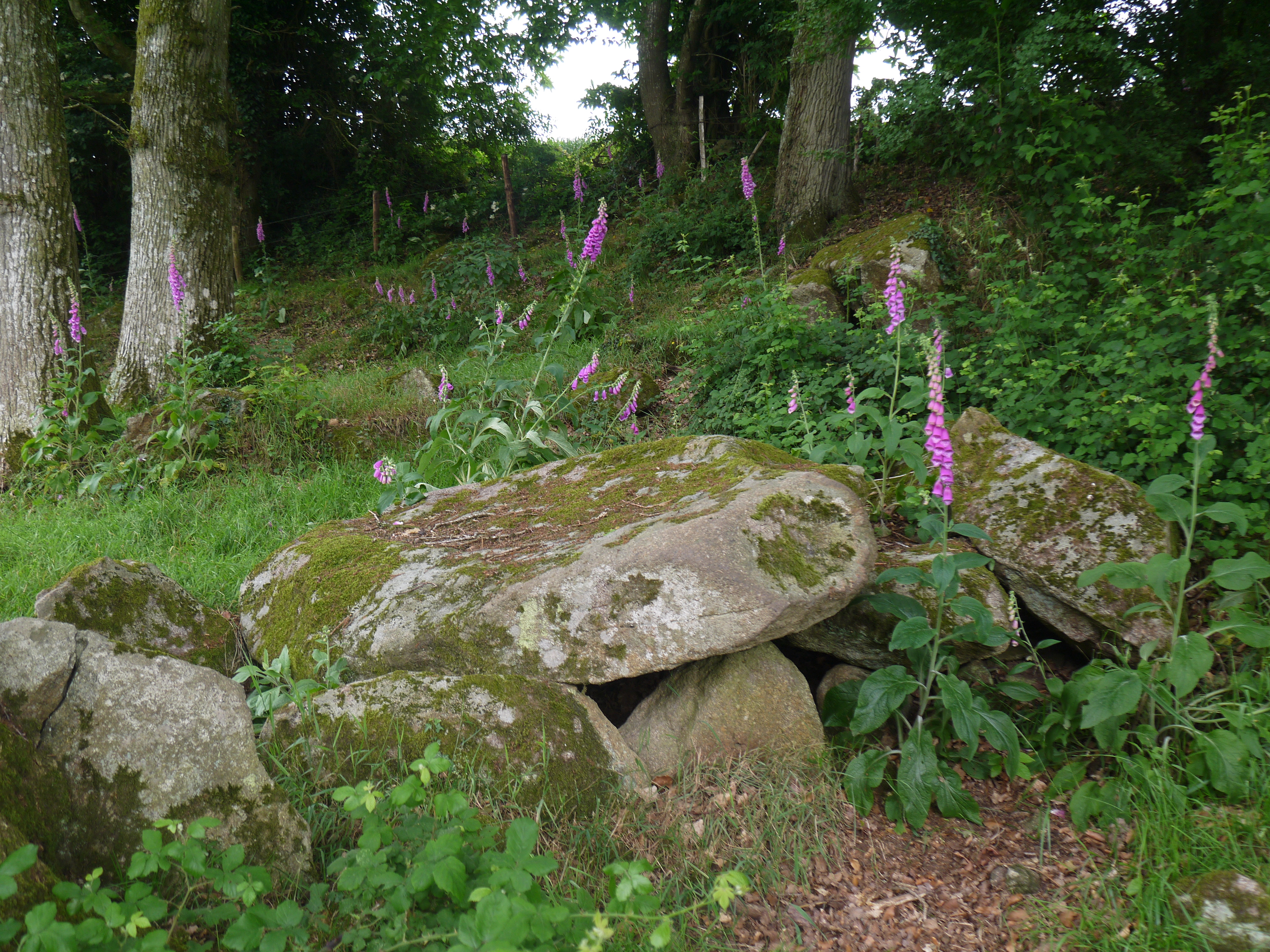
Allée couverte des Bonnes Dames, een galerijgraf in Saint-Thomas-de-Courceriers
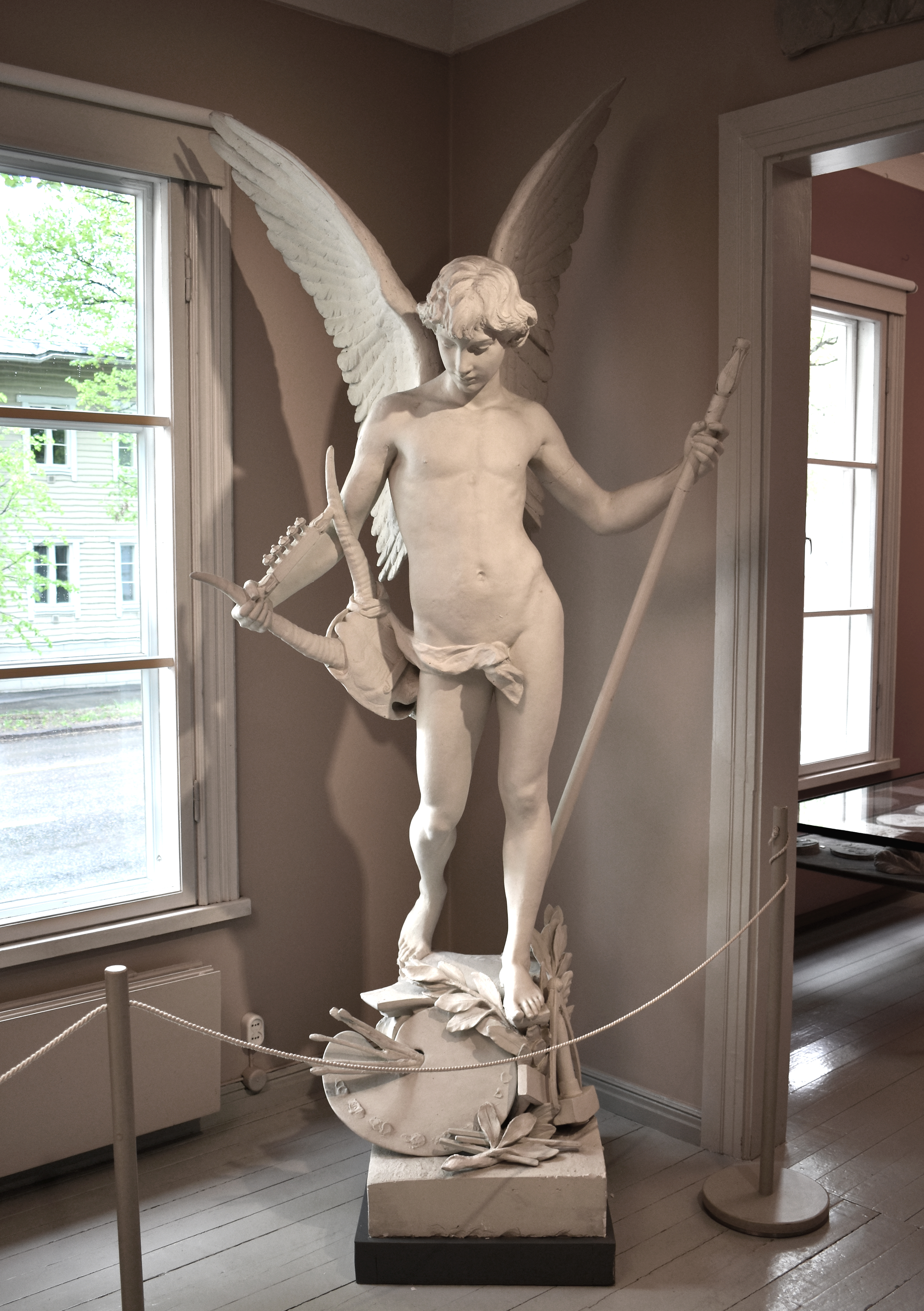
Taiteen haltija, 1887, Walter Runebergin
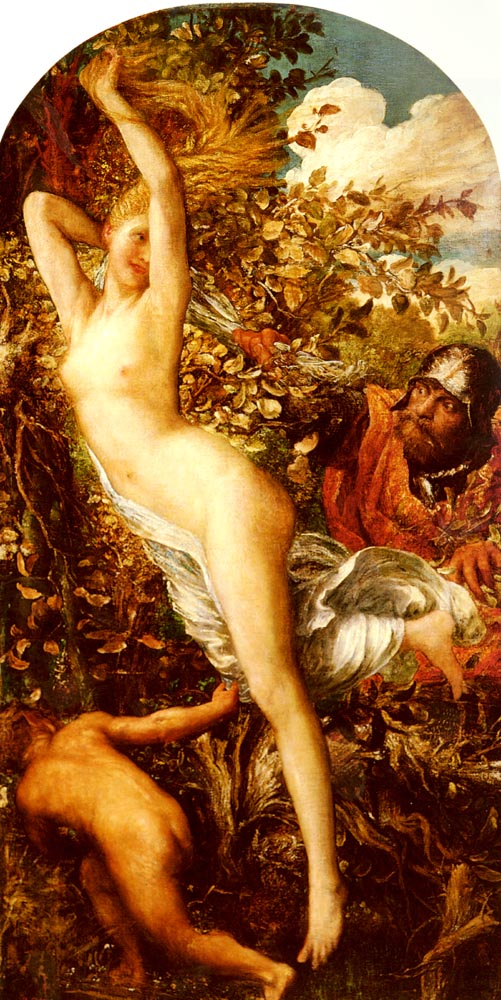
Fata Morgana, George Frederic Watts (1817-1904)

#### Keltische mythologie

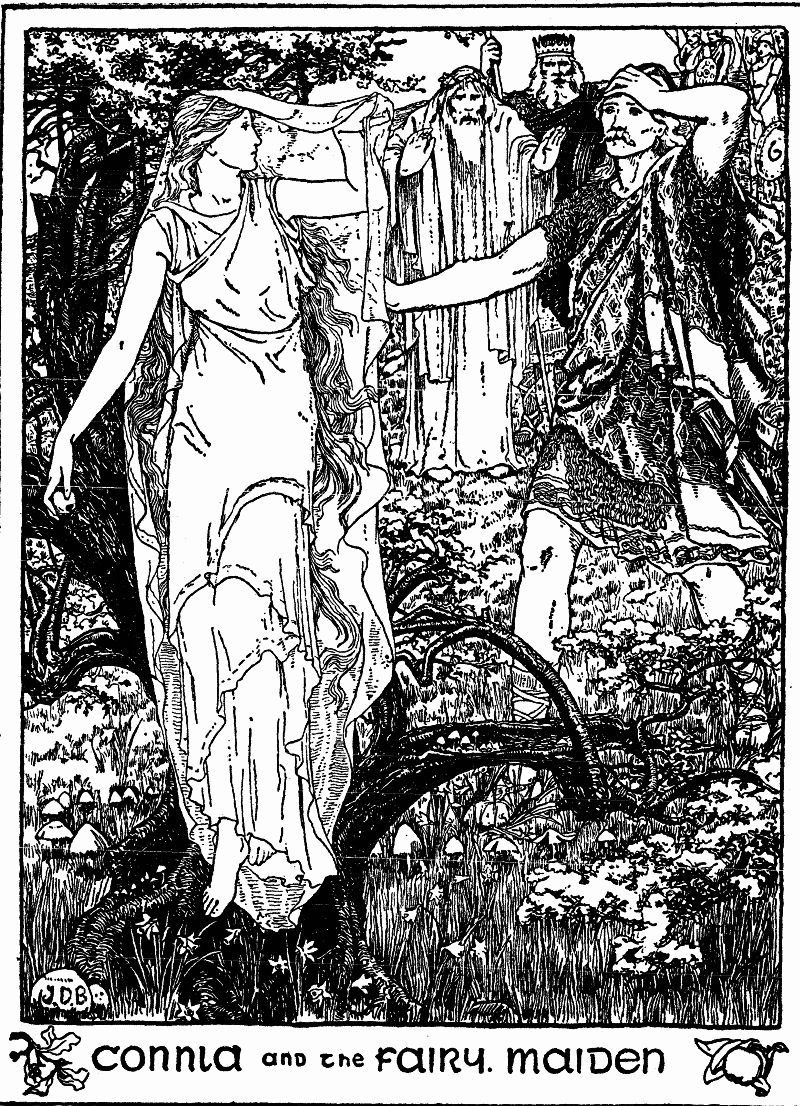
Connla en het meisje van het Heuvelvolk (fairy maiden)

In Keltische folklore komen de elfen voor als de Aos Sí (het volk van de grafheuvels). Zij zouden de Tuatha Dé Danann (het volk van de godin Danu) zijn, dat ooit in Ierland leefde, maar door een invasie van de Milesians bijna uitgeroeid werd. Toen zij zich over hadden gegeven, verdeelden de Milesians het land in twee delen. Vanaf die dag zouden de Tuatha Dé Danann onder de grond leven en de Milesians boven de grond. Zo werden de afstammelingen van Danu de Sídhe of Aos Sí. Hun wereld wordt vaak gelijkgesteld aan de Keltische Andere Wereld. Deze wereld kan bereikt worden via grafheuvels, grotten of via de zee, hoewel hen die bewust dat land van eeuwige jeugd en gezondheid zoeken, een ongelukkig lot te wachten staat. De portalen (grafheuvels, elfenheuvels, dolmen of toverterpen) worden in het Iers sidhe, síd of sprookjesheuvels genoemd en ze werden ooit vereerd als de verblijfplaats van één enkele god of godin. Veel belangrijke gebeurtenissen uit de Ierse mythologie voltrekken zich op Samhain, als de grenzen tussen deze wereld en het rijk van het bovennatuurlijke volledig wegvalt en de sidhe (sprookjesheuvels) waar de mensen uit de Andere Wereld leven open zijn.
In Keltische folklore worden de elfen gezien als de afstammelingen van de godin Danu, die volgens één verhaal over zwarte wolken naar Ierland kwamen, terwijl een ander verhaal vertelt hoe dit volk met schepen naar Ierland kwam, waar zij hun schepen verbrandden om een terugkeer te verhinderen. Deze verbranding zou dan de zwarte wolken veroorzaakt hebben. Na enkele oorlogen onderling kwam echter een ander volk van het Iberisch schiereiland, de Milesians, dat de Tuatha Dé Danann op de knieën dwong. Zij verdeelden vervolgens het land in twee delen, en besloten zelf in de bovenwereld te leven, terwijl het volk van Danu onder de grond moest leven. Zij trokken zich daarom terug in grafheuvels en werden vanaf dan de Sídhe of Aos Sí (volk van de grafheuvels) genoemd. De Kelten zagen dit volk niet zozeer als een volk dat beter was dan zijzelf, maar veeleer als een anders soort mensen, die dan niet onsterfelijk waren, maar wel contact konden leggen met de zielen van de overledenen en de geesten van de natuur. Vooral later werden zij afgebeeld als elfen of stonden zij er toch model voor.
Connla wordt meegenomen naar Moy Mell, de Vlakte van het Genot waar Bóadag koning is, door een meisje van het Heuvelvolk (een elf). Ze varen samen op een curragh (Noi Glano of Loing Glano; een glanzend, glijdend, kristallen bootje) naar de ondergaande zon.
Guleesh woont naast een heuvelfort in Mayo. Er woont een elfenvolk (fulparnee, folpornee, rap-lay-hoota en roolya-boolya) en op een novembernacht komen ze met een wervelwind langs als de maan schijnt. Door toverspreuken verschijnen paarden en kunnen ze door de wolken vliegen. Ze nemen hem mee naar Frankrijk om een Franse prinses te ontvoeren, voor ze (tegen haar wil) wordt uitgehuwelijkt. Guneesh weet de prinses door een list (hij sloeg een kruis) te behouden voor de elfen, maar de elfen ontnemen het spraakvermogen van de prinses. Guleesh vraagt de plaatselijke pastoor of het meisje bij hem kan verblijven. Een jaar later ontmoet Guleesh het elfenvolk opnieuw op dezelfde plek en hoort van hen dat er een kruid is wat de prinses kan genezen. Hij drinkt dit zelf ook, waarna hij in slaap valt. Ook de prinses drinkt er van en valt ook in slaap. Ze krijgt hierdoor haar spraak terug en ze trouwt later met Guleesh.
In County Mayo worden elfen Siogs genoemd.
Een vrouw ziet twee oude elfenvrouwen lopen en is bang dat haar tweeling is omgewisseld met kinderen van het goede volkje. Er ontstaat hierdoor een echtelijke ruzie. Met een list komt ze erachter dat het inderdaad wisselkinderen zijn en ze gooit de tweeling in het meer. Ze krijgt dan haar eigen kinderen terug, nadat het elfenvolk de wisselkinderen uit het water redt. De hut waarin de echtelijke ruzie plaatsvond, is Twyt y Cymrws genaamd en staat in Treneglwys (in Powys).
In Paddy O'Kelley en de wezel wordt verteld dat de elfen van Connacht in Cnoc Matha wonen. Ze strijden tegen de elfen van Munster op Moytura in Slieve Belgadaun. Finvara en Nuala zijn opperkoning en opperkoningin van de elfen. Bij een gevecht moeten er altijd twee levende mensen worden meegenomen door de elfen.

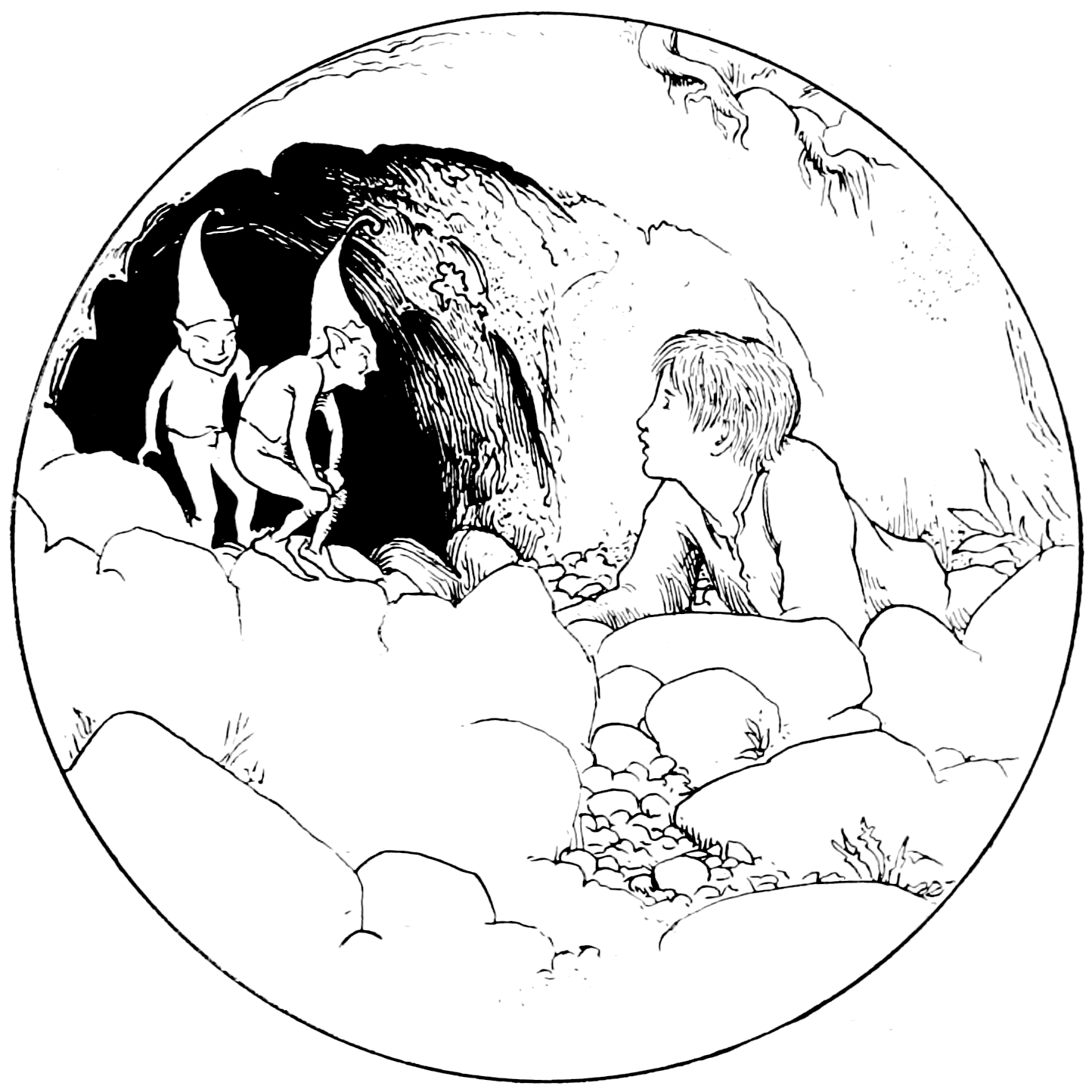
Elidore wordt door twee elfen gevonden bij de grot

In Elidore, die leefde in de tijd van Hendrik I van Engeland, wordt een jongen opgevoed tot geestelijke. Ze slaan met een roede, omdat hij niets onthoudt van de lessen. Op een dag loopt de jongen weg en komt bij een grot terecht. Daar wordt hij door elfen meegenomen naar hun rijk. Er is geen zon, geen maan en geen sterren. Elidore moet de zoon van de elfenkoning gezelschap houden. De elfen zweren nooit een eed, maar liegen ook nooit. Ze eten geen vis, vlees of gevogelte. De jongen heeft een geweldige tijd met alleen sport en spel. Op een dag wil hij zijn moeder graag zien en de elfen brengen hem naar buiten. Om en om woont hij dan bij haar en bij de elfen. Als hij over de gouden ballen vertelt die gebruikt worden bij het spel, wil zijn moeder graag zo'n bal. Elidore gaat met een bal naar zijn moeder, maar merkt al snel dat hij wordt achtervolgd. De elfen grijpen de bal, voor zijn moeder deze te pakken krijgt. Elidore kan de geheime gang nooit meer terug vinden en keert terug naar het klooster en wordt monnik. Als hij over zijn belevenissen vertelt, moet hij altijd huilen. Op een dag praat hij met de bisschop en deze ontdekt dat de wezens Grieks spraken. Hierdoor weten we dat de Ieren uit Troje komen en afstamden van Brito, een zoon van de Trojaanse koning Priamus.
De legende van Knockgrafton, een verhaal over het weghalen en aanbrengen van een bochel door elfen in de Ierse mythologie, duidt aan dat de wezens als oorzaak van ziekten kan worden beschouwd. Dit verhaal komt over de hele wereld voor, maar in plaats van elfen zijn het soms andere mythische wezens zoals kabouters, feeën (zoals in het Turkse Het is woensdag, woehoensdag), nachtdansers of aardmannetjes (zoals in het Friese De aardmannetjes).
De Keltisch-Ierse banshees tonen ook overeenkomsten met elfen.

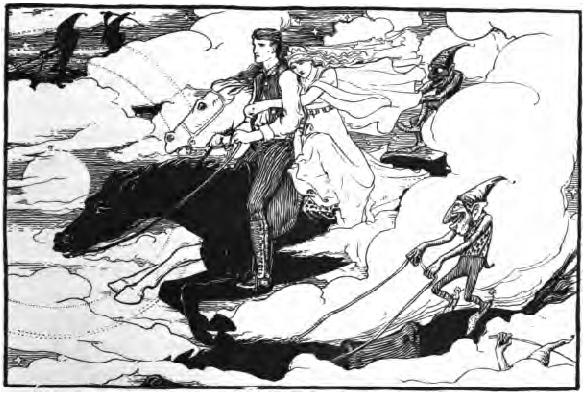
Guleesh rijdt door de wolken samen met het elfenvolk en de prinses van Frankrijk
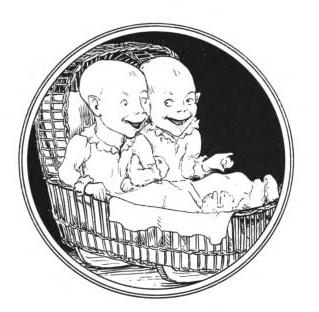
De wisselkinderen die een echtelijke ruzie veroorzaakten
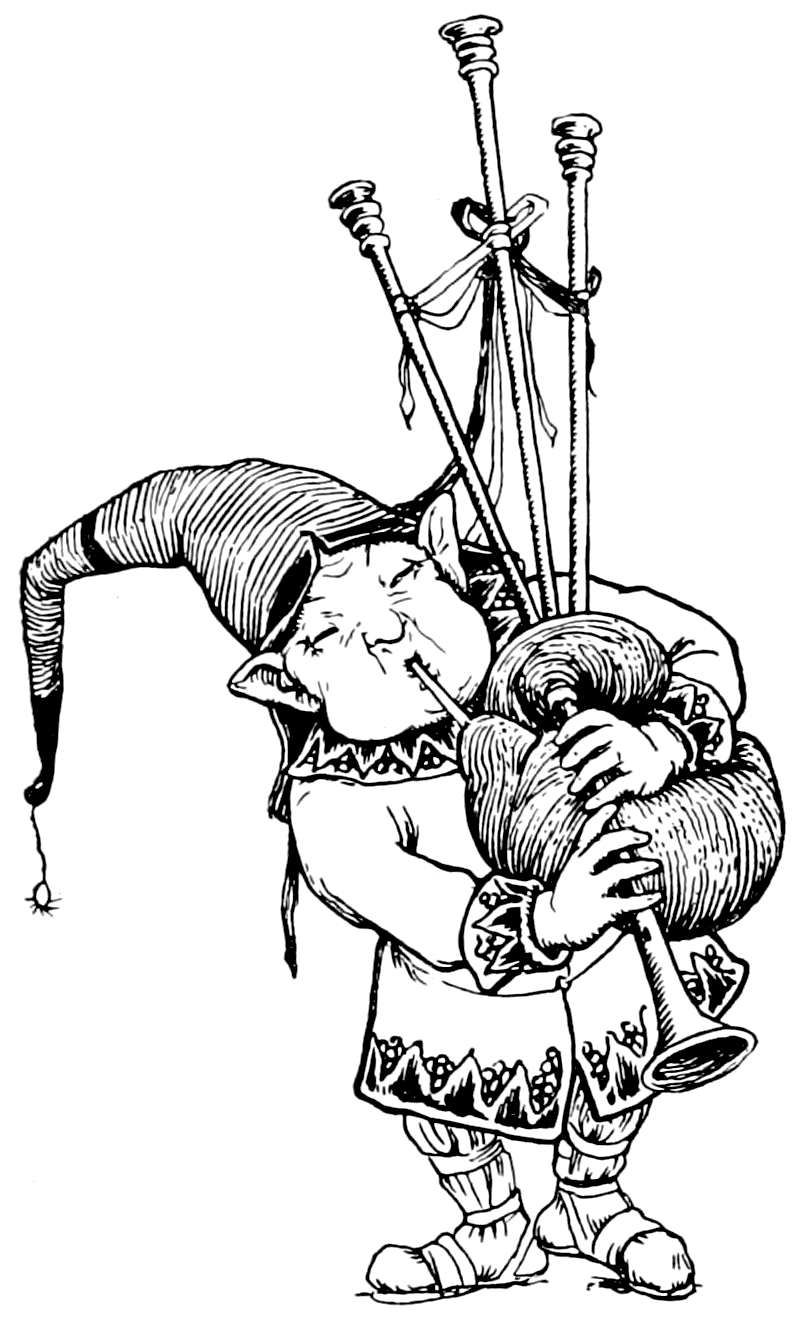
Doedelzakspelende elf in de strijd tussen de elfen van Munster en de elfen van Connacht
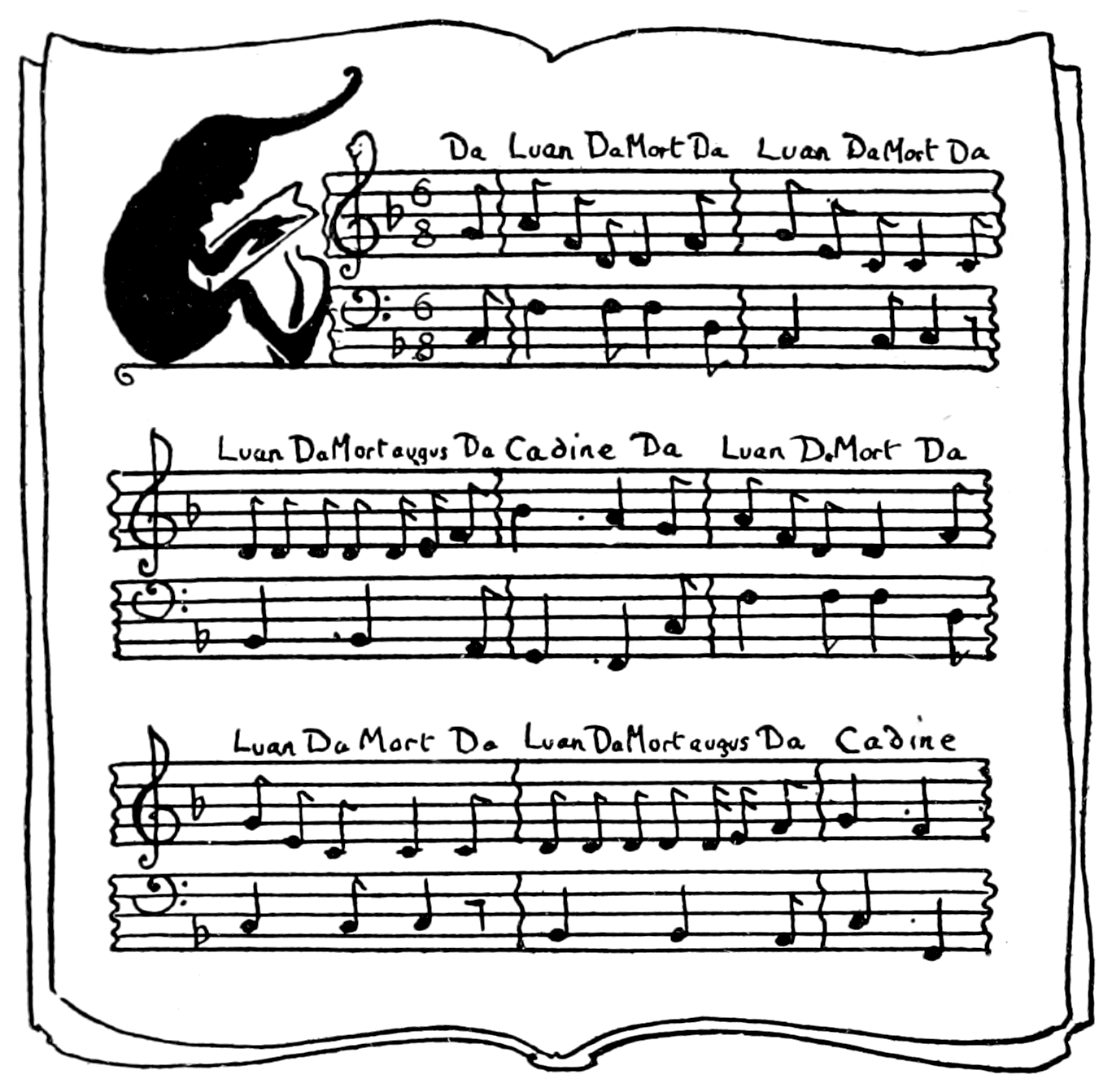
Het liedje van de elfen uit De legende van Knockgrafton

### Afrika, Azië en Oceanië

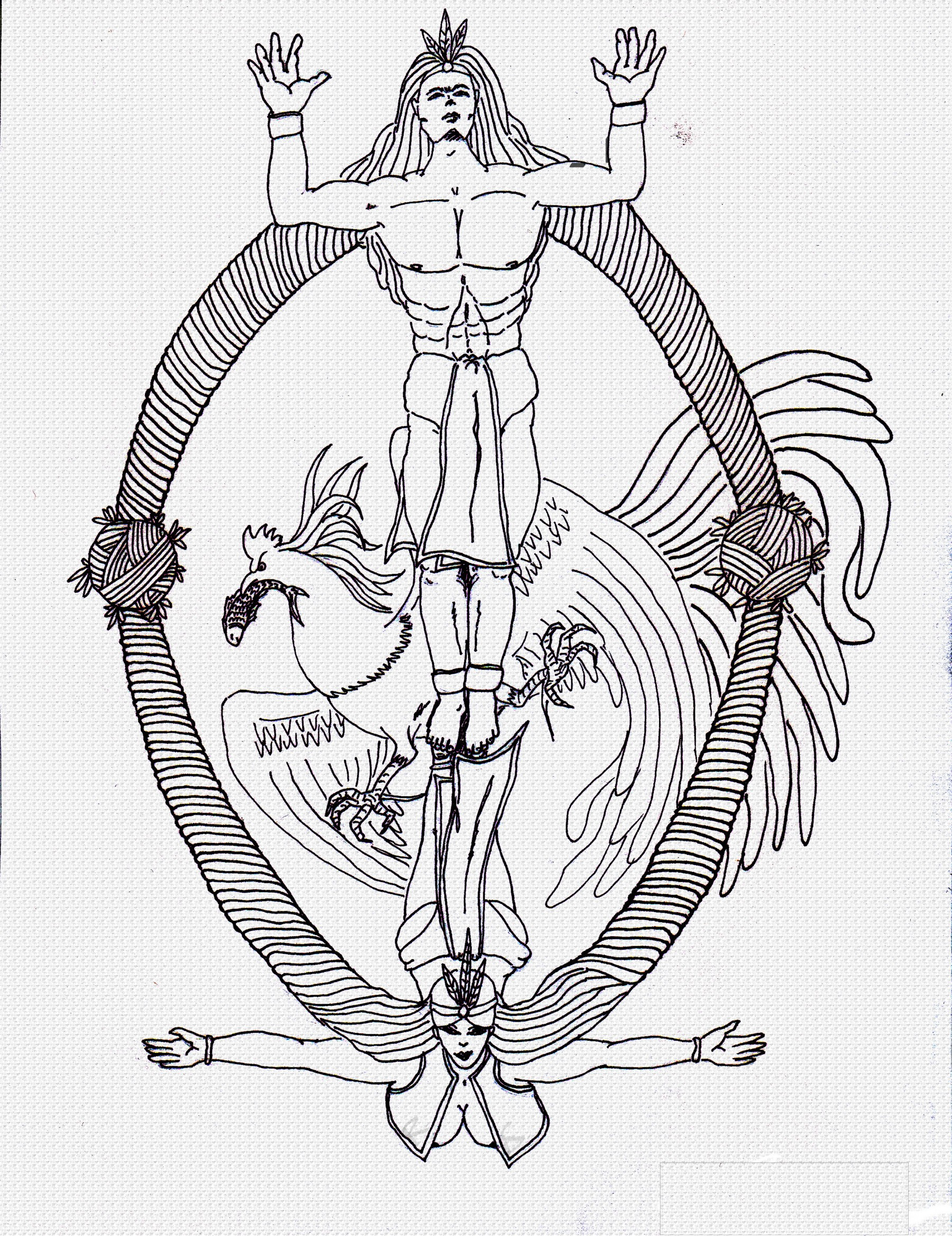
Tekening van een diwata (onder) en een malekes

Sommige wetenschappers trekken parallellen tussen de Arabische traditie van djinn en de elfen van middeleeuwse Germaanse culturen. Sommige vergelijkingen zijn vrij nauwkeurig: de wortel van het woord djinn werd bijvoorbeeld in middeleeuwse Arabische termen gebruikt voor waanzin en bezetenheid op een manier die vergelijkbaar was met het Oud-Engelse woord ylfig, dat was afgeleid van elf en ook aangegeven profetische gemoedstoestanden impliciet geassocieerd met elfachtige bezetenheid.
De Khmer-cultuur in Cambodja omvat de Mrenh kongveal, elf-achtige wezens die worden geassocieerd met het bewaken van dieren.
In de animistische pre koloniale overtuigingen van de Filipijnen kan de wereld worden verdeeld in de materiële wereld en de geestenwereld. Alle objecten, levend of levenloos, hebben een geest die anito wordt genoemd. Niet-menselijke anito staan bekend als diwata, meestal eufemistisch aangeduid als dili ingon nato ('die in tegenstelling tot ons'). Ze bewonen natuurlijke kenmerken zoals bergen, bossen, oude bomen, grotten, riffen, enz., en verpersoonlijken ook abstracte concepten en natuurlijke fenomenen. Ze lijken op elfen omdat ze behulpzaam of kwaadaardig kunnen zijn, maar zijn meestal onverschillig tegenover stervelingen. Ze kunnen ondeugend zijn en onbedoeld schade toebrengen aan mensen, maar ze kunnen ook opzettelijk ziekten en tegenslagen veroorzaken als ze niet gerespecteerd of boos worden. Spaanse kolonisten stelden ze gelijk aan elfen en feeën uit de folklore.
Mimi's zijn op elfen gelijkende wezens uit folkloristische verhalen van de Aborigines uit het Noord-Australische gebied Arnhemland.
Orang bunian zijn bovennatuurlijke wezens in de Maleisische, Bruneese en Indonesische folklore, die voor de meeste mensen onzichtbaar zijn, behalve voor mensen met een spiritueel gezichtsvermogen. Hoewel de term vaak wordt vertaald als "elfen", vertaalt het zich letterlijk naar "verborgen mensen" of "fluitende mensen". Hun uiterlijk is bijna identiek aan mensen gekleed in een oude Zuidoost-Aziatische stijl.
In de Māori-cultuur zijn Patupaiarehe wezens die lijken op Europese elfen en feeën.
Zuid-Afrikaanse wezens die lijken op elfen zijn de Abatwa.

### Amerika
Op het Amerikaanse continent vertoont 'vrouw in het wit', la Llorona, overeenkomsten met een elf.

## Afbeeldingen

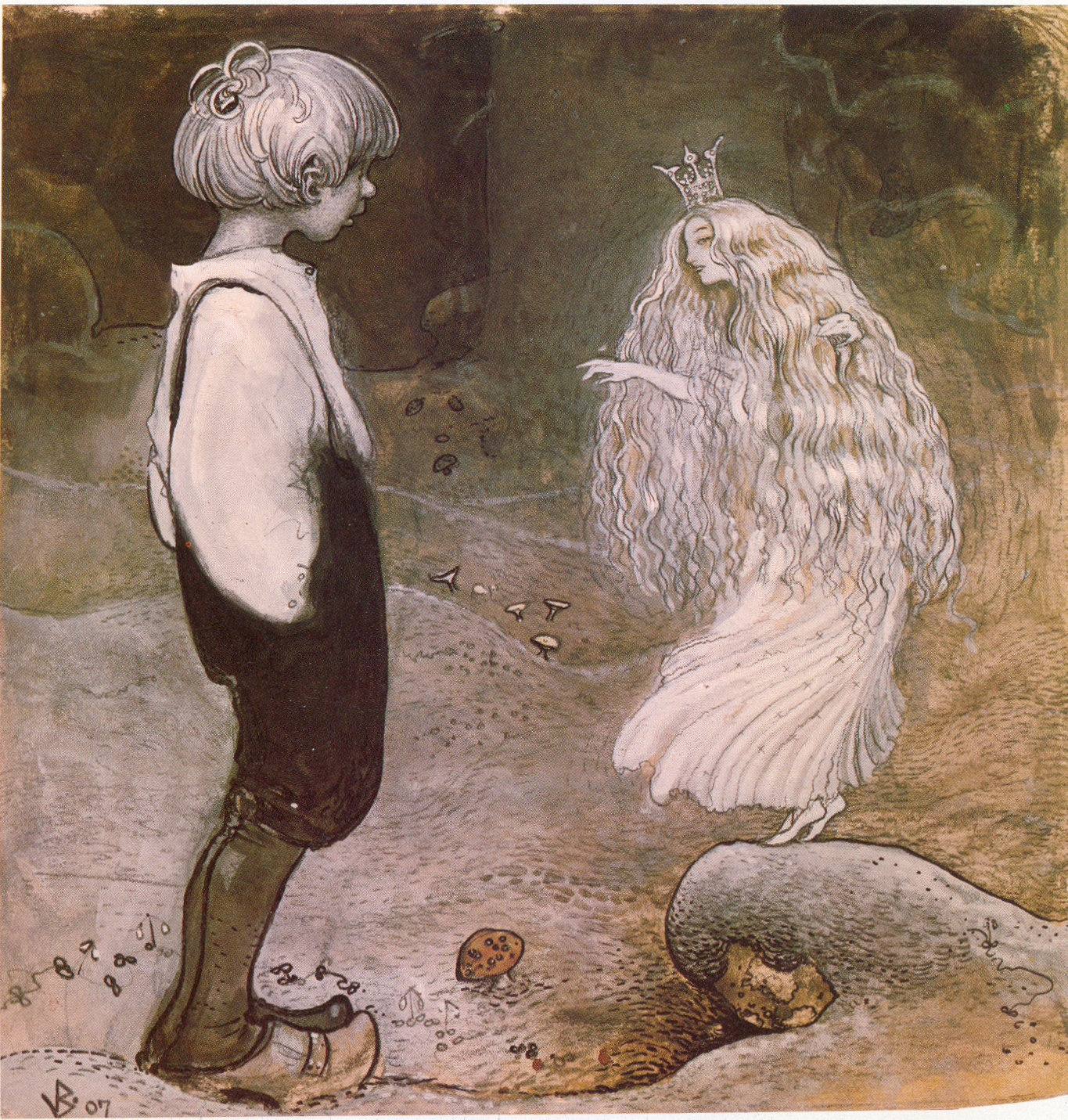
At that moment she was changed by magic to a wonderful little fairy door John Bauer
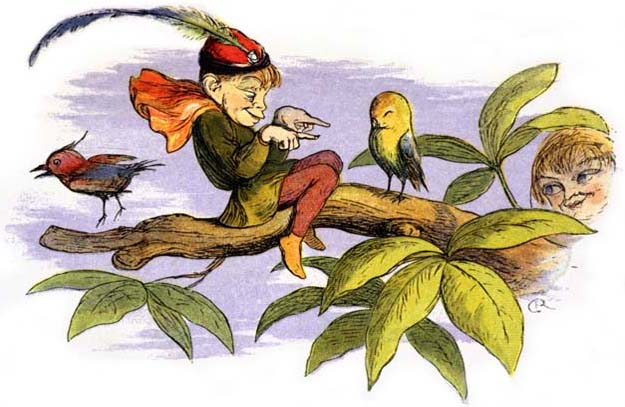
Poor little birdie teased door Richard Doyle (1824-1883)
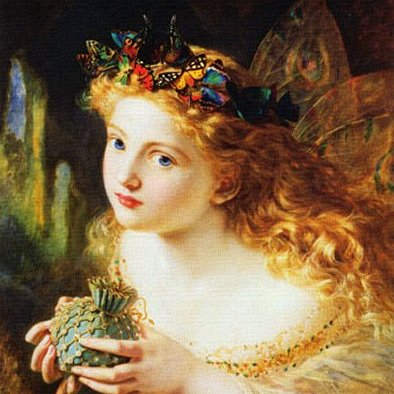
Take the Fair Face of Woman, and Gently Suspending, With Butterflies, Flowers, and Jewels Attending, Thus Your Fairy is Made of Most Beautiful Things, Sophie Gengembre Anderson, 19e eeuw
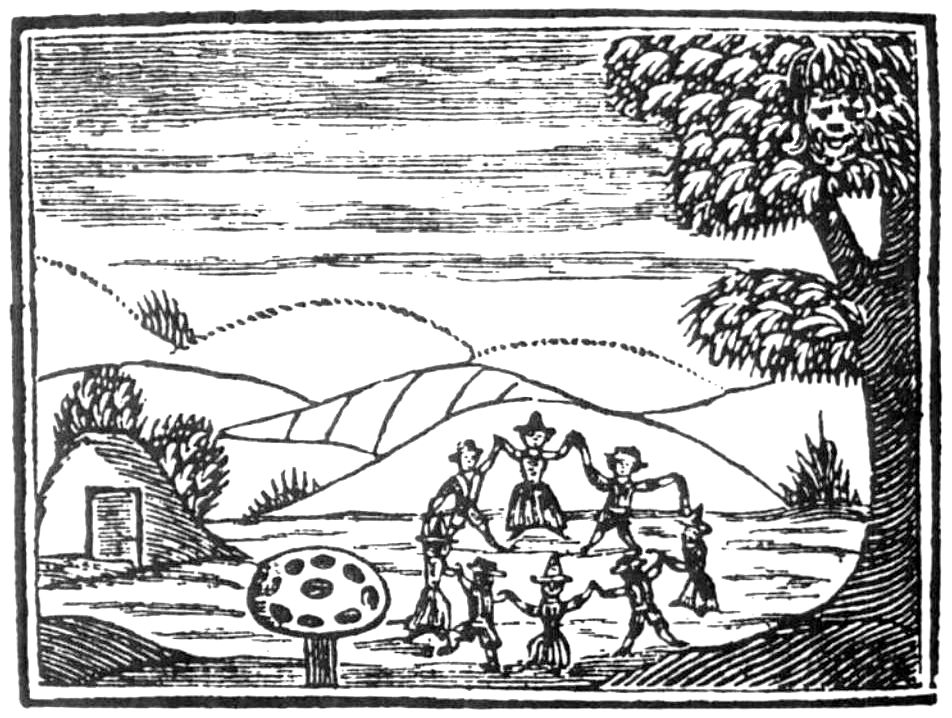
Elfen dansen in een kring bij een heuvel, 17e eeuw

## Zie ook

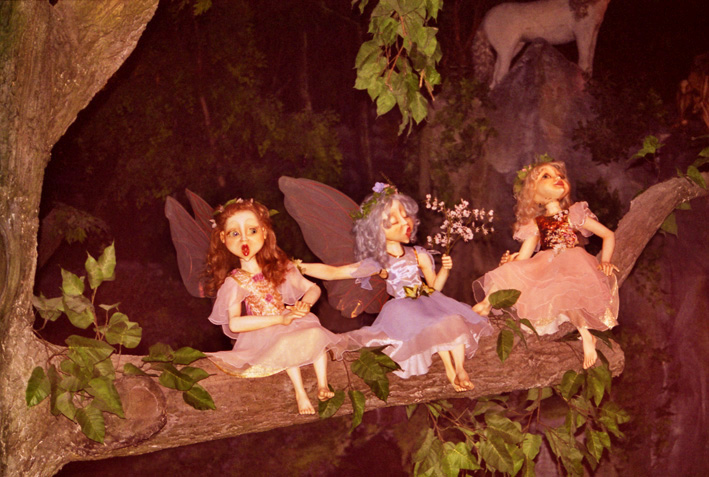
Elfjes in Droomvlucht, de Efteling